# Geographische Extrempunkte Europas
Dies ist eine Liste geographischer Extrempunkte Europas. Einige dieser Positionen stehen zur Diskussion, da die Definition des Umfangs von Europa vielfältig ist.

## Grenzpunkte

### Europäisches Festland
- Nördlichster Punkt:
  - Kinnarodden (71°7′59″N), eine Felsspitze auf der Nordkinnhalbinsel in der norwegischen Finnmark.
  - Das Nordkap (71°10′21″N) liegt nicht auf dem norwegischen Festland, sondern auf der Insel Magerøya, etwa 68 km Luftlinie westlich vom Kinnarodden und wurde für Touristen angelegt, da der Punkt auf dem hohen Felsen spektakulärer erscheint und günstiger zu erreichen ist. Es ist auch nicht der nördlichste Punkt dieser Insel, dies ist der 4,18 km weiter westlich des Nordkaps und mit 71°11′08″ nördlicher Breite etwa 1.400 Meter weiter nördlich gelegene Knivskjellodden. Dieser ist allerdings weniger spektakulär als das Nordkap, weil er im Gegensatz zu diesem nur flach ins Meer hinausragt. Das Nordkap ist jedoch der nördlichste vom Festland aus auf dem Straßenweg erreichbare Punkt Europas.
- Südlichster Punkt:
  - Punta de Tarifa (36°0′24″N), Andalusien, Spanien. Etwas südlicher liegt die kleine Insel Isla de Tarifa. Marokko ist über die Straße von Gibraltar, die hier Europa von Afrika abgrenzt, 14 km entfernt.
- Westlichster Punkt:
  - Cabo da Roca: (9°30′2,9″W), Colares, Sintra, Portugal.
- Östlichster Punkt:
 Entsprechend der bevorzugten Definition:
  - Unter Berücksichtigung der Wasserscheide des Urals ist es das Kap vor der Halbinsel „Mys Ngartissalja“ (68°15′50″ Ost, russisch Мыс Нгартисаля) an der Baidaratabucht (russisch Байдарацкая губа) 5 km nordöstlich der Mündung der Nenjujacha (russisch Ненюяха) im Autonomen Kreis der Jamal-Nenzen
  - Geopolitisch betrachtet ist es der östlichste Punkt der Republik Komi an der Grenze zum Autonomen Kreis der Jamal-Nenzen, Russland. Er liegt bei 66°14′36" Ost auf einem unspektakulären Bergrücken an der Wasserscheide zwischen den Wasserläufen der Malaja Schtschutschja (russisch Малая Щучья) und der Ngodjacha (russisch Нгодяха)
 Eine von russischen Geographen angebrachte Markierung wurde gestohlen. Lediglich ein Steinhaufen markiert noch den Punkt.[1]

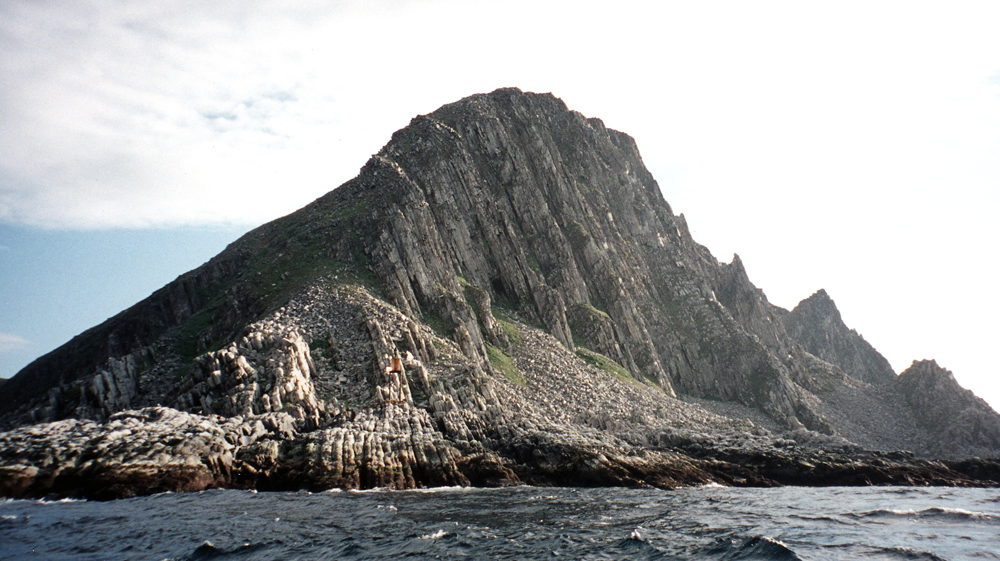
Kinnarodden von der Seeseite
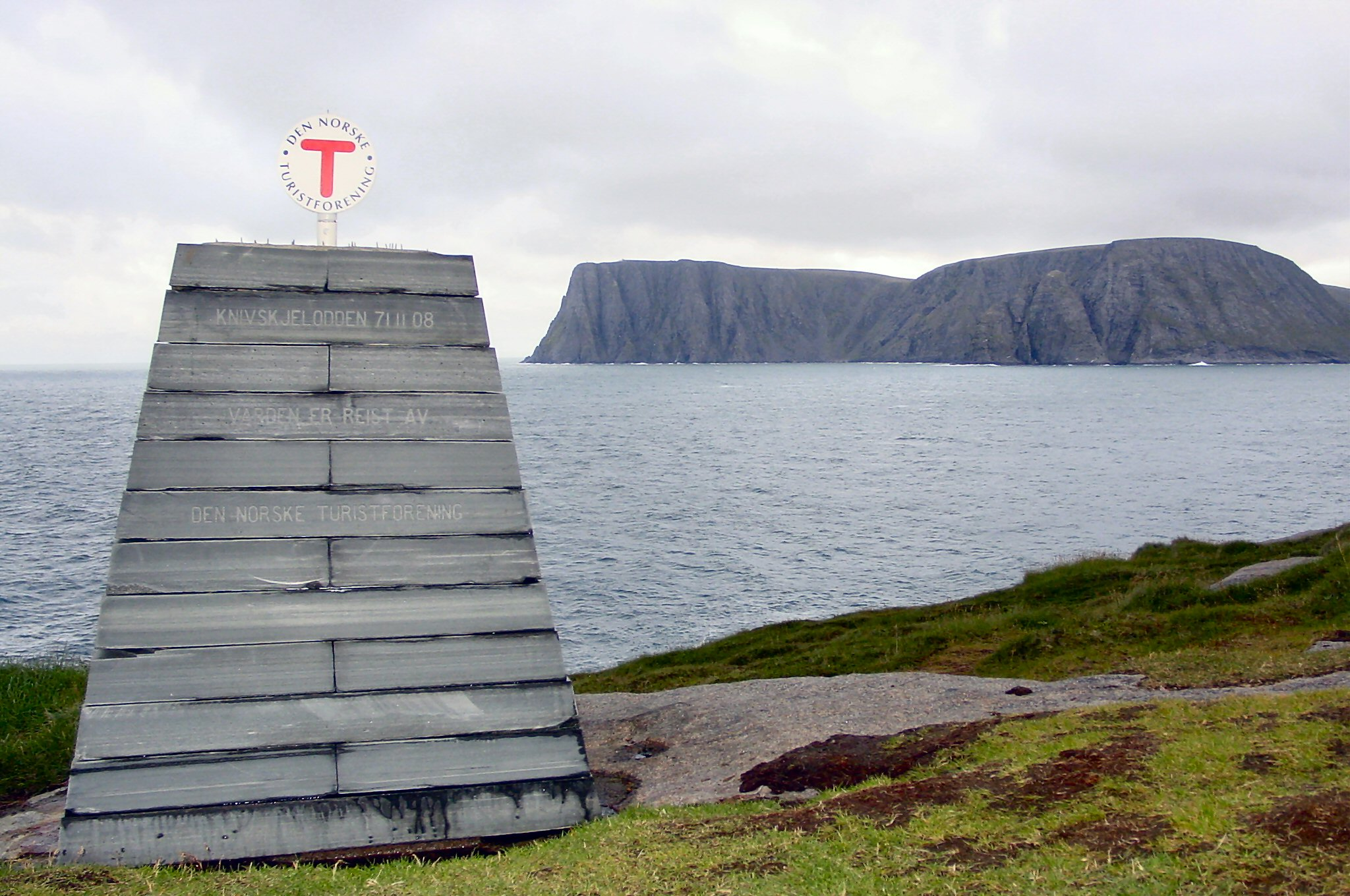
Markierung auf dem Knivskjellodden
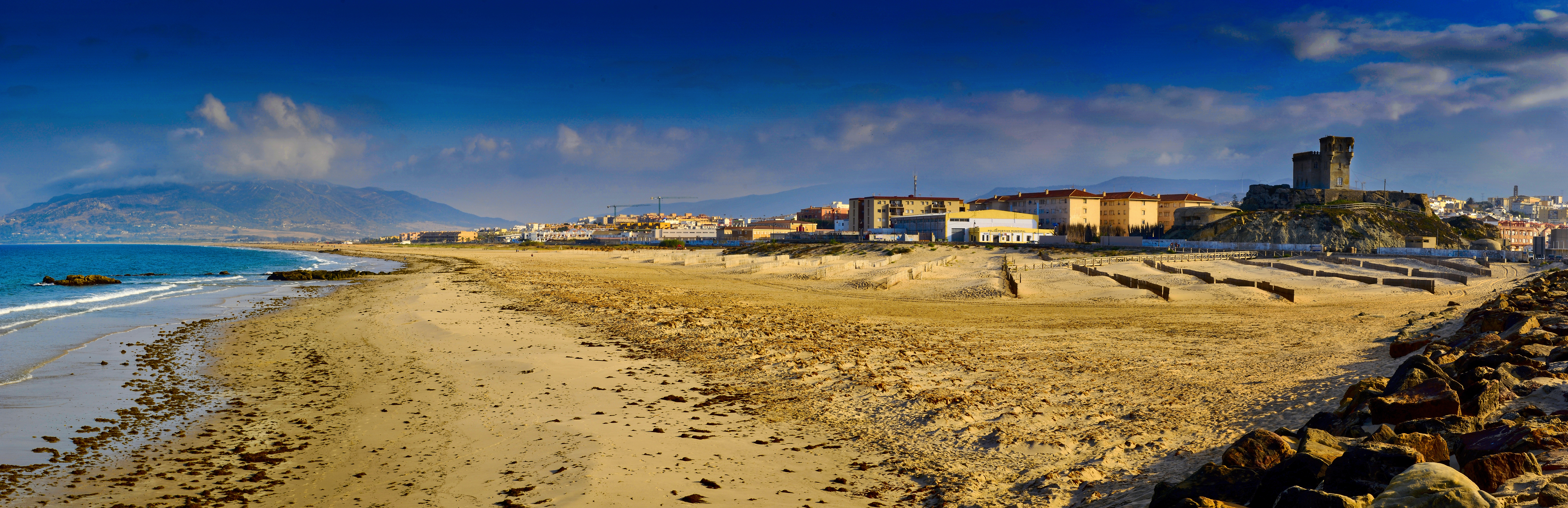
Blick auf Tarifa vom Kap Punta Tarifa
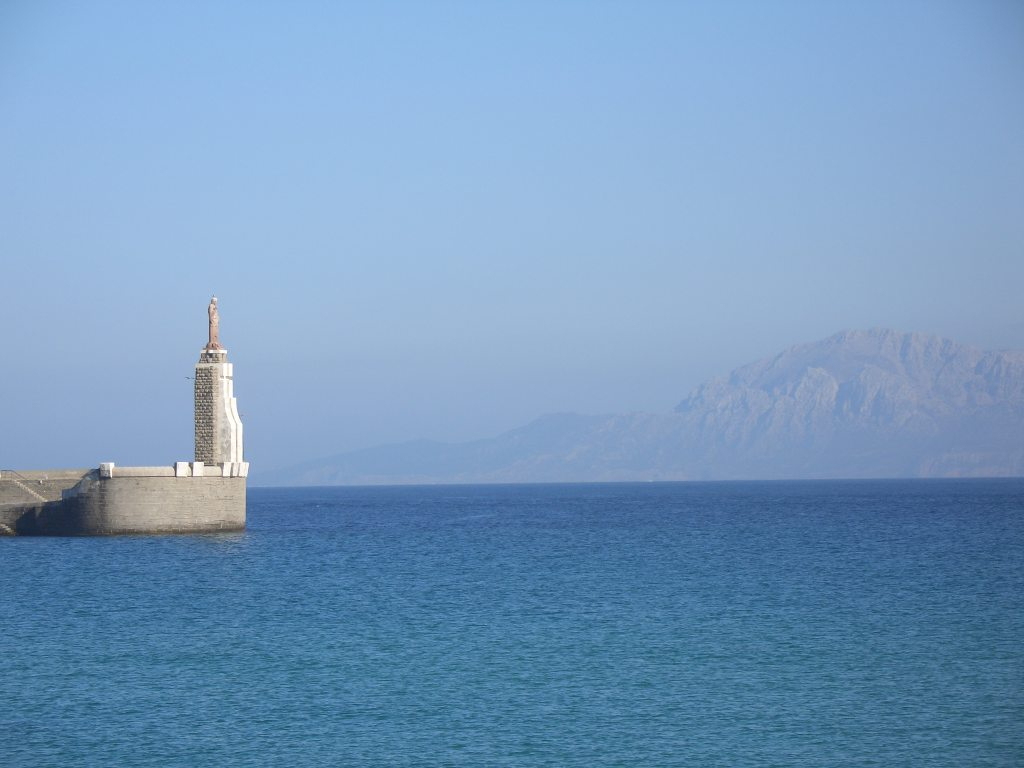
Vor Tarifa: Beim südlichsten Ort Europas; am Horizont: Marokko
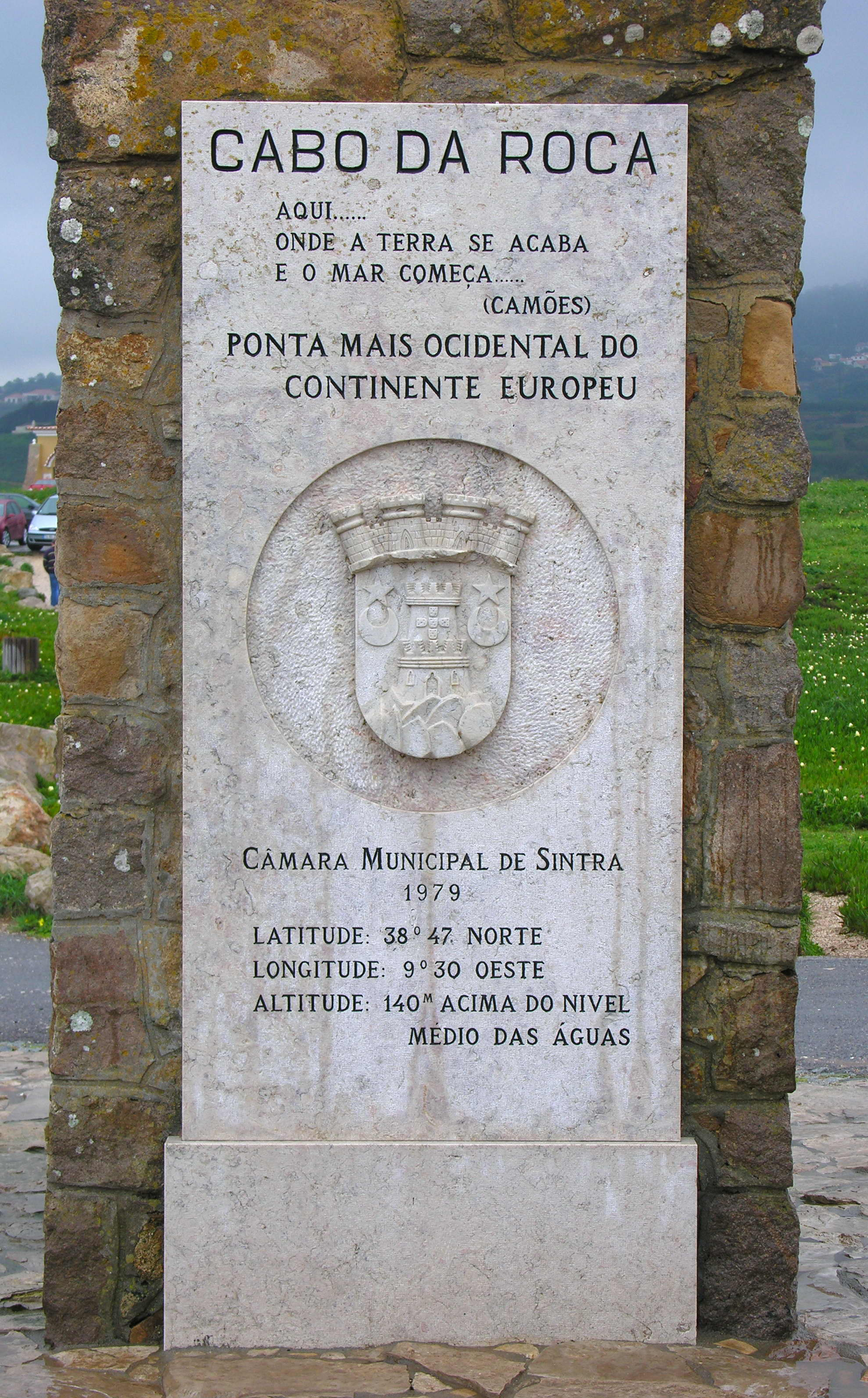
Europas westlichster Punkt
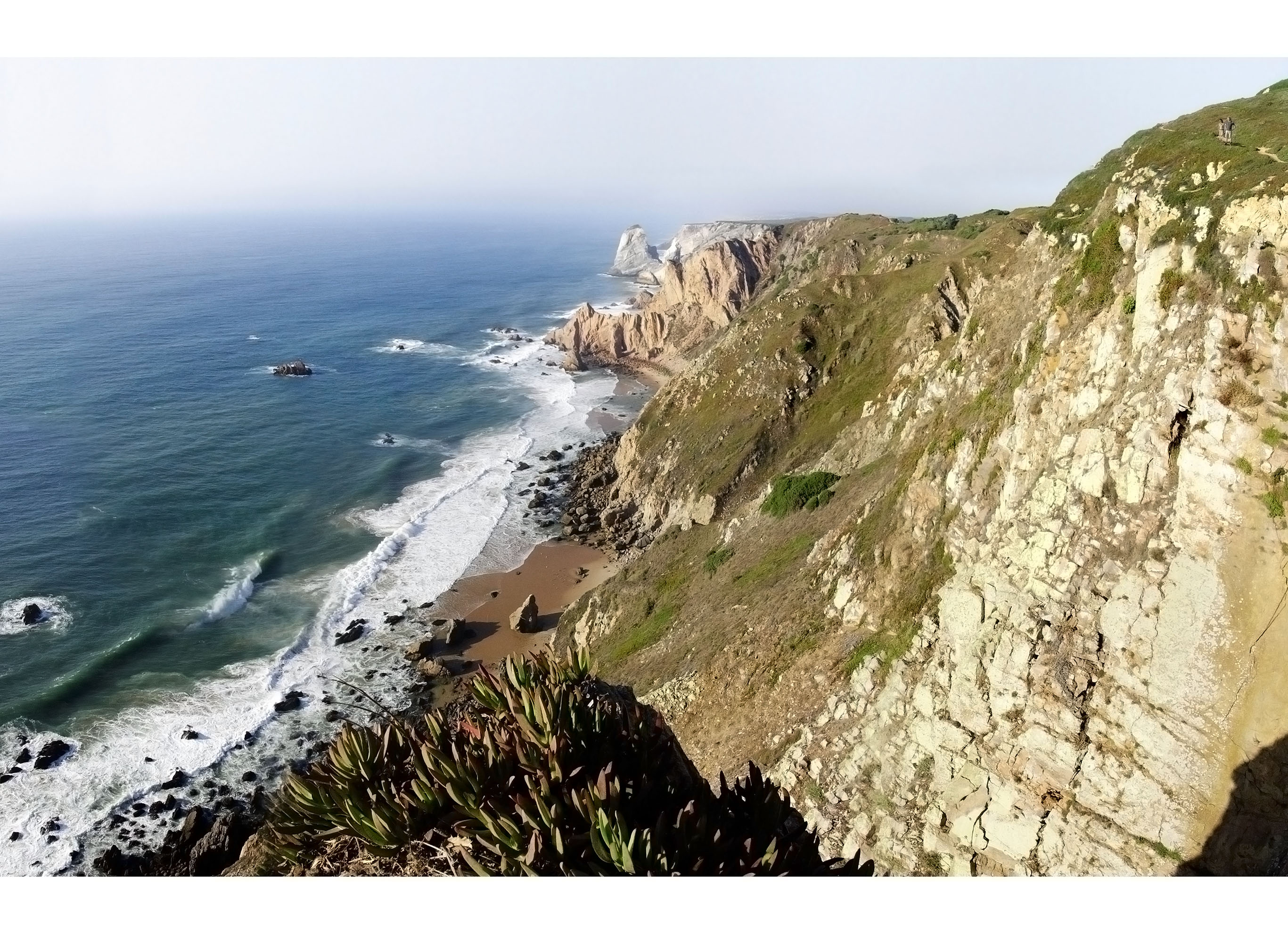
Cabo da Roca / Blick auf den Atlantik

### Europa einschließlich Inseln
- Nördlichster Punkt:
  - Kap Fligely (81°50′35″N, russisch Мыс Флигели) auf der Rudolf-Insel (russisch остров Рудольфа), Franz-Josef-Land (russisch Земля Франца-Иосифа), Russland. Das Franz-Josef-Land liegt auf der Eurasischen Platte nahe der unterschiedlich definierten Grenze zwischen Europa und Asien.
  - Wenn man es nicht zu Europa zählt, dann ist es die Nordspitze der Insel Rossøya (80°49′4″N), Spitzbergen, Norwegen.
- Südlichster Punkt:
  - Kap Trypiti (34°48′3″N, griechisch Ακροτίρι Τρυπητή), Gavdos, Griechenland ist der südlichste Punkt Griechenlands und Europas.
  - Abhängig von der Definition gibt es auch andere Bewerber:
    - Die Insel Zypern, obwohl geografisch einwandfrei Asien, hat starke kulturelle Bindungen an Europa und ist zudem Mitglied der EU. Der südlichste Punkt ist Kap Gata (34°35′26″N, griechisch Κάβο Γάτα) auf der britischen Militärbasis Akrotiri.
    - Punta de los Saltos (27°38′16″N) bei La Restinga auf der zu Afrika zählenden Insel El Hierro, Teil der Kanarischen Inseln ist noch südlicher und gehört zwar politisch als der südlichste Punkt Spaniens zu Europa, aber nicht physiogeographisch zum Kontinent.
    - Die politische Zuordnung würde noch eine Betrachtung der französischen Überseegebiete lohnen. Sie sind Teil des französischen Staatsgebietes und somit auch Mitglieder der Europäischen Union.
- Westlichster Punkt:
  - Ilhéu do Monchique (31°16′30″W), ein imposanter Felsen vor der Insel Flores, Azoren, Portugal, sofern man ihn als politischen Teil Europas ansieht, denn er liegt schon auf der Nordamerikanischen Platte.
  - Wenn nicht, dann ist es der Vulkan Capelinhos (28°50′W) an der Westspitze der Insel Faial, Azoren, Portugal, der westlichste Punkt auf der Eurasischen Platte über dem Meeresspiegel. Die 1957 durch einen Vulkanausbruch entstandene Halbinsel versinkt langsam wieder im Meer, sodass hier Europa immer kleiner wird.
- Östlichster Punkt:
  - Kap Flissingski (69°5′21″O, russisch Мыс Флиссингский) auf der Nordinsel (russisch Северный остров), Nowaja Semlja (russisch Но́вая Земля́), Russland.

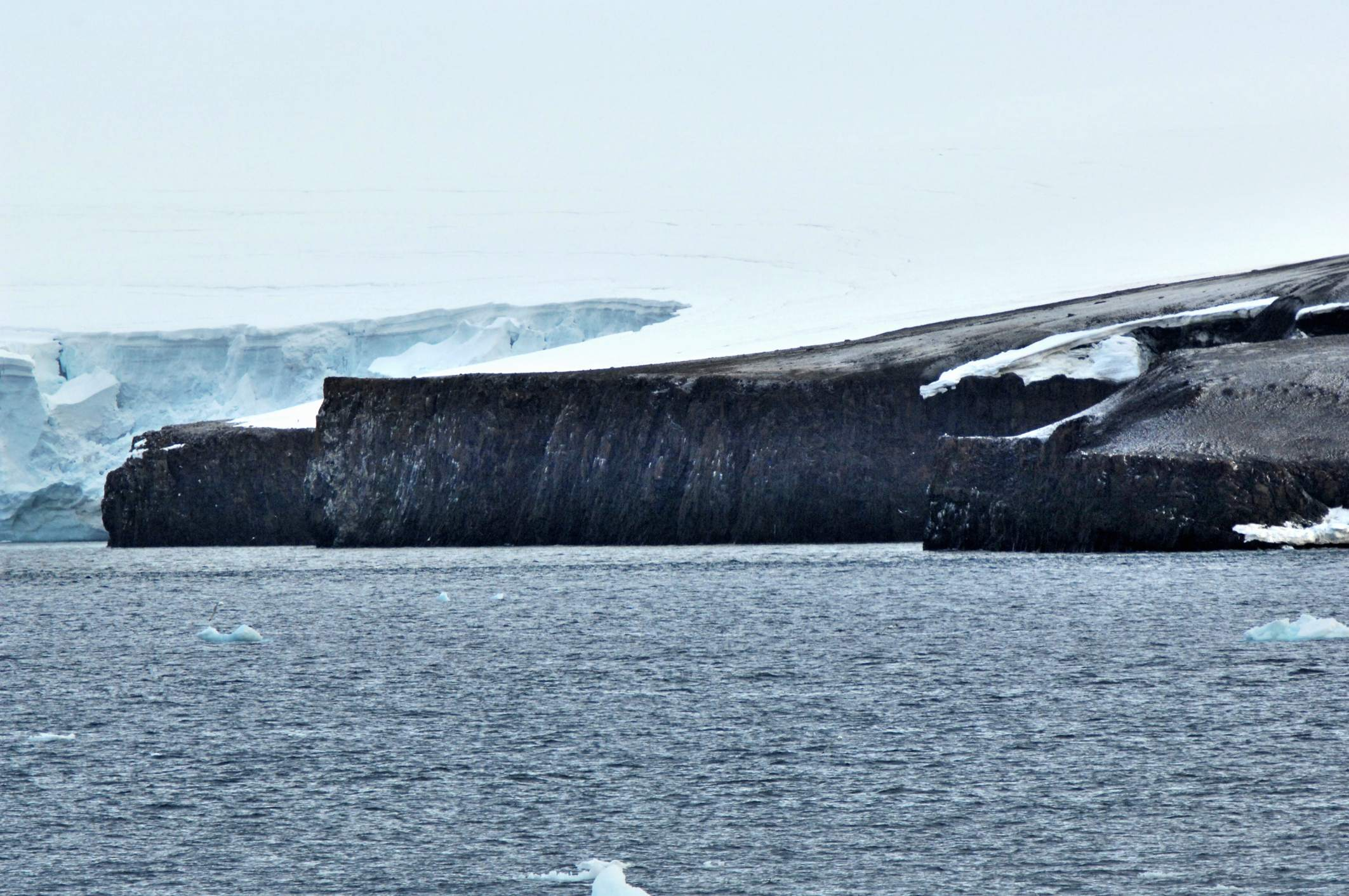
Ganz im Norden: Kap Fligely auf der Rudolf-Insel
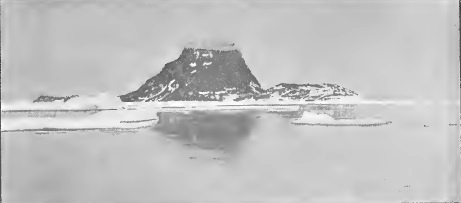
Rossøya 1898
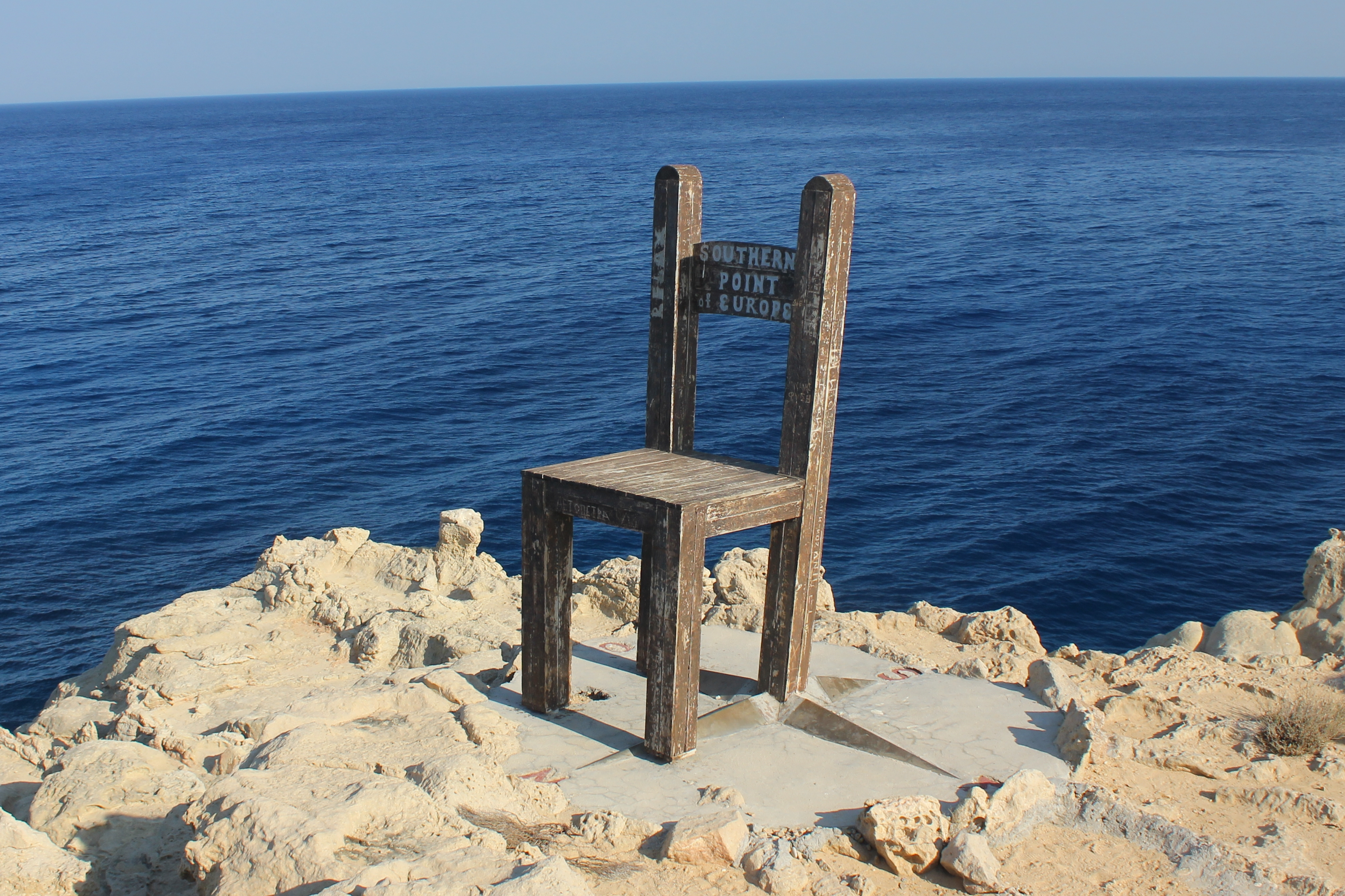
Südlichster europäischer Punkt auf der Insel Gavdos
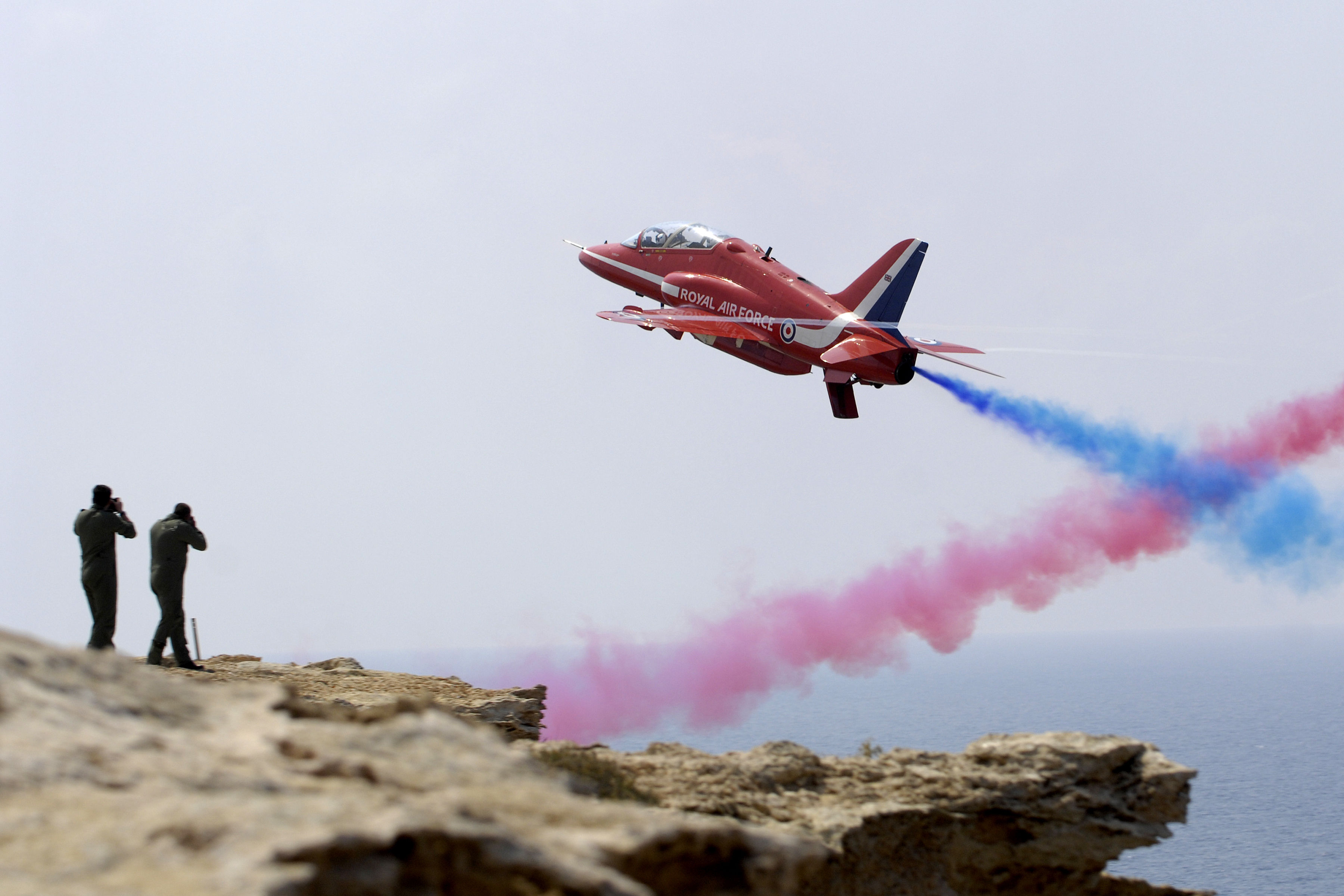
Am Kap Gata ist ein Militärstützpunkt
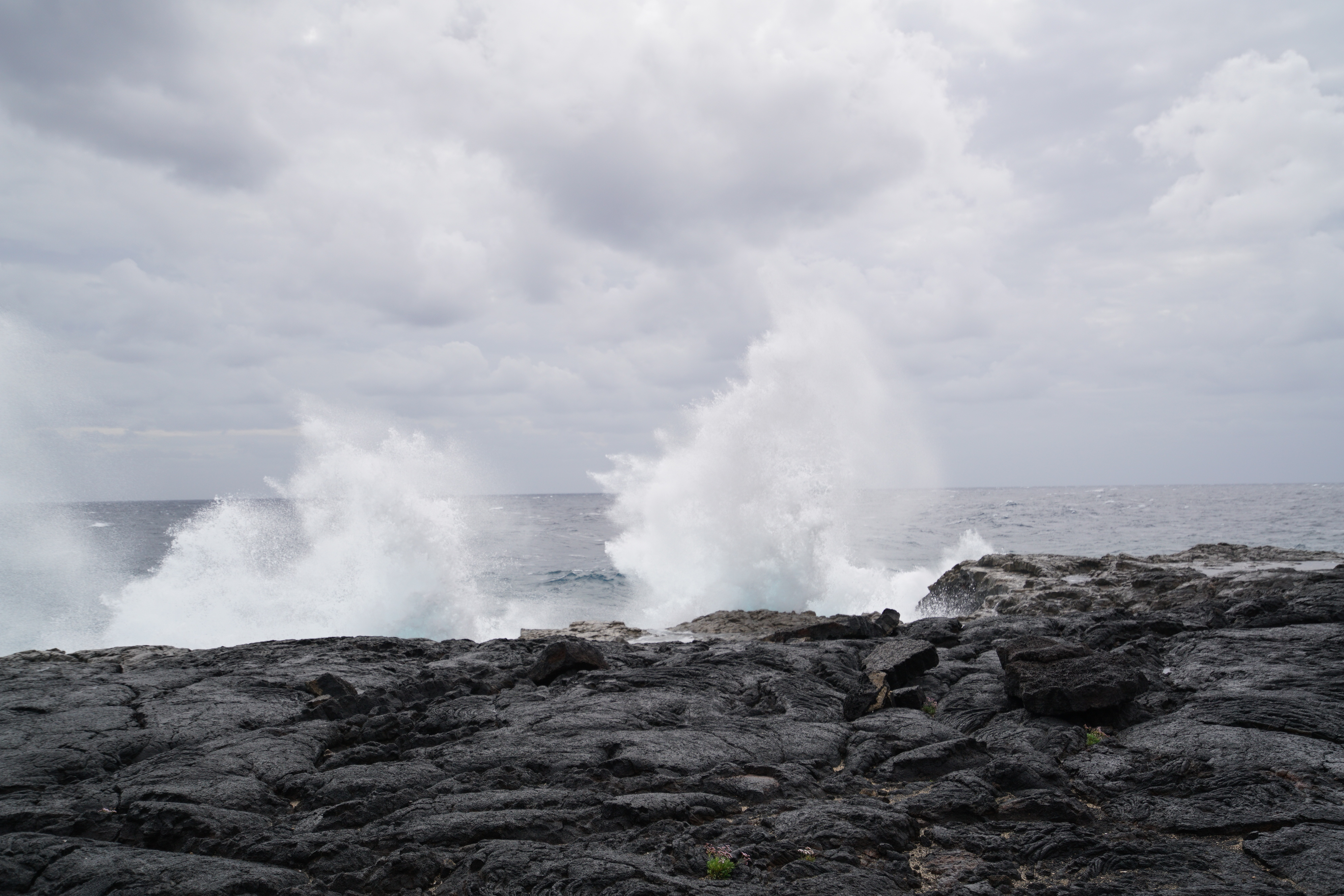
Punta de los Saltos auf El Hierro
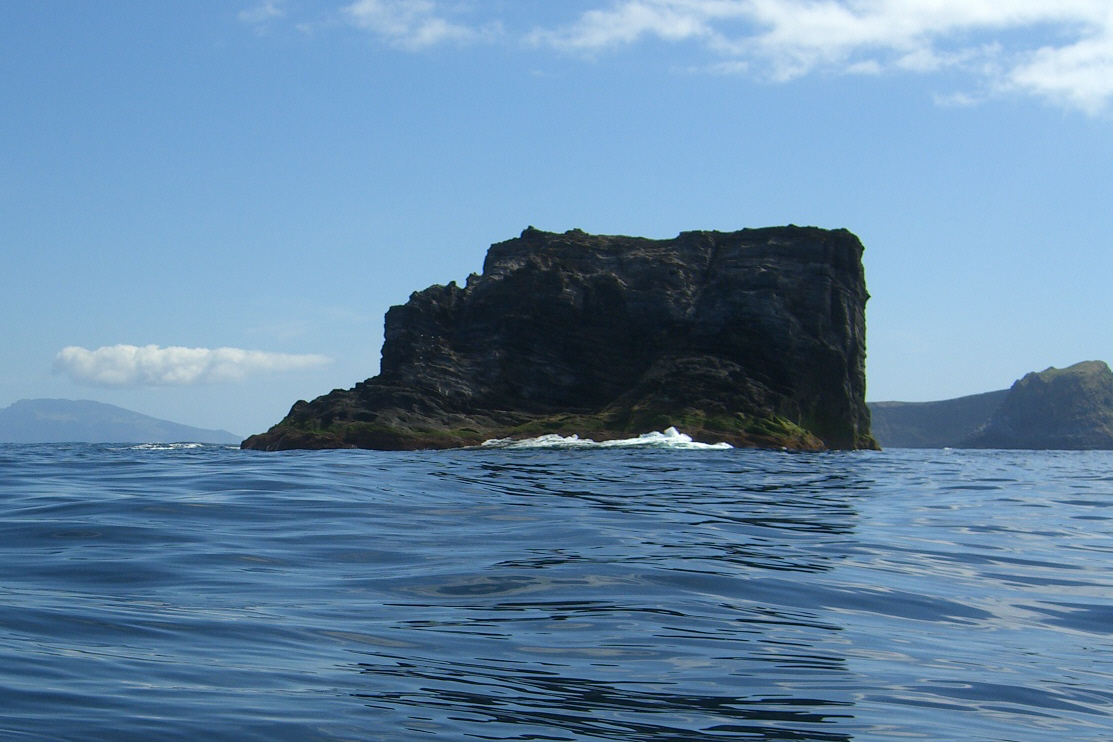
Ilhéu do Monchique gehört zu den Azoren
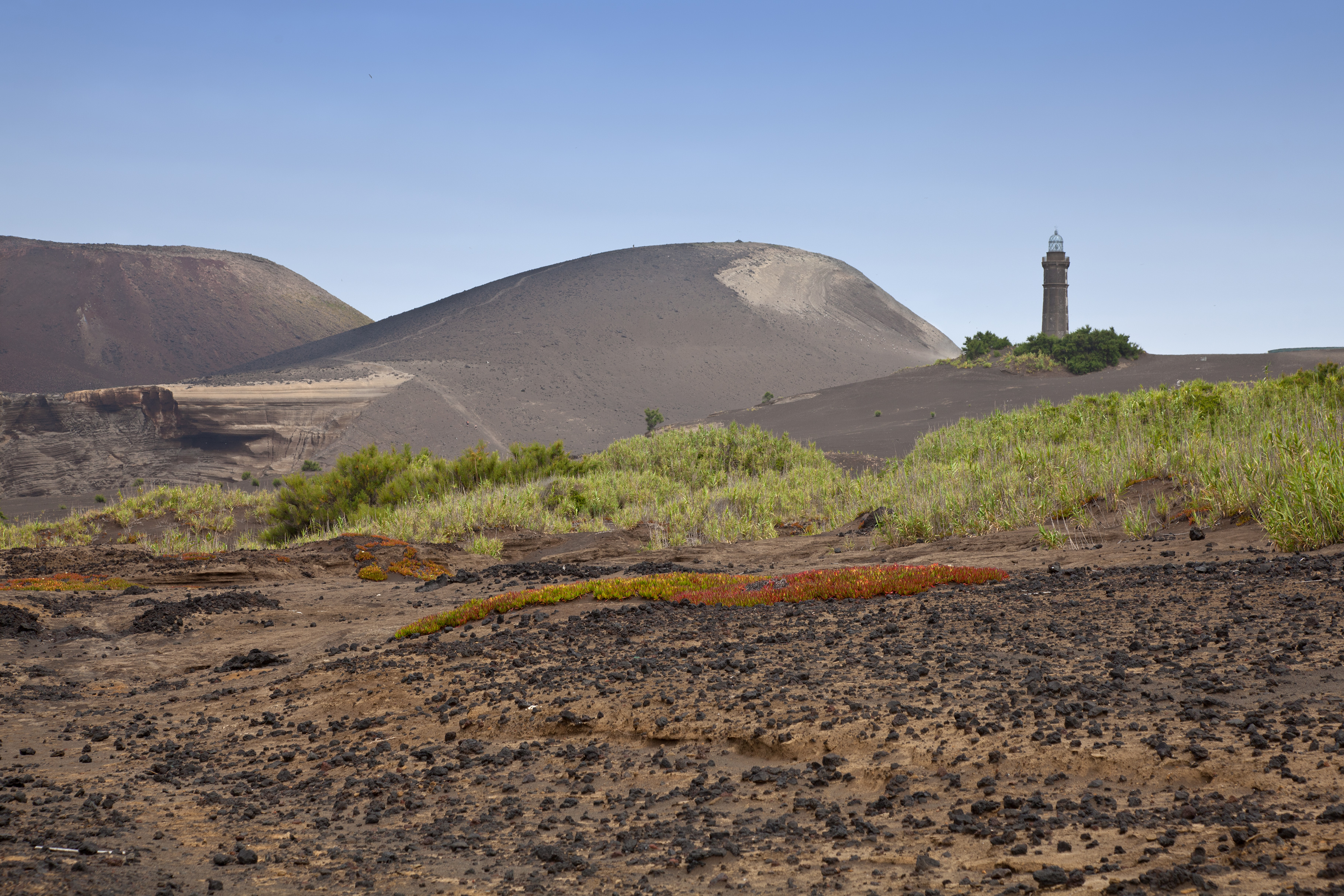
Der Vulkan Capelinhos als westlicher Punkt
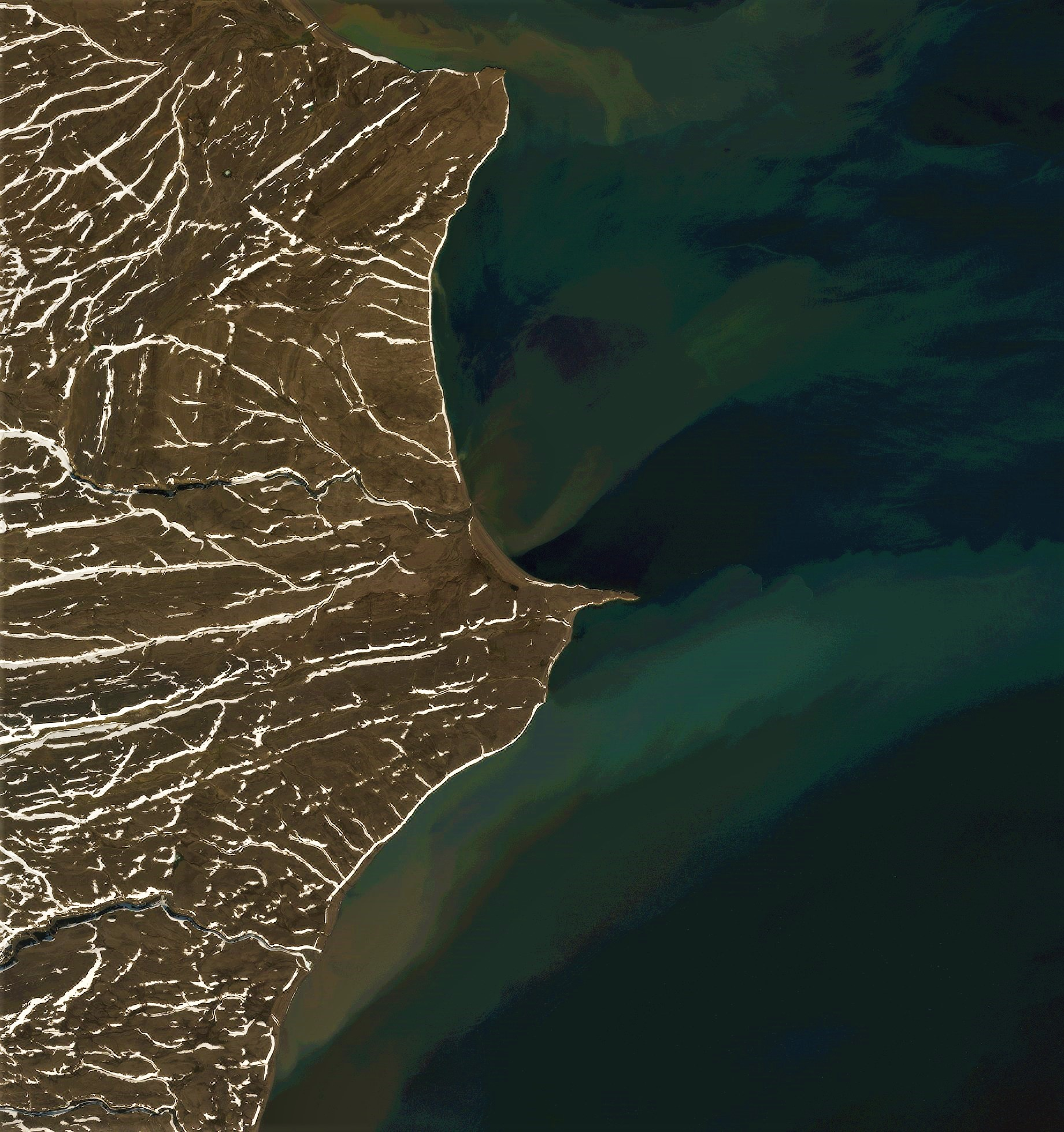
Östlichstes Ende: Kap Flissingski (Nowaja Semlja)

## Höhen und Tiefen
- Höchster Punkt. Der höchste Punkt hängt von der Definition Europas ab:
  - Der Kaukasus trennt mit seiner Wasserscheide Europa von Asien. Das ist die derzeit häufigste Definition für die Grenze.[3] Somit ist der Elbrus (, russisch Эльбрус, karatschai-balkarisch Минги тау), Kabardino-Balkarien, Russland mit 5642 m der höchste Berg Europas.
    - Nach dieser Definition liegt auch das mit 2560 m höchstgelegene Dorf Kurusch in Dagestan im Kaukasus. Es ist zugleich das südlichste Dorf Russlands.

  - Nach konventioneller Auffassung, seit Strahlenbergs Veröffentlichung von 1730, ist die Kuma-Manytsch-Niederung  die Grenze zwischen Europa und Asien. Danach liegt der Elbrus in Asien und der Mont Blanc  an der Grenze zwischen Frankreich und Italien ist mit 4805 m der höchste europäische Gipfel.
    - Das bündnerische Juf gilt als höchstgelegenes dauerhaft bewohntes Dorf Europas nach klassischer Auffassung.
- Niedrigster Punkt (natürlich, unter freiem Himmel): Das Kaspische Meer liegt 28 m unter dem Niveau der Weltmeere.
- Niedrigster Punkt (natürlich, unter Wasser): Das Calypsotief (, griechisch Φρέαρ των Οινουσσών) im Ionischen Becken vor der griechischen Westküste mit einer Tiefe von 5267 m[4] unter dem Meeresspiegel.
- Tiefster Punkt (natürlich, unterirdisch). Abhängig von der Definition von Europa ist es entweder
  - die Woronja-Höhle (, georgisch კრუბერის გამოქვაბული), Abchasien, Georgien mit 2197 m unter der Oberfläche (auch die tiefste Höhle der Welt)[5]
  - oder die Höhle Lamprechtsofen , Leoganger Steinberge, Salzburg, Österreich: 1632 m unter der Oberfläche.
- Niedrigster Punkt (künstlich, unter freiem Himmel): Tagebau Hambach , Kreis Düren, Rhein-Erft-Kreis, Nordrhein-Westfalen, Deutschland mit der größten Teufe von 400 m, 299 m unter NHN.
- Niedrigster Punkt (künstlich, unterirdisch): Kola-Bohrung (russisch Кольская сверхглубокая скважина), , Oblast Murmansk, Föderationskreis Nordwestrussland, Russland: 12.262 m unter der Oberfläche. Es ist auch der tiefste künstlich angelegte Punkt der Welt. Diese Bohrung ist stillgelegt.

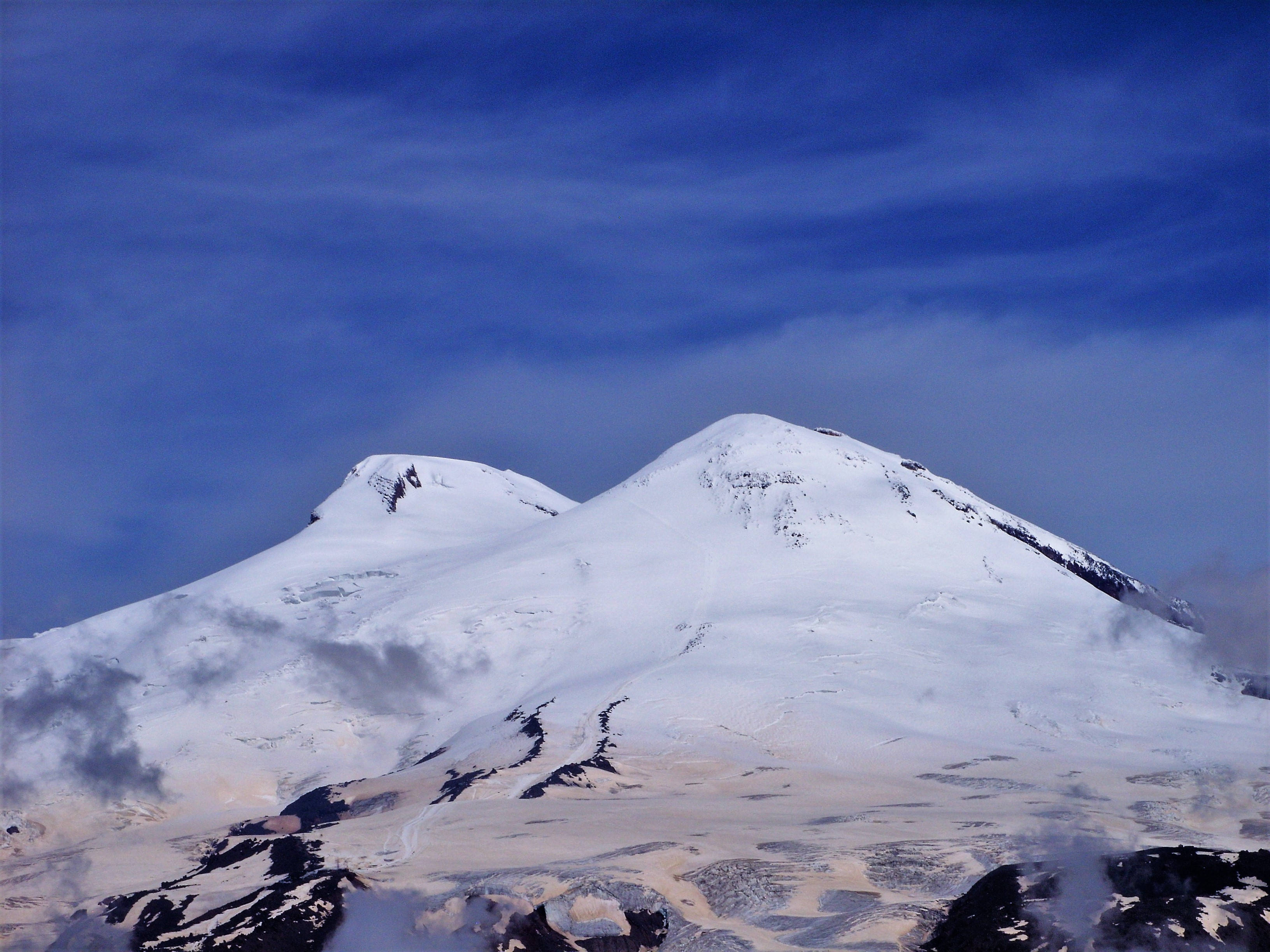
Ist der Elbrus der höchste Europäer?
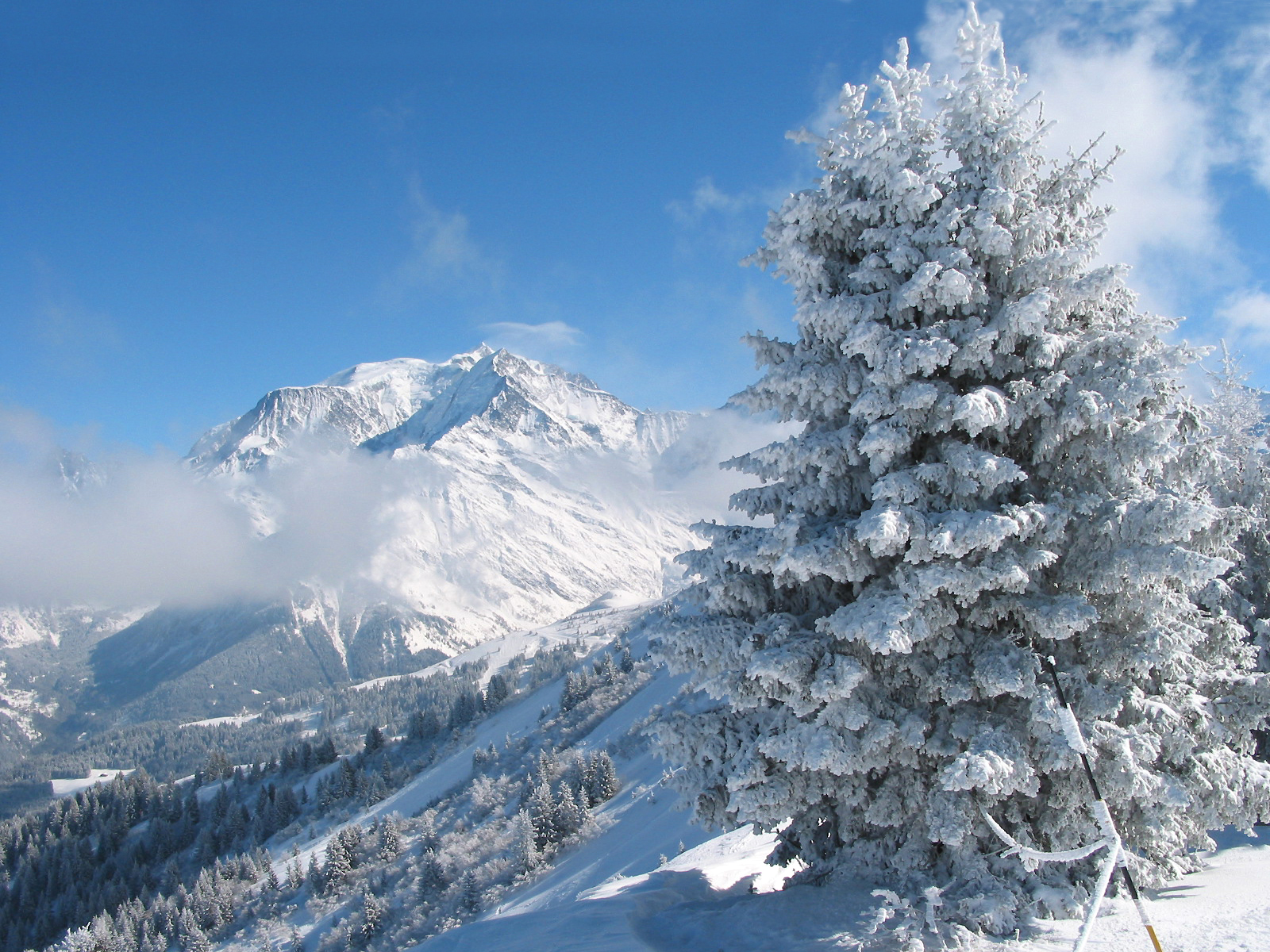
… oder der Mont Blanc?
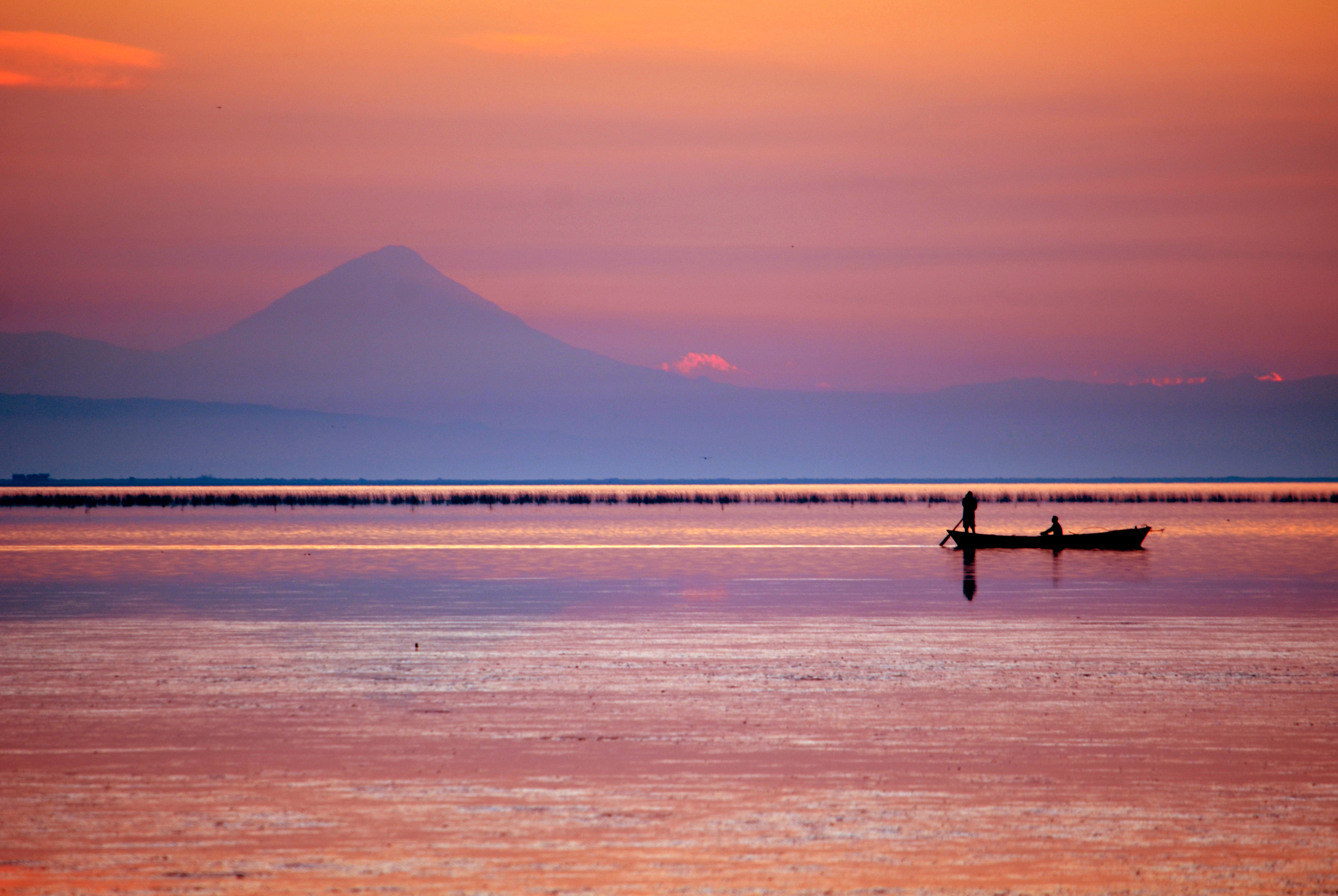
Stimmung am Kaspischen Meer
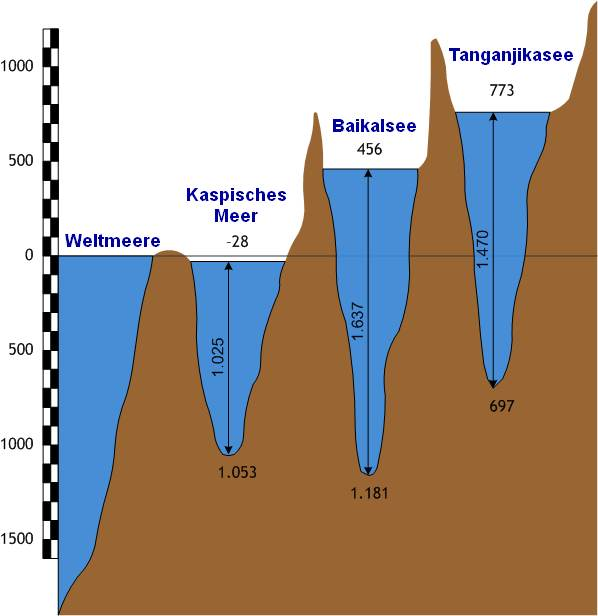
Vergleich der Höhen und Tiefen
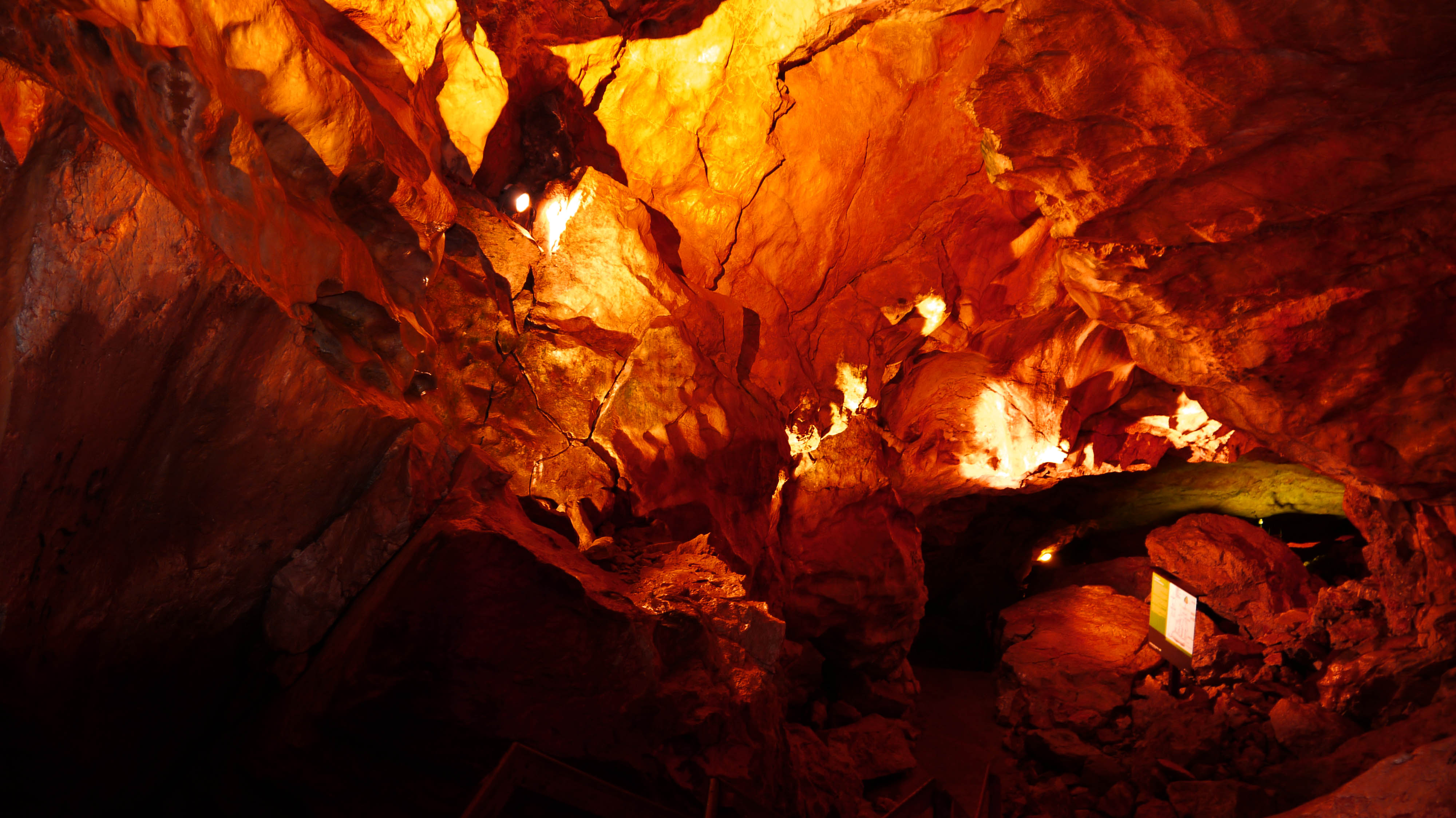
Lamprechtshöhle
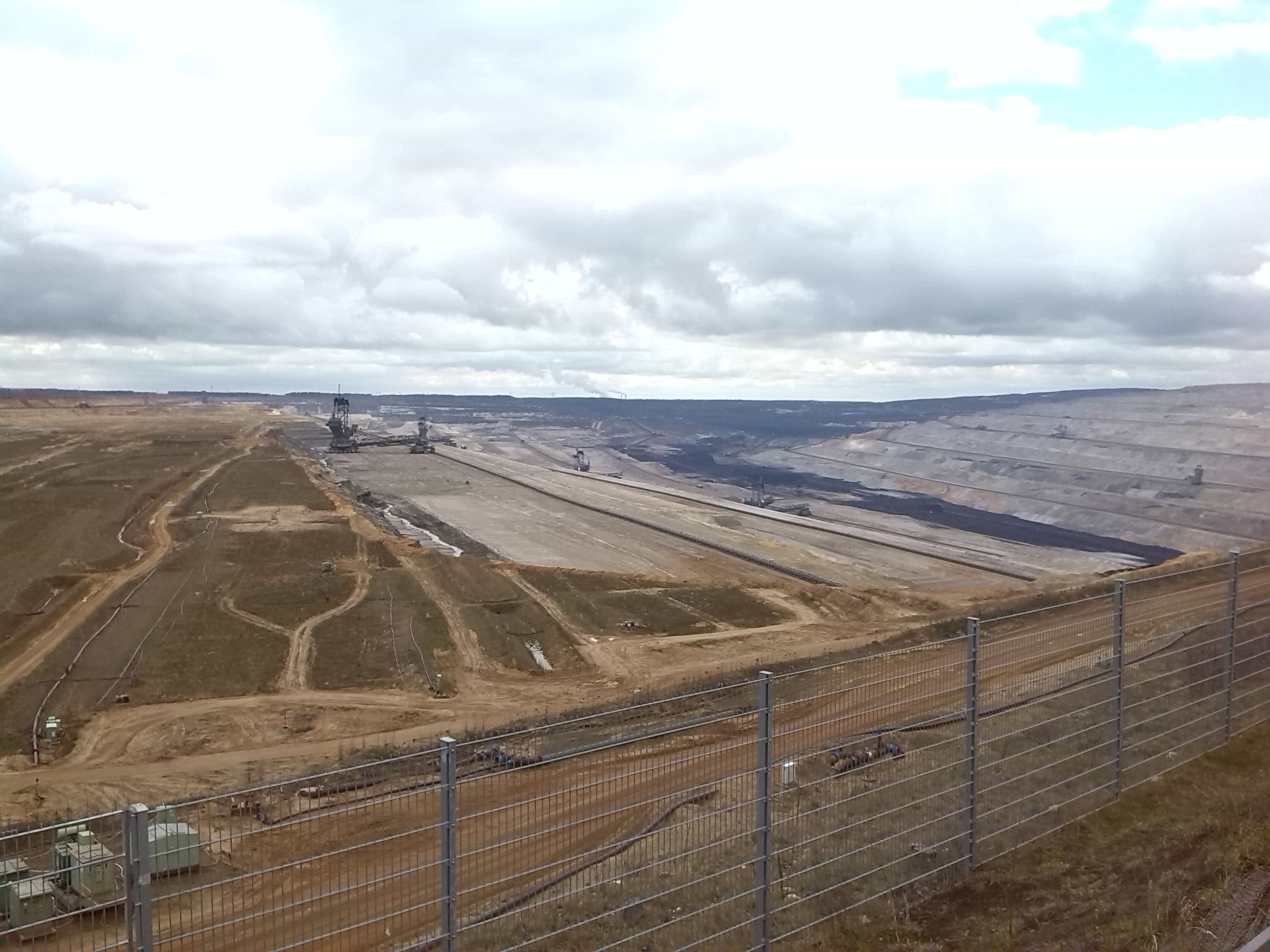
Tagebau Hambach
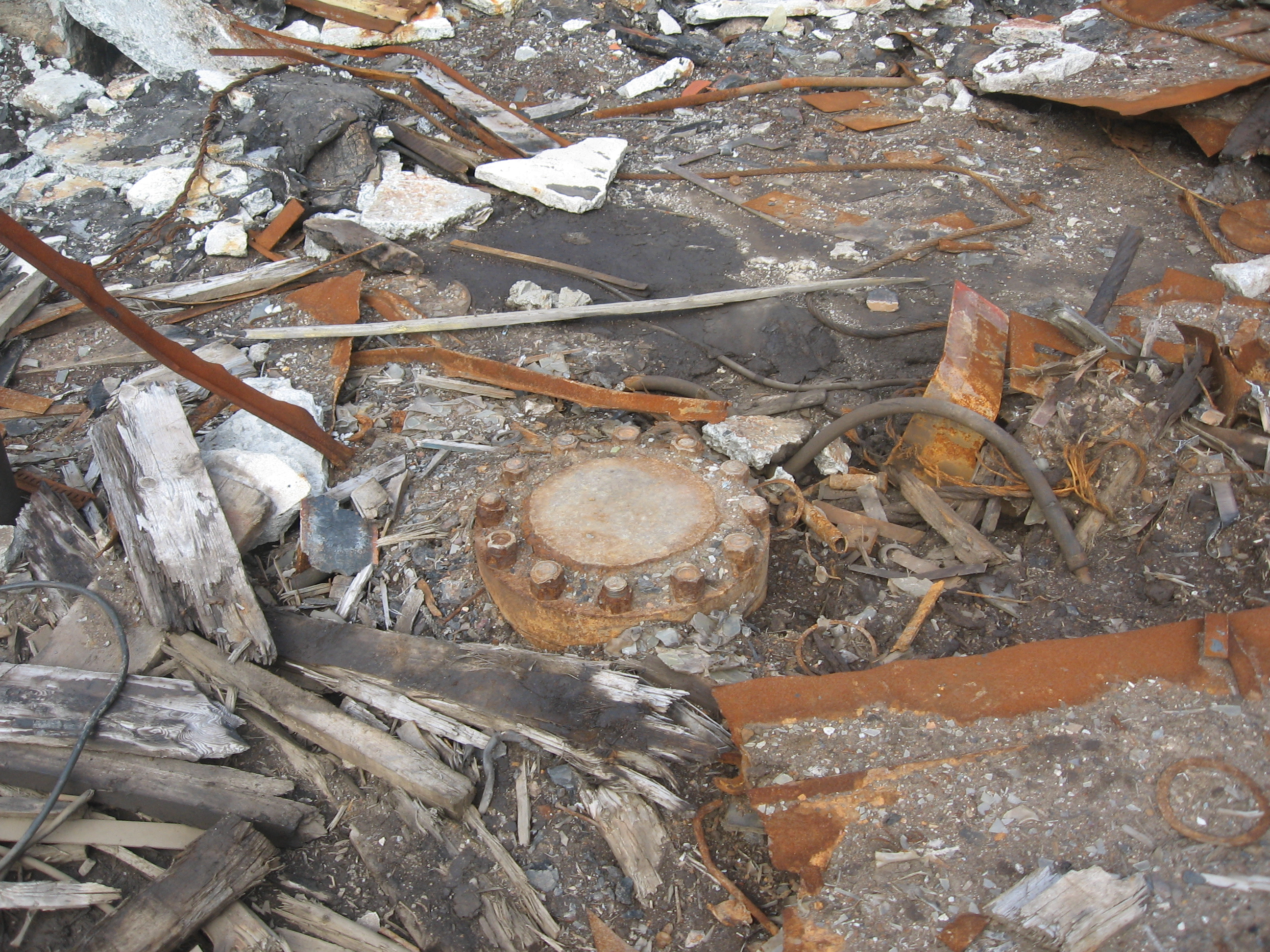
Hinterlassenschaft der Kola-Bohrung

## Sonstige spektakuläre Extreme

### Gewässer
- Mardalsfossen , Møre og Romsdal, in Norwegen ist der höchste Wasserfall Europas. Die komplette Fallhöhe beträgt 655 m, mit 297 m freiem, lotrechtem Fall auf dem oberen Absatz.[6]
- Sarpsfossen (, „Der schluckende Fall“) bei Sarpsborg, Østfold in Norwegen überwindet gerade einmal 23 m, ist aber von der maximalen Wassermenge her der größte Wasserfall Europas. Bei einem Jahresdurchschnitt von 577 m³/s kann er bei Hochwasser bis zu 2000 m³/s Durchfluss erreichen.
  - Der Laksforsen ( des Flusses Vefsna („Lachsfall“)) in Nordland hat nur 17 m Fallhöhe, allerdings die größte durchschnittlichen Wassermenge von rund 700 m³/s. Zudem gilt der Laksforsen als schöner, weil er nicht so verbaut ist.[7]
- Ventas rumba (, alter deutscher Name: „Windauer Rummel“) in Kuldīga (deutsch: Goldingen), Lettland, ist mit 240 Metern der breiteste Wasserfall in Europa. Die Fallhöhe beträgt je nach Wasserstand nur 1,80 bis 2,20 Meter.[8] Der Ventas rumba ist fast doppelt so breit wie der viel bekanntere Rheinfall. Zufällig liegt 300 m nordwestlich im Bach Alekšupīte der höchste Wasserfall Lettlands () mit einer Gesamtfallhöhe von 4,15 m und einer Breite von 8 m. Die Backsteinbrücke aus dem 19. Jahrhundert ist mit 164 m die längste mit dem Auto befahrbare Backsteinbrücke Europas und in Sichtweite beider Wasserfälle
- Der Ladogasee (, russisch Ладожское озеро, finnisch Laatokka), Nordwestrussland, ist mit 17.700 km² Oberfläche und 908 km³ Wasservolumen der größte See Europas.[9] Allein die Summe der Landflächen seiner weit über 500 Inseln übertrifft mit 687 km² die Wasserfläche des Bodensees.
 Das Kaspische Meer, ein Binnensee, der an Europa grenzt, ist allerdings größer.
- Der Kuibyschewer Stausee ( russisch Куйбышевское водохранилище) an der Wolga ist mit etwa 6450 km² der größte Stausee Europas.
- Der tiefste See Europas ist mit 514 Metern der Hornindalsvatnet  in Sogn und Fjordane, Norwegen. Er ist ein abgetrennter Teil des Nordfjords. Der Seespiegel liegt 53 Meter über dem Meeresspiegel, so dass die tiefste Stelle 461 Meter unter dem Meeresspiegel liegt.
- Der Lac d’Allos  ist der höchstgelegene natürliche See in Europa. Er liegt auf einer Höhe von 2230 m über den Meeresspiegel in der Provence-Alpes-Côte d’Azur, Frankreich.[10]
- Längster Fluss Europas ist die Wolga. Von der Quelle  nahe dem Dorf Wolgowerchowje auf den Waldaihöhen bis zum Mündungsdelta in das Kaspische Meer bei Astrachan sind es 3530 km. Die Höhendifferenz zwischen Quelle und Mündung beträgt 256 m. Mit einer mittleren Abflussmenge von 8064 m³/s ist es auch der wasserreichste Fluss Europas.
- Nordwestlich des Balaton in Ungarn liegt der Hévízer See (, ungarisch Hévízi Tófürdő), der mit 4,5 Hektar Europas größter natürlicher Thermalsee ist.
- Die wasserreichste Quelle Europas ist die Karstquelle Vrelo Bune ( – deutsch:Bunaquelle) in Bosnien und Herzegowina. Das Wasser quillt unter einer 200 m hohen Klippe hervor. Je nach Jahreszeit und Wetterbedingungen kommen bis zu 123 m³/s aus der Quellgrotte.[11]
- Die Tara-Schlucht (, serbisch-kyrillisch Тара) in Montenegro hat eine Länge von 78 Kilometern und eine Tiefe von über 1300 Metern. Sie ist damit längste und tiefste Schlucht Europas.
- Die schmalste Meerenge der Welt, Euripos ( griechisch Εύριπος, Évripos) bei Chalkida ist nur 40 Meter breit. Sie trennt die griechische Insel Euböa vom Festland und wird durch eine Klappbrücke verbunden.
- Das flachste Meer der Erde mit einer maximalen Tiefe von 14 m und mittleren Tiefe bei 8 m ist das Asowsche Meer.

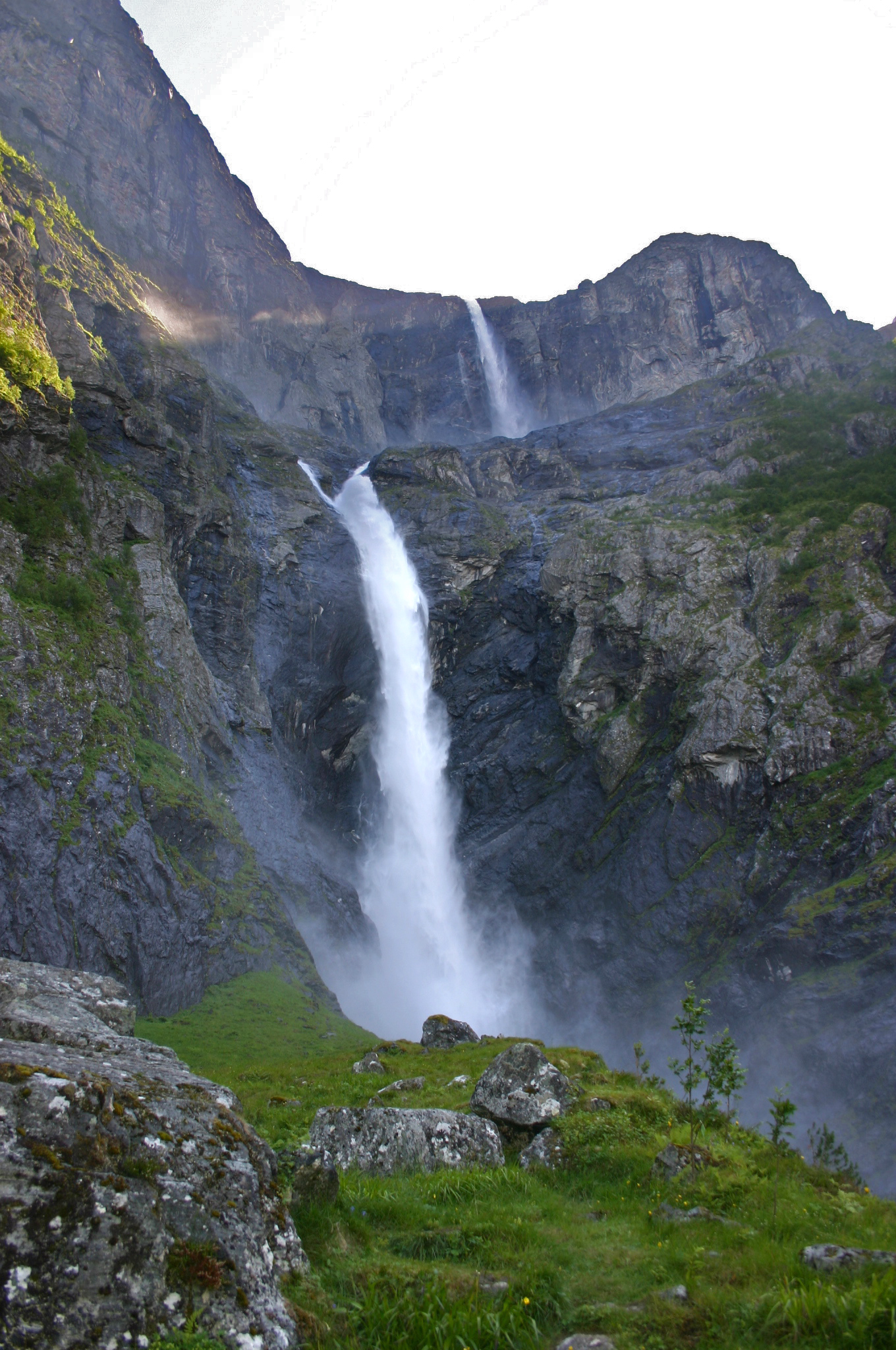
Mardals- fossen, Norwegen
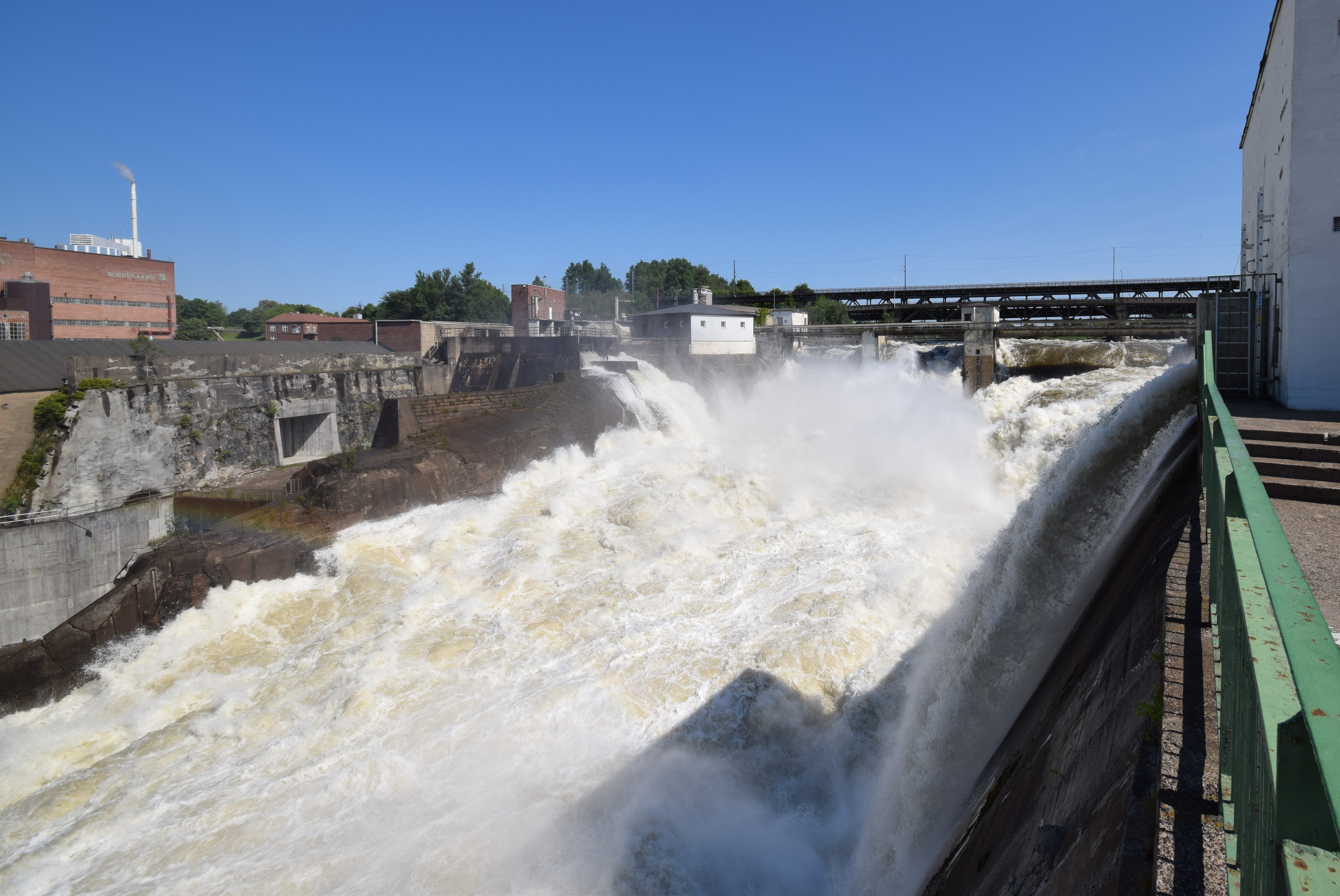
Sarpsfossen, Norwegen
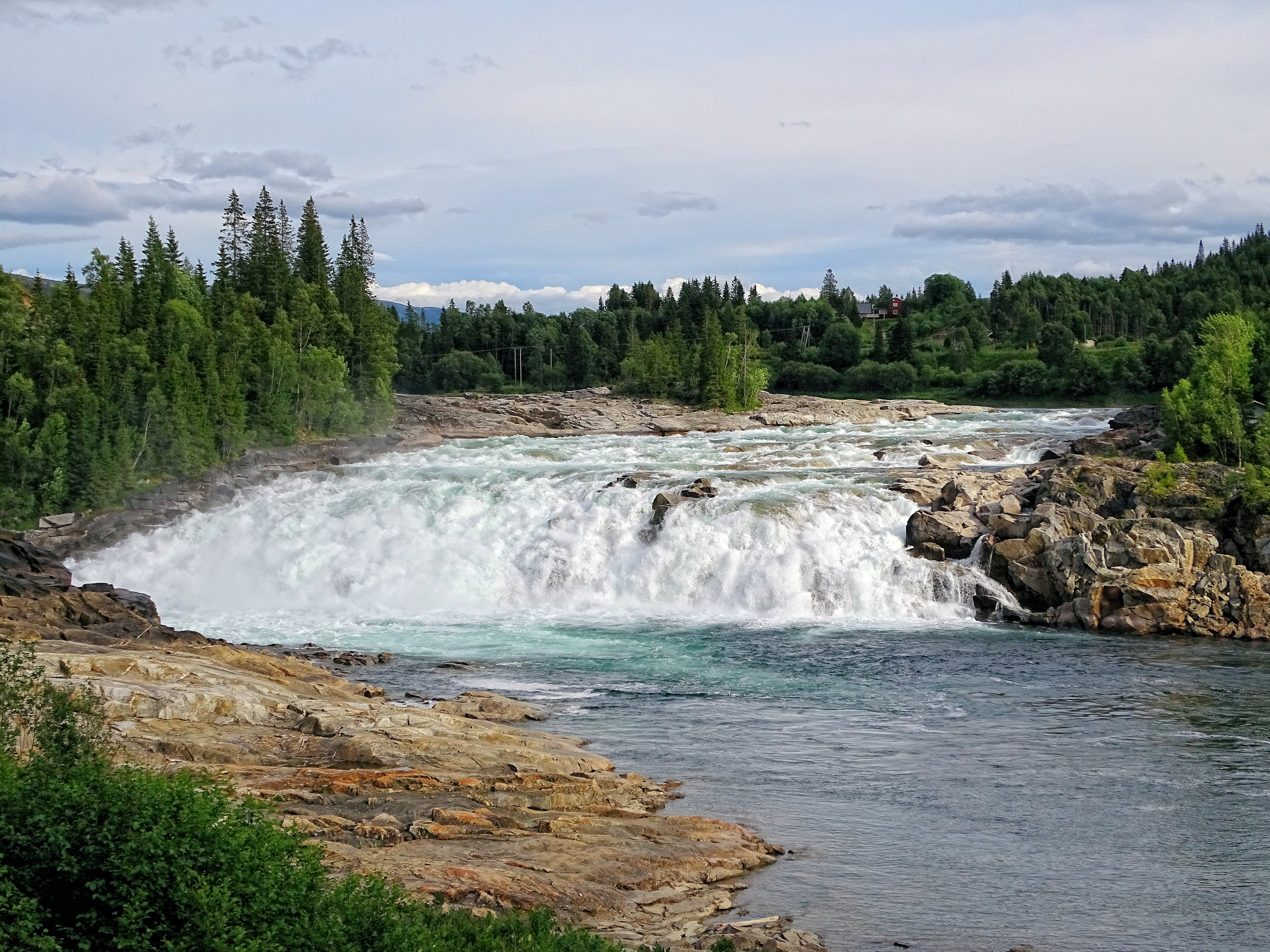
Laksforsen, Norwegen
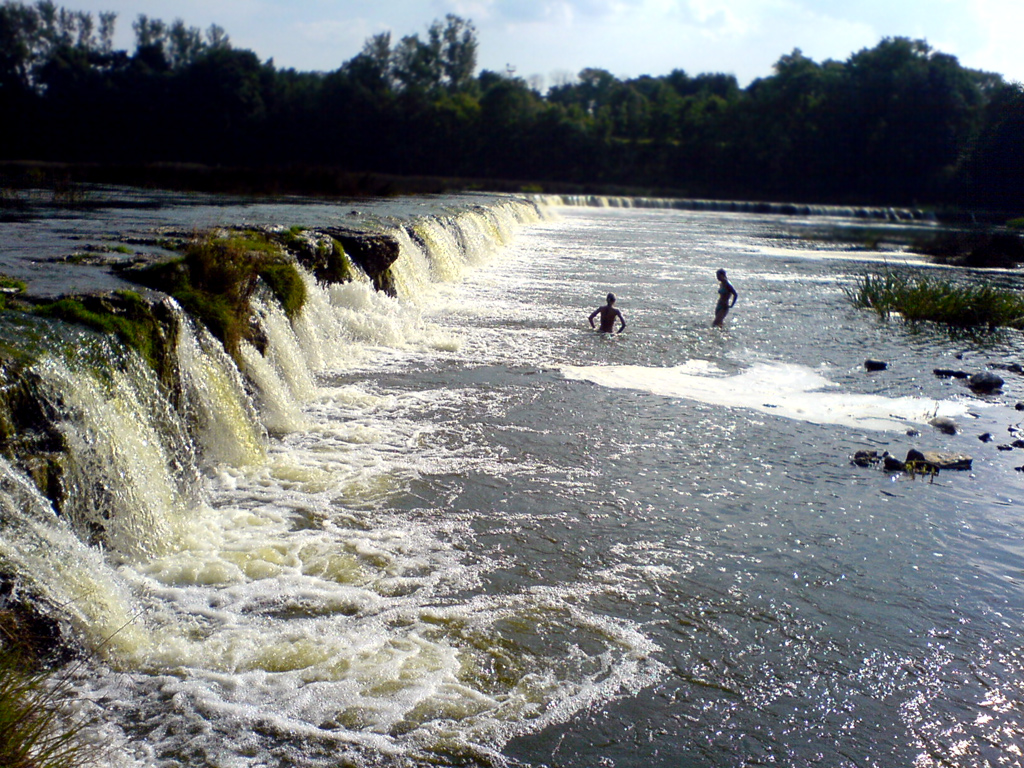
Ventas rumba, Lettland  – breitester Wasserfall
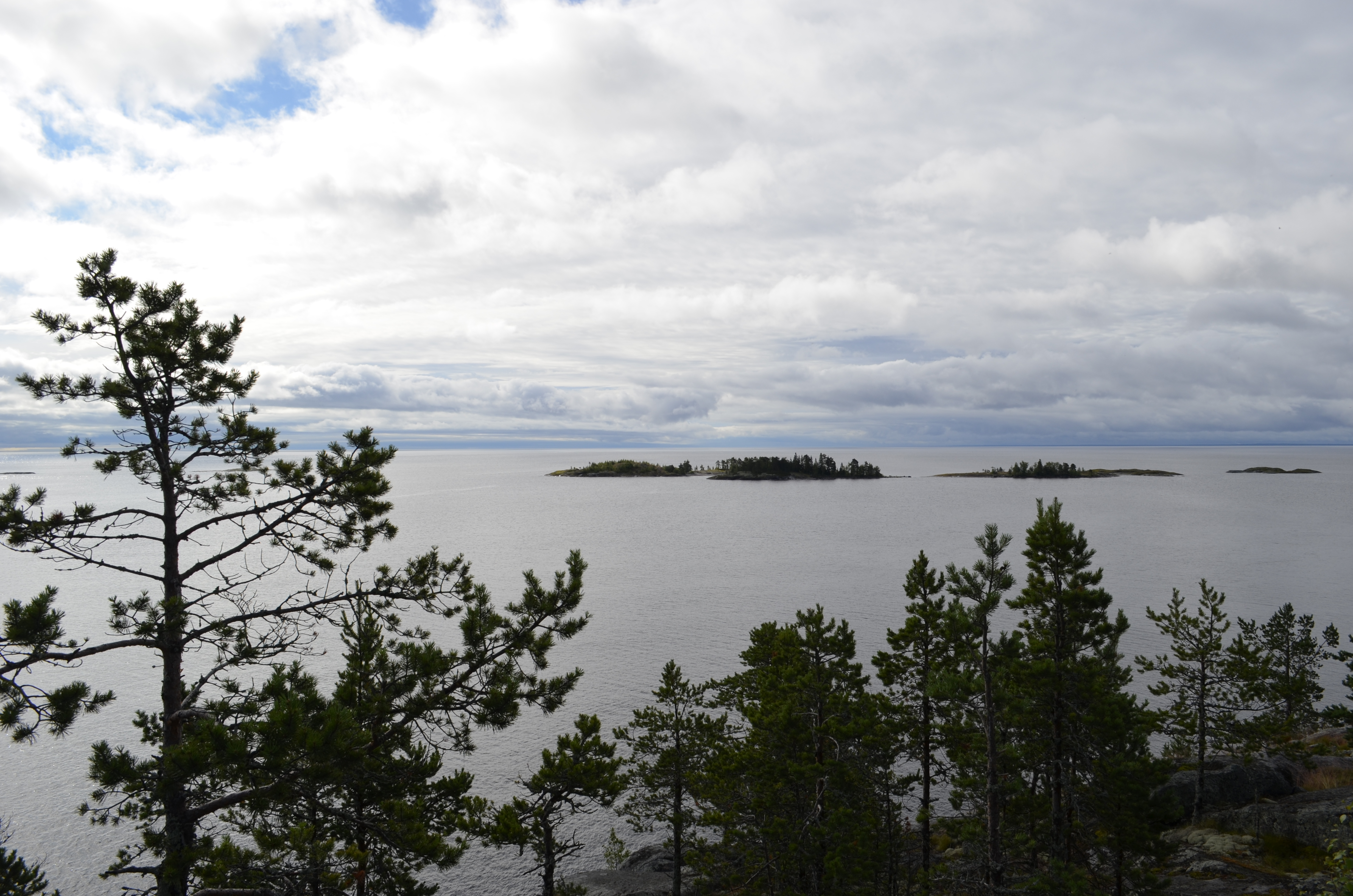
Ladogasee in Karelien
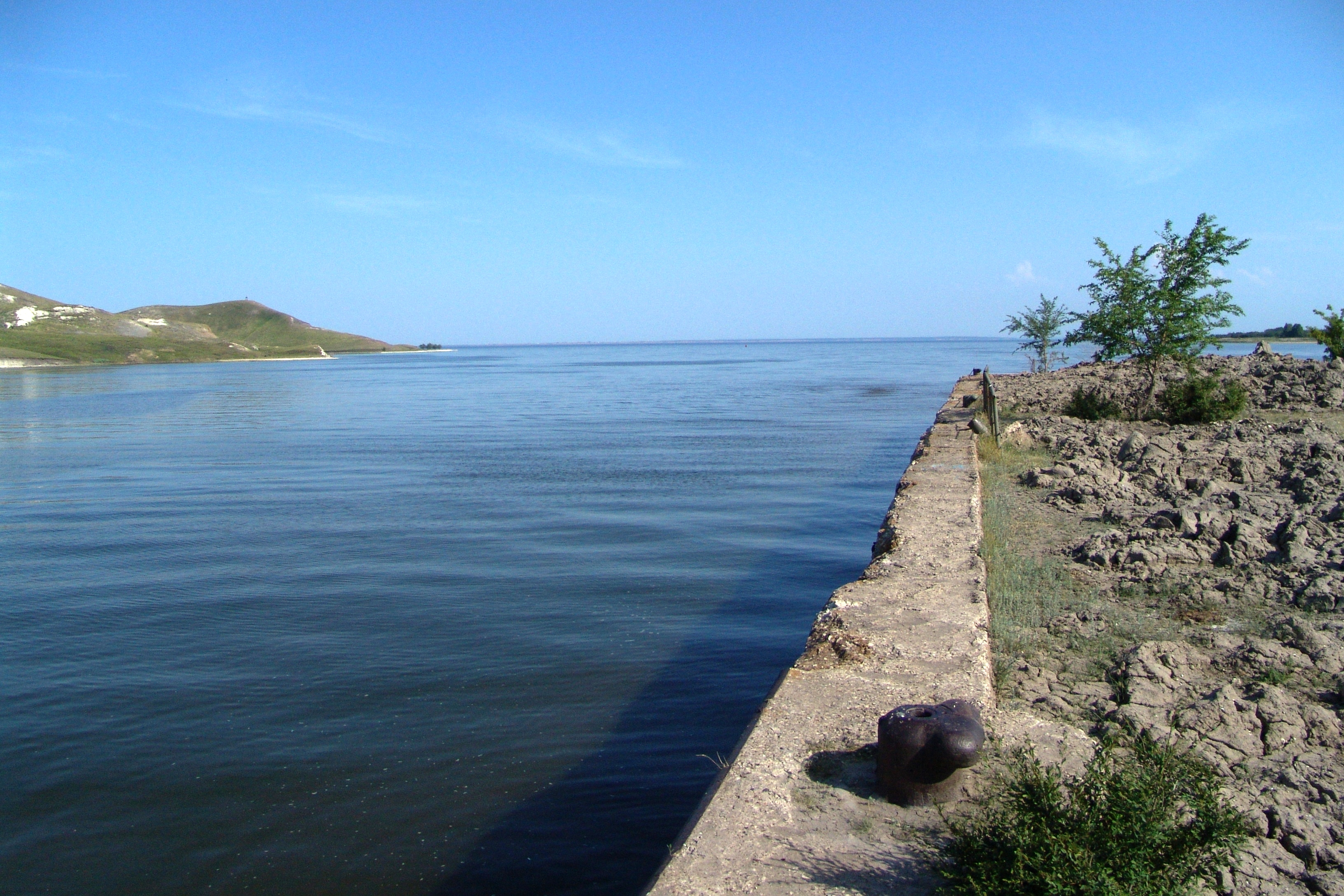
Kuibyschewer Stausee, größter Stausee Europas
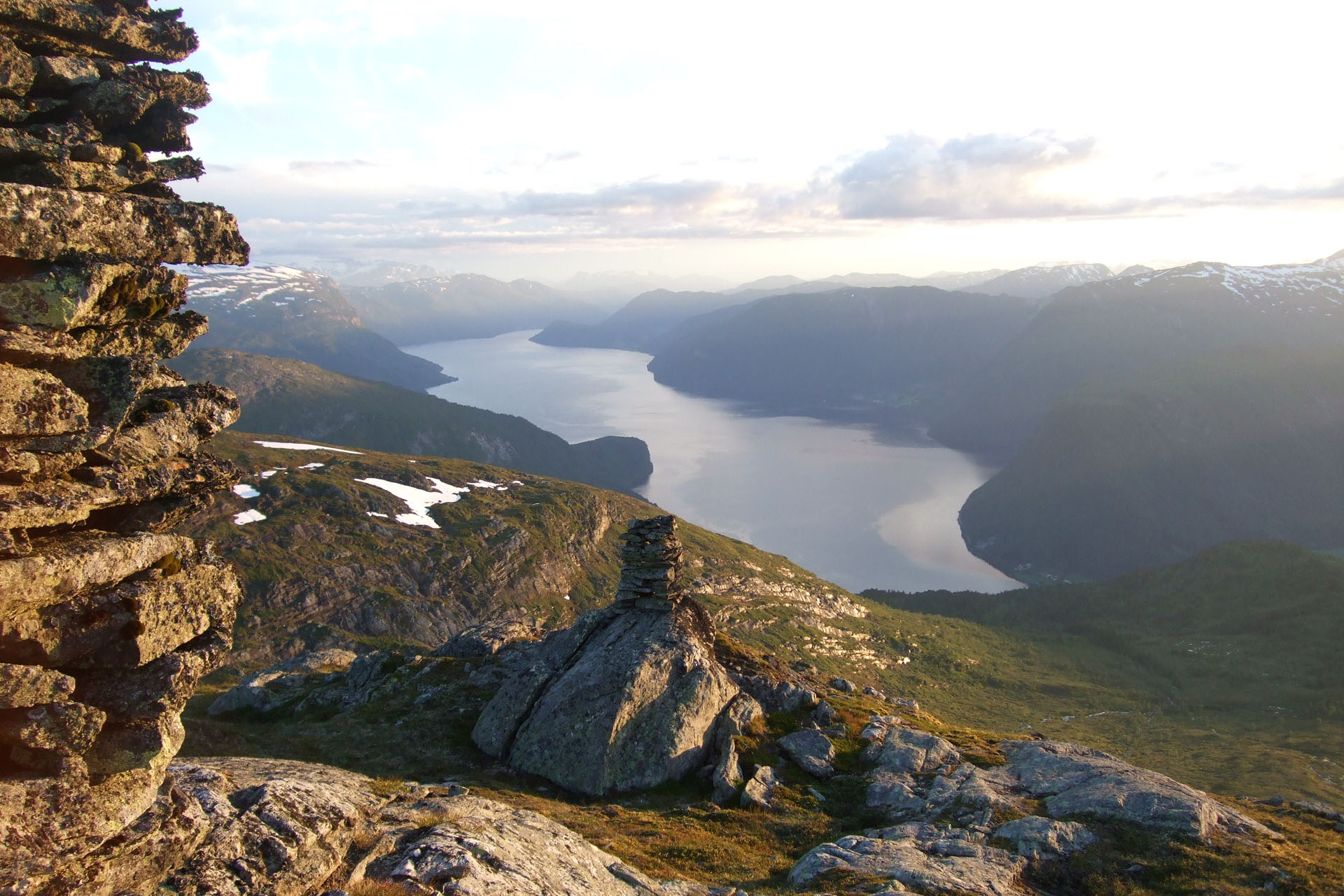
Hornindalsvatn, Norwegen, tiefster See
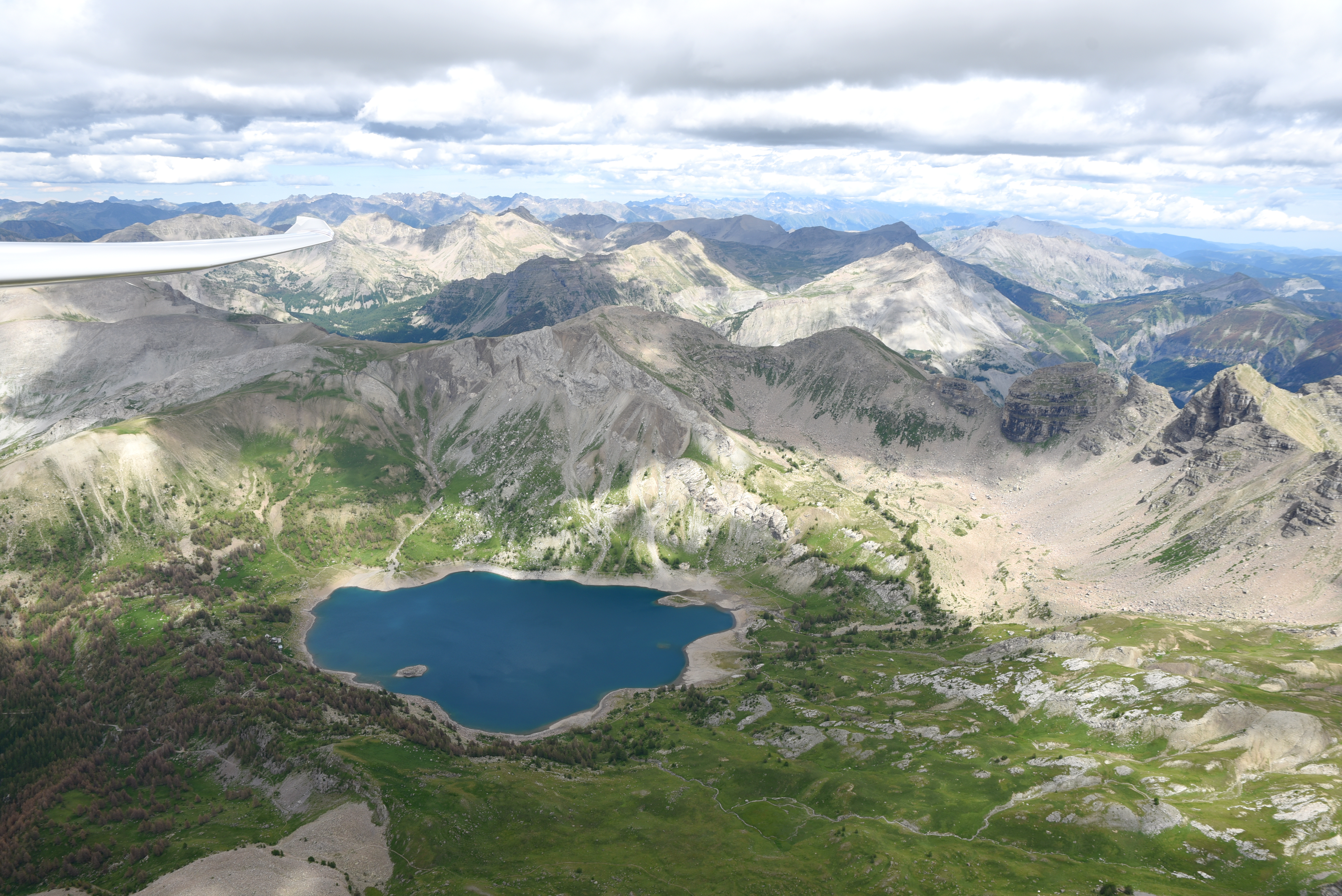
Höchstgelegener See Europas: Lac d’Allos
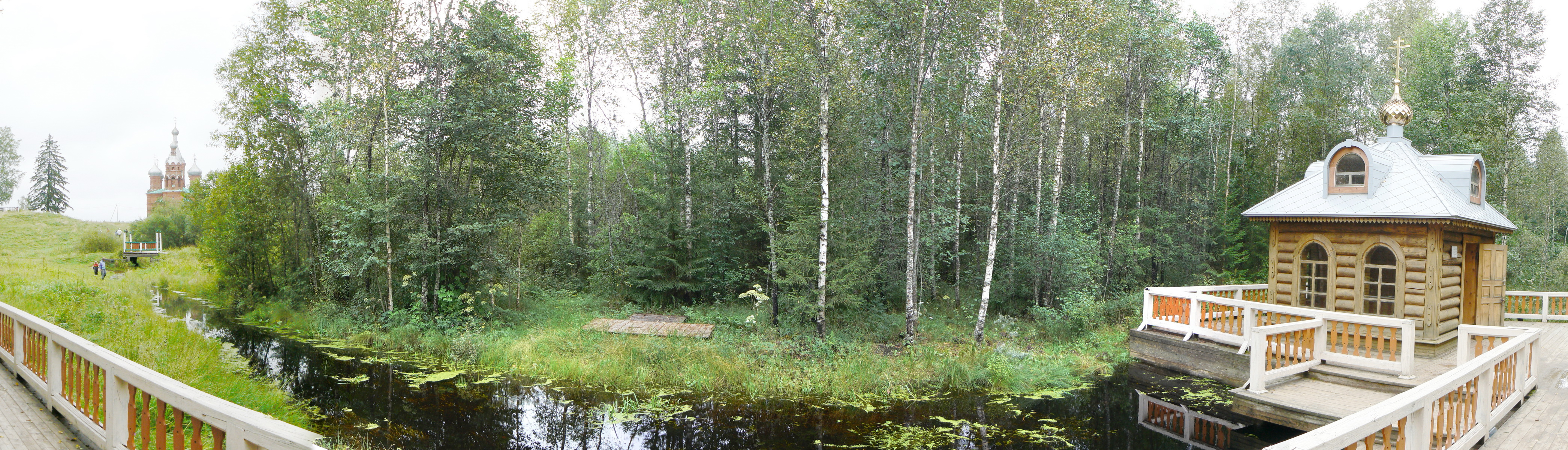
Wolgaquelle, Waldaihöhen
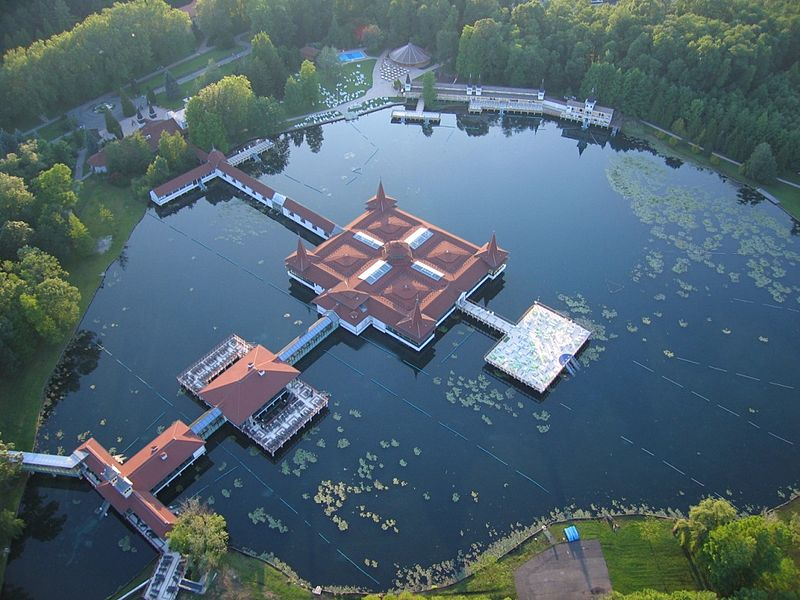
Hévízer Thermalsee, Ungarn
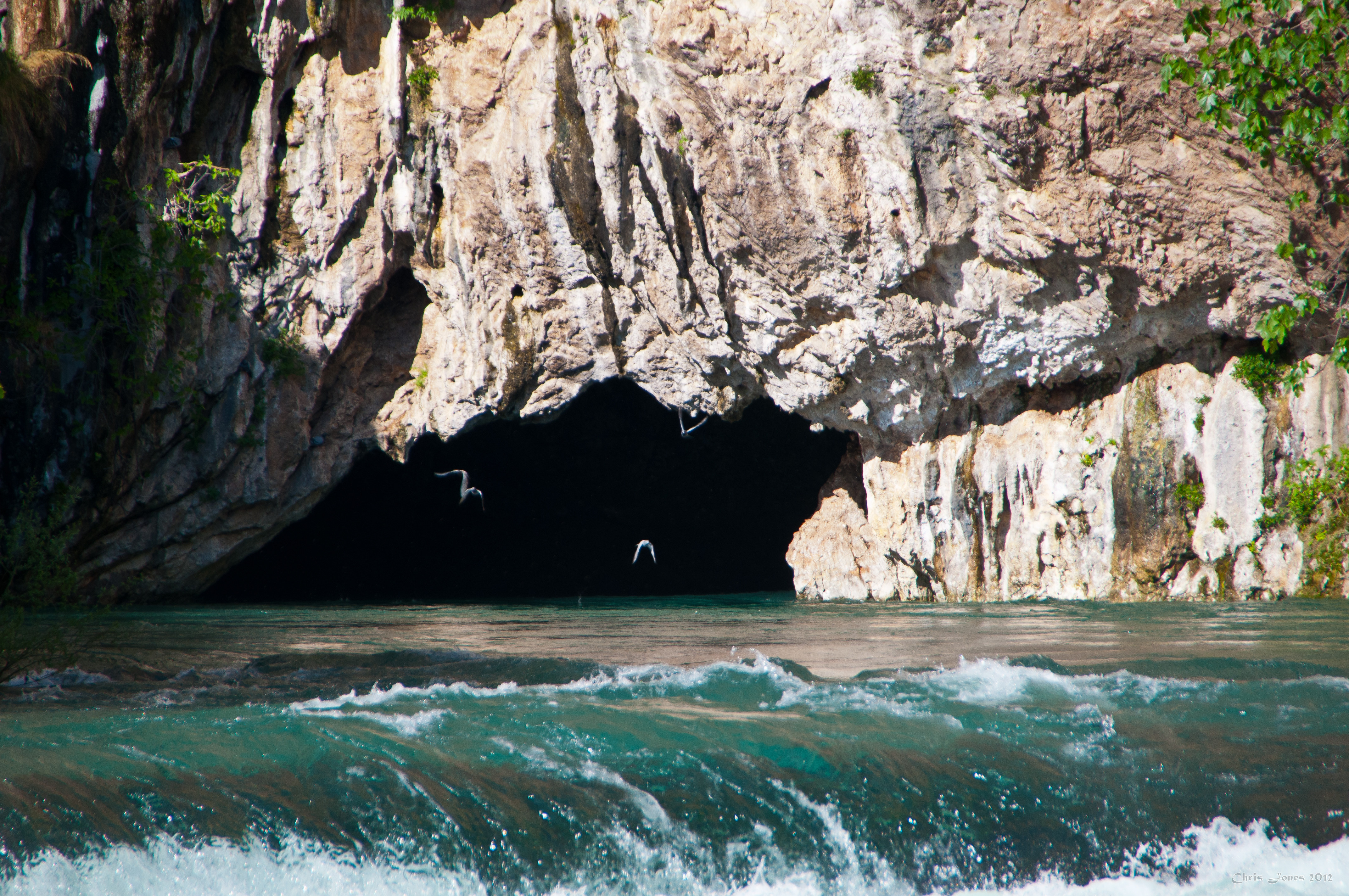
Wasserreichste Bunaquelle in Blagaj, Herzegowina
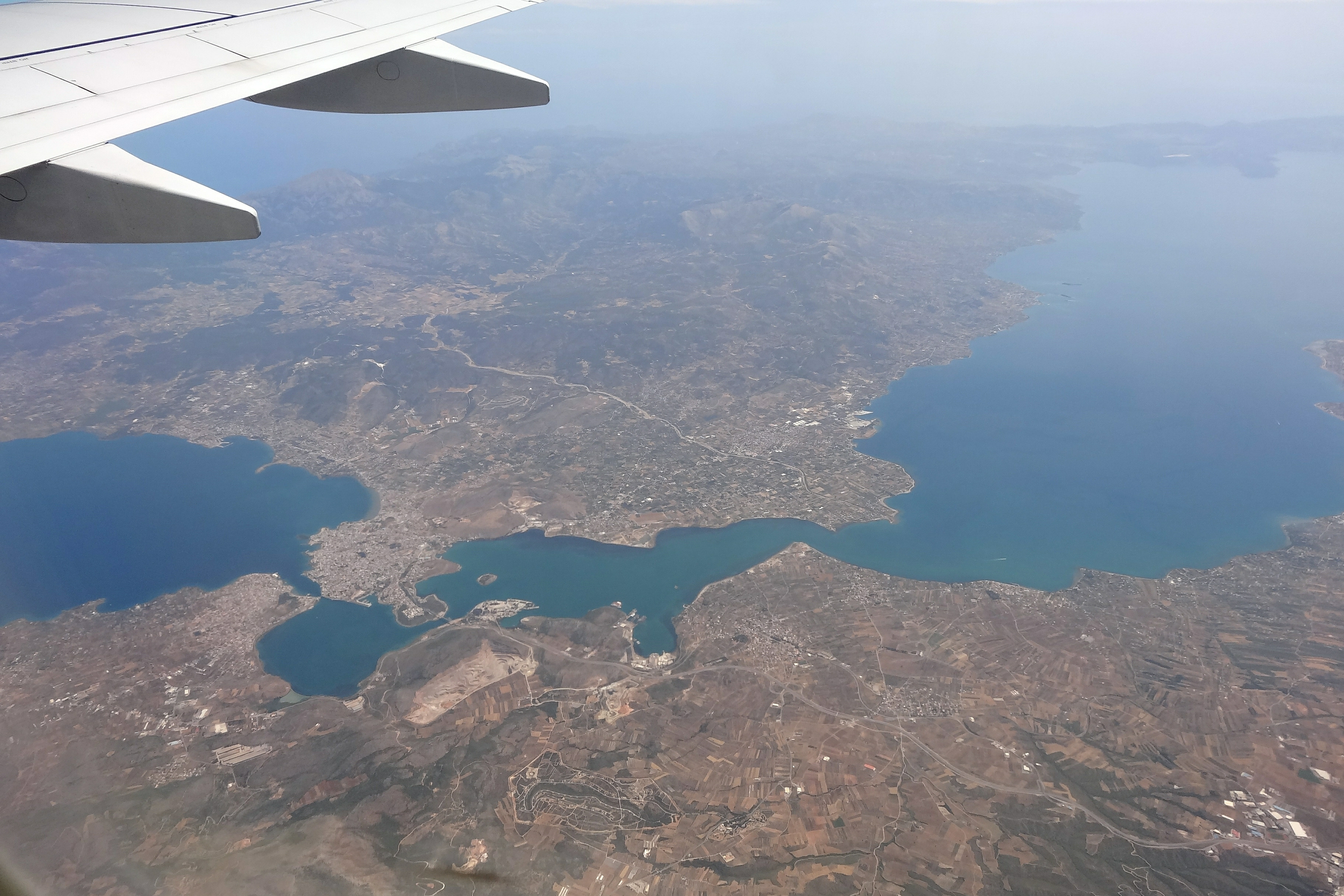
Schmalste Meerenge: Euripos-Kanal

### Verkehr
- Die höchstgelegene Luftseilbahn geht weiter durch einen Tunnel und mit Personenaufzug zum Klein Matterhorn , Schweiz (3883 m)
- Die höchste Standseilbahn ist die «Metro Alpin» (höchste U-Bahn der Welt) auf das «Mittelallalin» (3456 m) am Nordhang des 4027 m hohen Allalinhorns, Schweiz.
- Die höchste Zahnradbahn ist die «Jungfraubahn» zum Jungfraujoch , Schweiz (3454 m)
- Die höchste befestigte Straße führt zum Pico del Veleta , Sierra Nevada (Spanien) (3396 msnm)
- Die Ötztaler Gletscherstraße , Tirol, Österreich (2830 Meter) mit dem höchstgelegenen Tunnel Europas (Rosi-Mittermaier-Tunnel, 1729 m lang, Südportal: 2829 m ü. A.)
- Der Col de l’Iseran , Grajische Alpen, Savoyen, Frankreich ist mit einer Höhe von 2764 m der höchste überfahrbare Gebirgspass der Alpen.
- Die Berninabahn führt über den Berninapass , Schweiz 2253 m hoch.[12]
- Tiefster öffentlicher Tunnel ist der Eiksundtunnel in Möre und Romsdal, Norwegen. Er ist mit 287 m unter dem Meeresspiegel der derzeit tiefste Straßentunnel bzw. Unterwassertunnel der Welt. Vom Ostportal zum Westportal sind es 7765 m. Tiefere Unterseetunnel sind in Norwegen bereits im Bau.
- Rotterdam hat den größten Seehafen Europas, unter anderem auch Europoort  gehört. Jährlich werden fast 450 Millionen Tonnen an Gütern umgeschlagen.
- London Heathrow Airport  ist mit jährlich 75,72 Millionen Passagieren größter Flughafen Europas.
- Der größte Bahnhof Europas ist der Münchener Hauptbahnhof  mit 34 Gleisen (incl. S-Bahn).
- Die höchstgelegene Bahnstation Europas ist die Haltestelle Jungfraujoch, 3454 m ü. M., der Jungfraubahn in der Schweiz.
- Der Lærdalstunnel  der E 16 in der Provinz Sogn und Fjordane, Norwegen ist mit 24,51 km der längste Straßentunnel Europas und der Welt.
- Der Eurotunnel ist ein 50 km langer Eisenbahntunnel zwischen Folkestone in Kent (Vereinigtes Königreich) und Coquelles nahe Calais (Frankreich). Mit einem Streckenanteil von 37 km unter der Straße von Dover ist er der längste Unterwassertunnel der Erde.
- Gotthard-Basistunnel ist mit 57 km derzeit der längste Eisenbahntunnel der Welt.
- Der Fjærlandstunnel ist der einzige Tunnel der Welt, der unter einem Gletscher (Bøyabreen) entlang führt.
- Ponte Vasco da Gama (  Vasco da Gama Brücke) die den Tejo in Lissabon als Schrägseilbrücke überspannt, ist mit 17.185 m (ohne Zufahrtsstraßen: 12.345 m) die längste Brücke Europas.[13]
 Seit 2018 beansprucht Russland den Titel für die Krim-Brücke. Die ist zwar insgesamt 19 km lang, die beiden Brücken über das Wasser messen zusammen nur 7,5 km[14].
- Im Dezember 2012 wurde auf dem Titlis, Zentralschweiz auf 3041 m ü. M. der 98 m lange und knapp 1 m breite «Titlis Cliff Walk»  eröffnet. Die «höchstgelegene Hängebrücke Europas» führt über einen 500 m abfallenden Abhang.[15]
- Die Storebæltsbroen  über den Großen Belt ist mit 1624 m Bogenspannweite die längste Hängebrücke, die vollständig innerhalb Europas liegt.
 Die Çanakkale-1915-Brücke  hat mit 2023 m mehr Spannweite zwischen den Pfeilern. Sie verbindet Europa mit Asien über die Dardanellen.
- Das Mala-Rijeka-Viadukt  über die Morača-Schlucht ist eine 498,8 m lange Brücke der Bahnstrecke Belgrad–Bar in Montenegro. Mit 198 m Höhe über Talgrund und 137,5 m hohen Pfeilern ist sie die höchste Eisenbahnbrücke Europas[16]
- Die weltweit längste Schrägseilbrücke ist der Viadukt von Millau  der Autoroute A75 in Südfrankreich. Mit einer Pfeilerhöhe von 343 m ist die höchste Brücke Europas[17]
- Die höchste Hubbrücke führte in Hamburg über die Rethe. 2017 wurde sie durch die Rethe-Klappbrücke ersetzt, die nun die weltweit größte ihrer Art ist.
- Die schmalste Straße Europas und der Welt findet man in Reutlingen. Die Spreuerhofstraße  ist ca. 40 cm, an der engsten Stelle nur 31 cm breit.
- Mit gerade einmal 2,06 Meter gilt der Ebenezer Place  im schottischen Wick, zu dem nur die schmalste Seite des Gebäudes von „Mackays Hotel“ gehört, als die kürzeste Straße der Welt. So steht es seit 2006 im Guinnessbuch der Rekorde.
- Die Thusnelda-Allee [18] in Berlin-Moabit ist mit 50 Metern ist die kürzeste Allee Europas. Sie verbindet die Straße Alt-Moabit mit der Turmstraße. Das einzige Gebäude ist die Heilandskirche.
- Das kürzeste Eisenbahnnetz Europas mit 860 m Gleisen betreiben die Vatikanischen Staatsbahnen
- Im lettischen Kuldīga (deutsch:Goldingen) führt die die längste mit dem Auto befahrbare Backsteinbrücke Europas  aus dem 19. Jahrhundert mit einer Länge von 164 m über die Venta  (deutsch:Windau). In unmittelbarer Nähe befinden sich der breiteste Wasserfall Europas (Ventas rumba) und der höchste Wasserfall Lettlands.

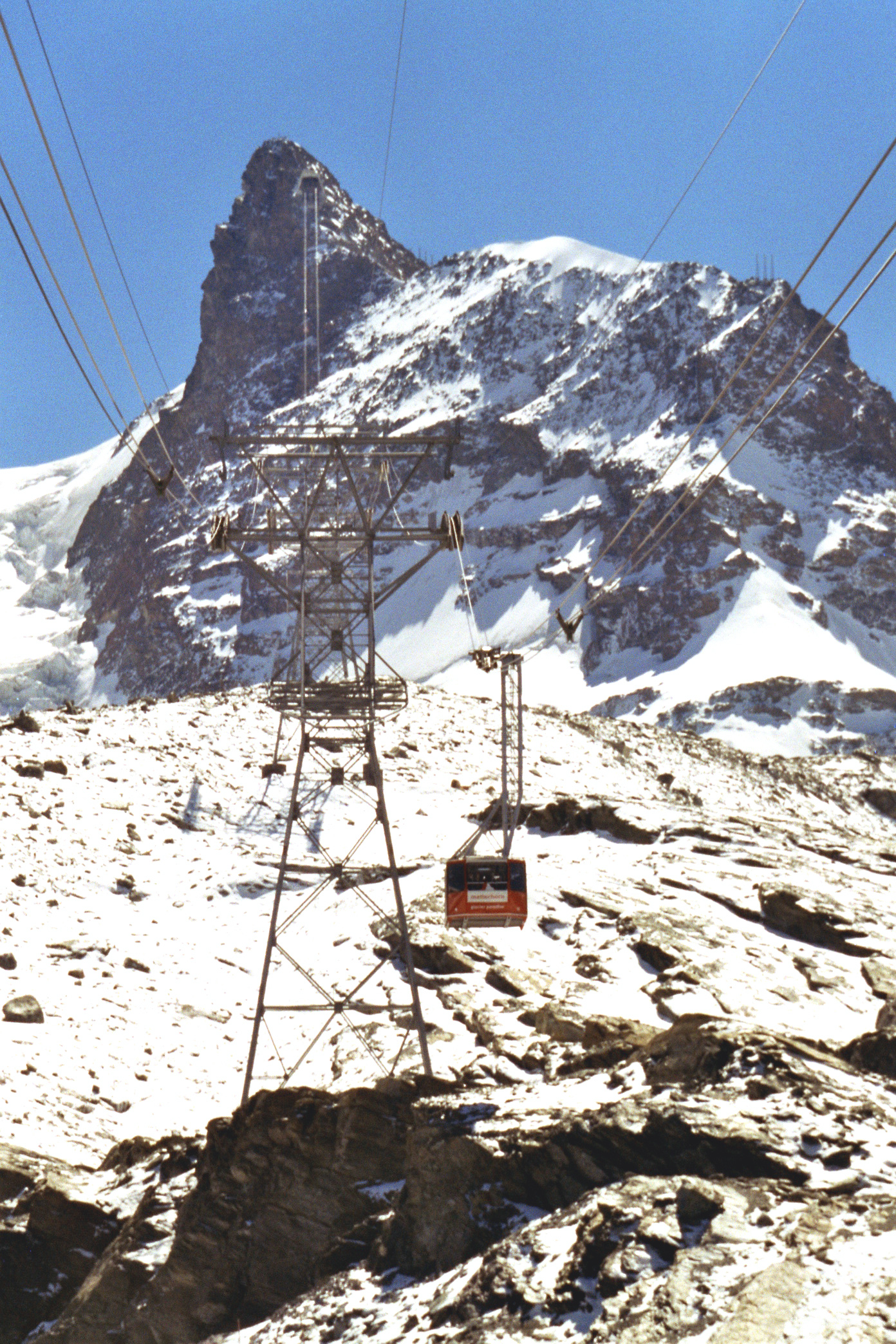
Seilbahn auf das Klein Matterhorn
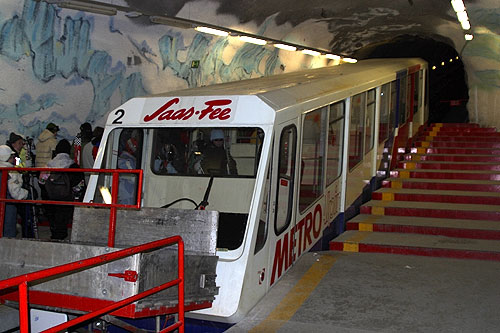
«Metro Alpin» auf das «Mittelallalin»
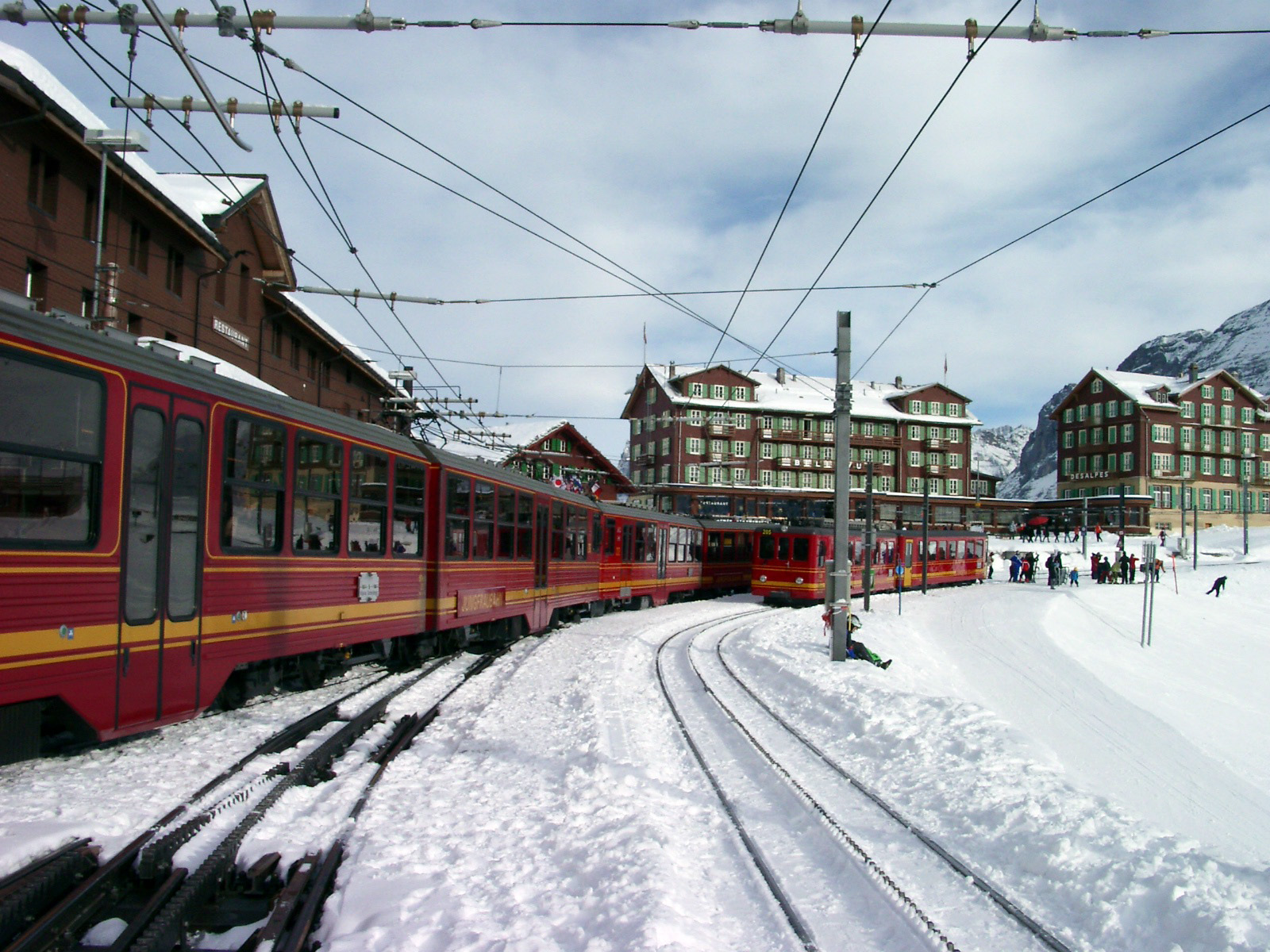
«Jungfraubahn» zum Jungfraujoch
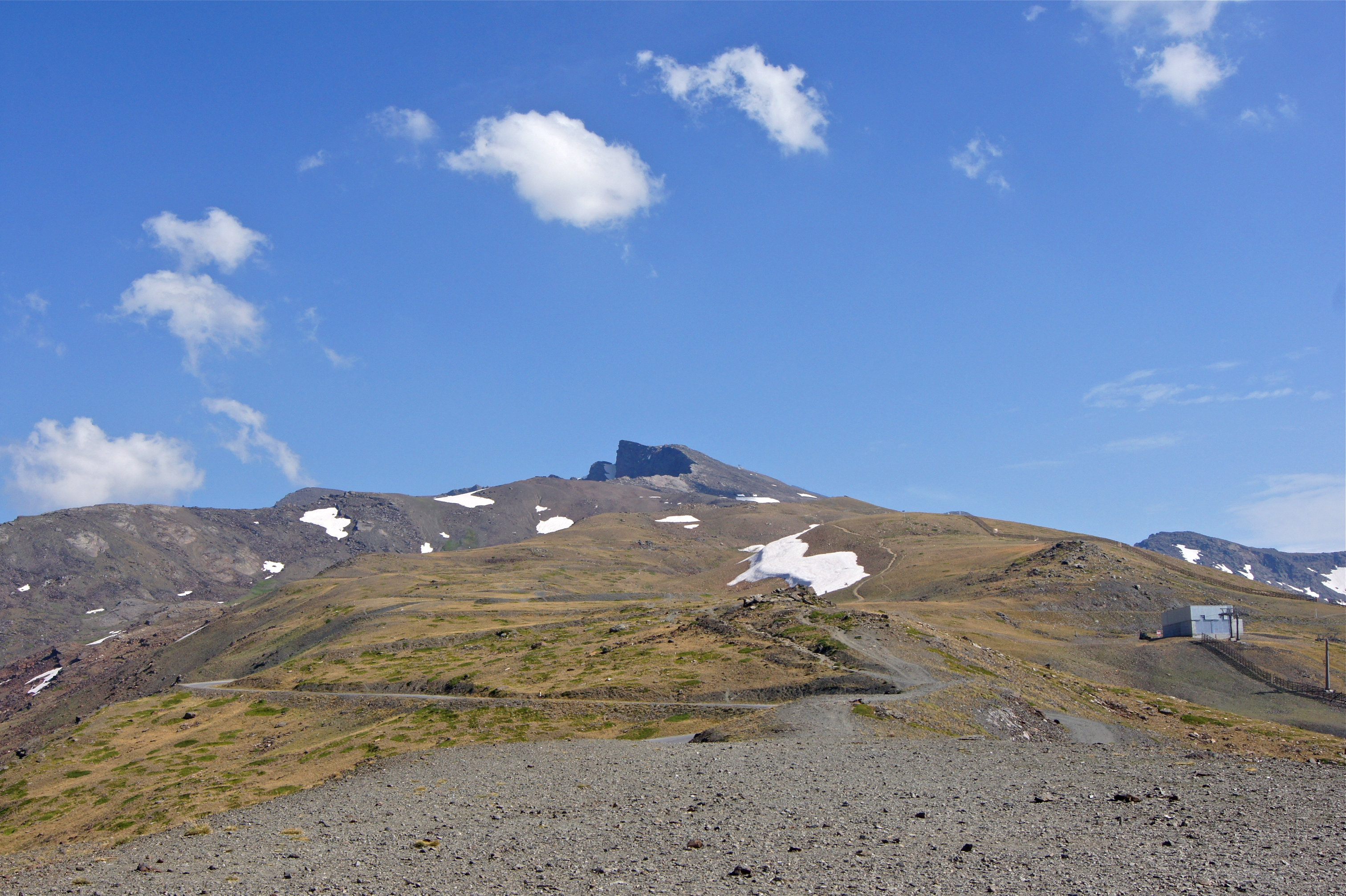
Höchste befestigte Straße zum Pico del Veleta
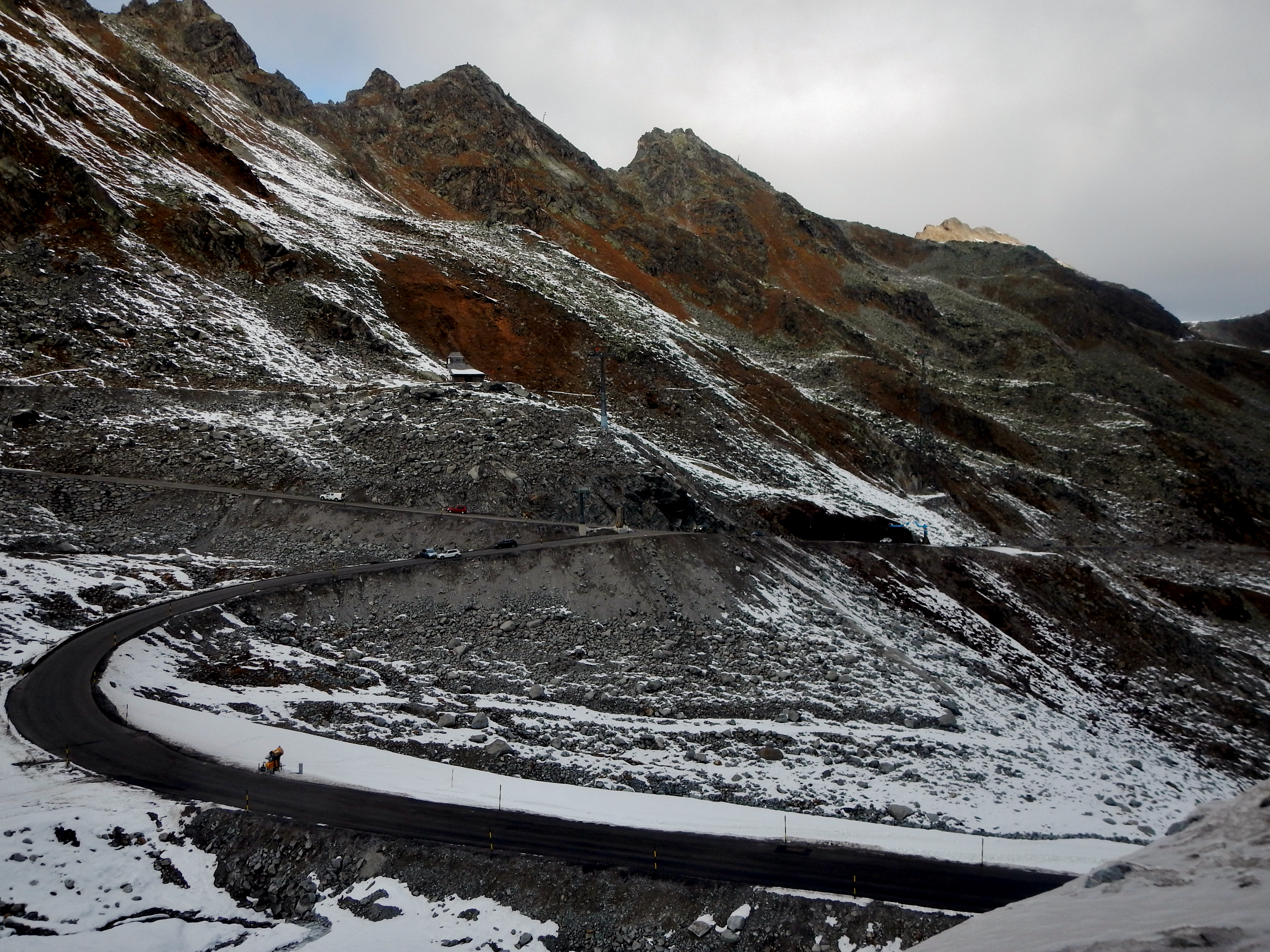
Ötztaler Gletscherstraße, zum Rettenbachgletscher
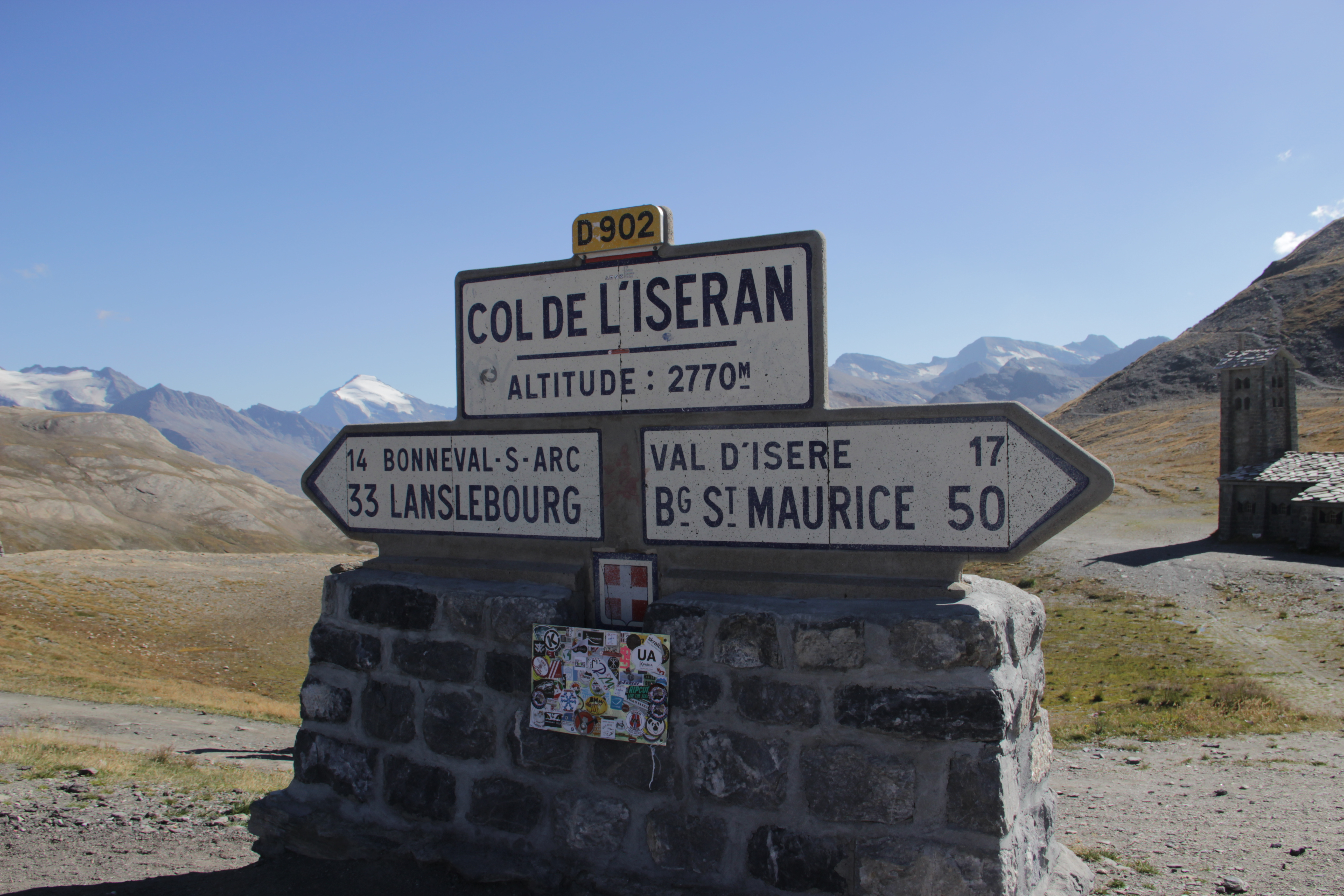
Höchste Passstraße Col de l’Iseran
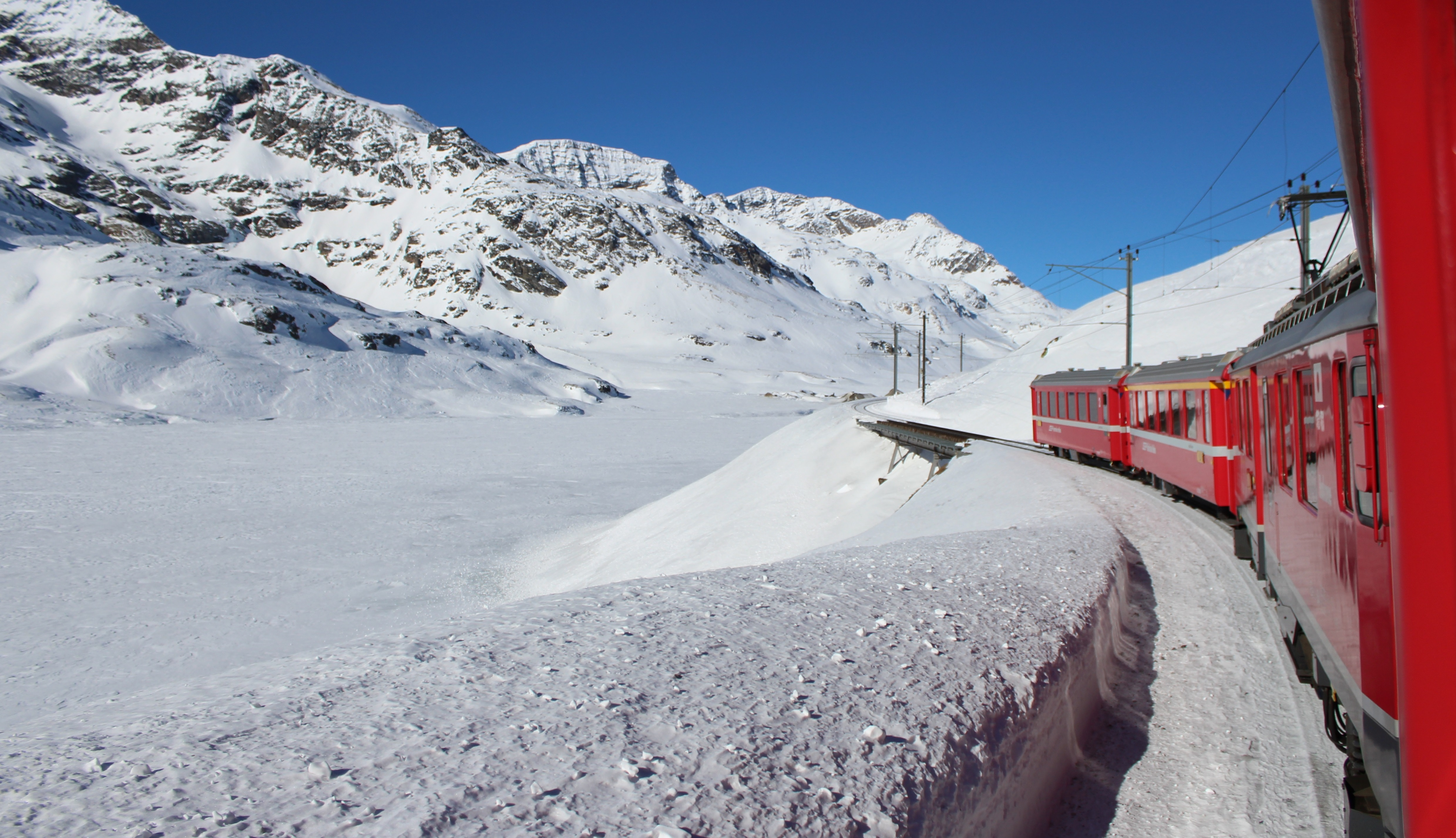
Mit der Berninabahn über den Pass
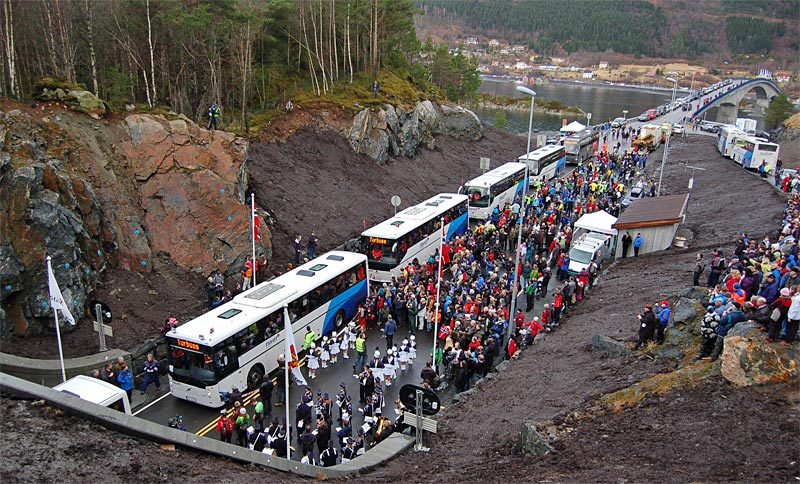
Eröffnungsfeier des Eiksundtunnels bei der Eiksundbrücke am 23. Februar 2008
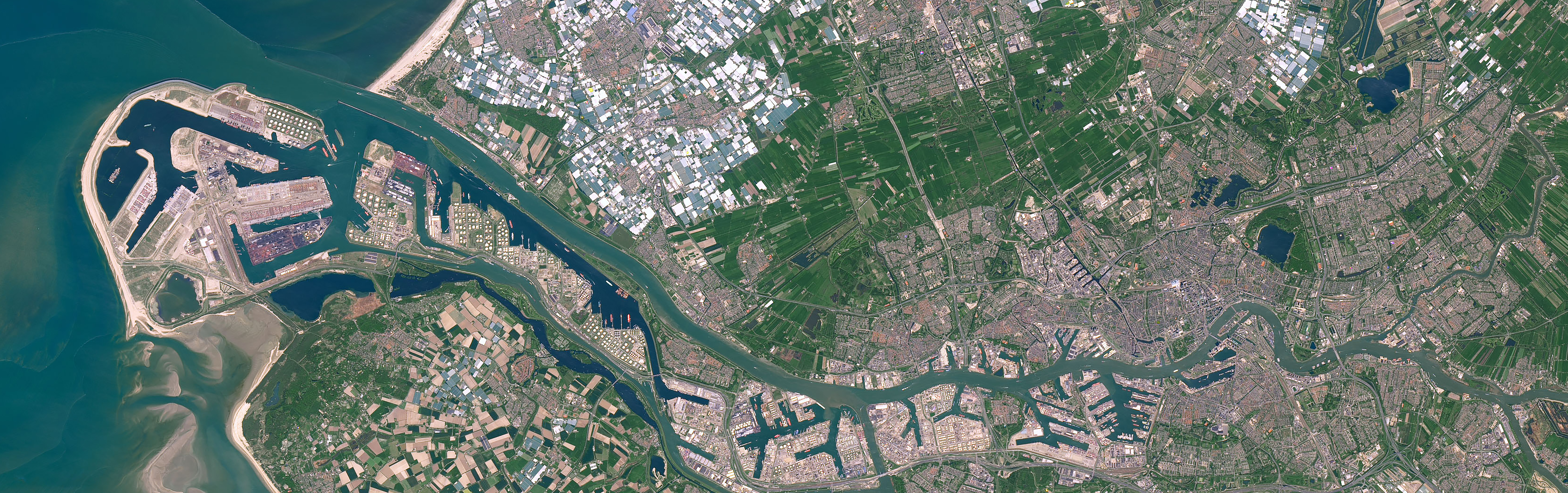
Europoort ist der größte Seehafen Europas
Größter Flughafen Heathrow
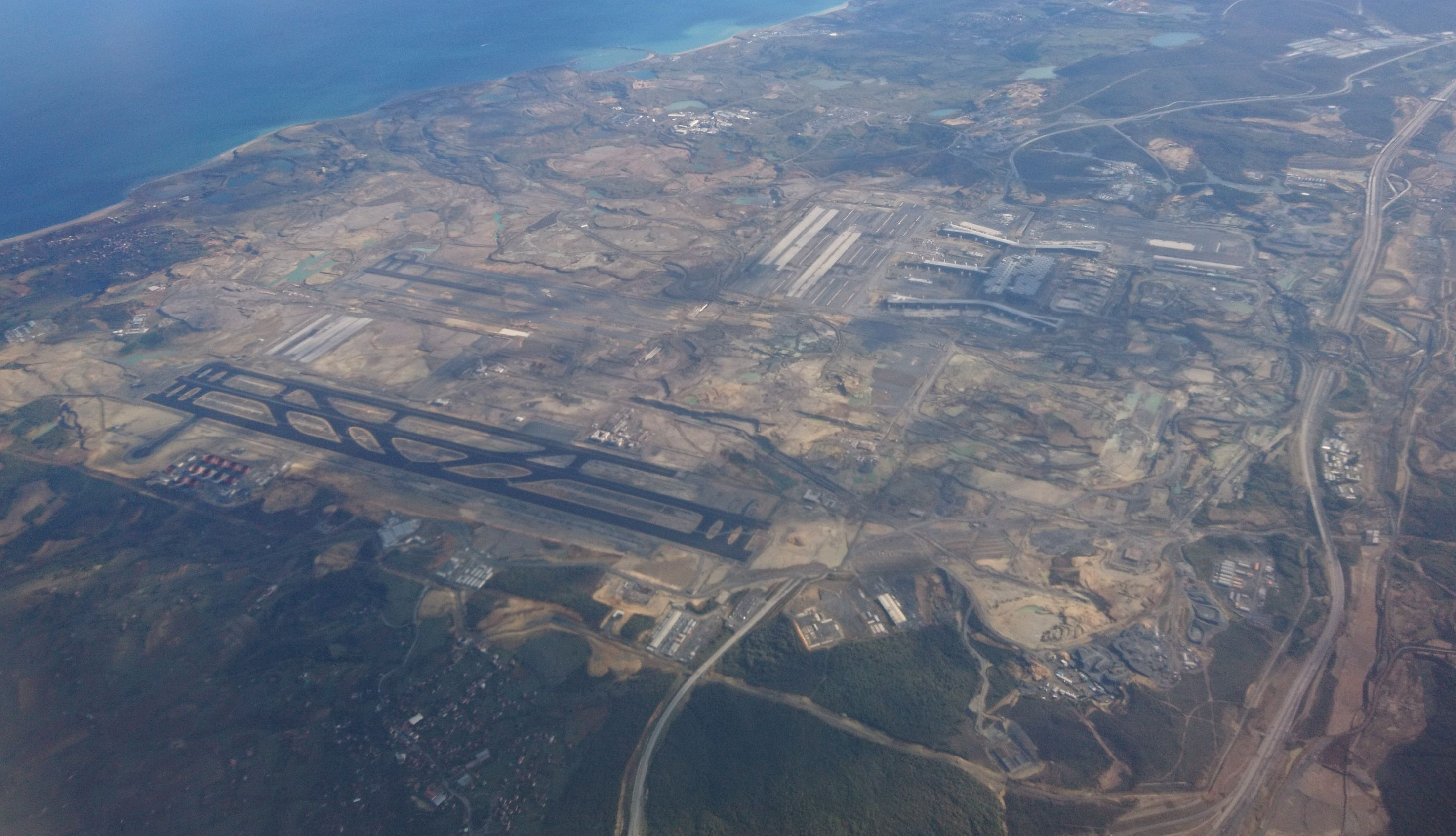
Neuer Flughafen Istanbul
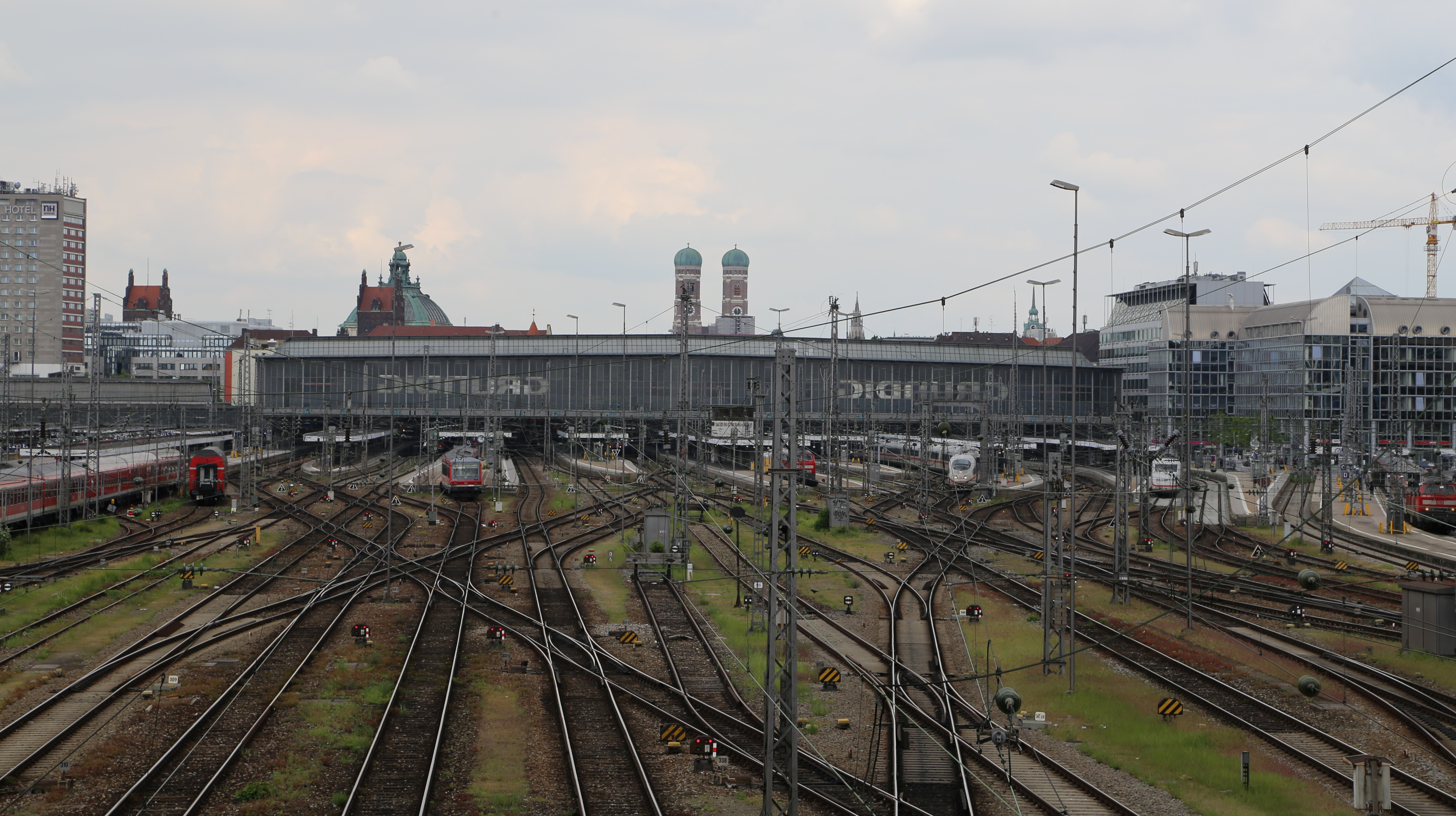
München Hauptbahnhof
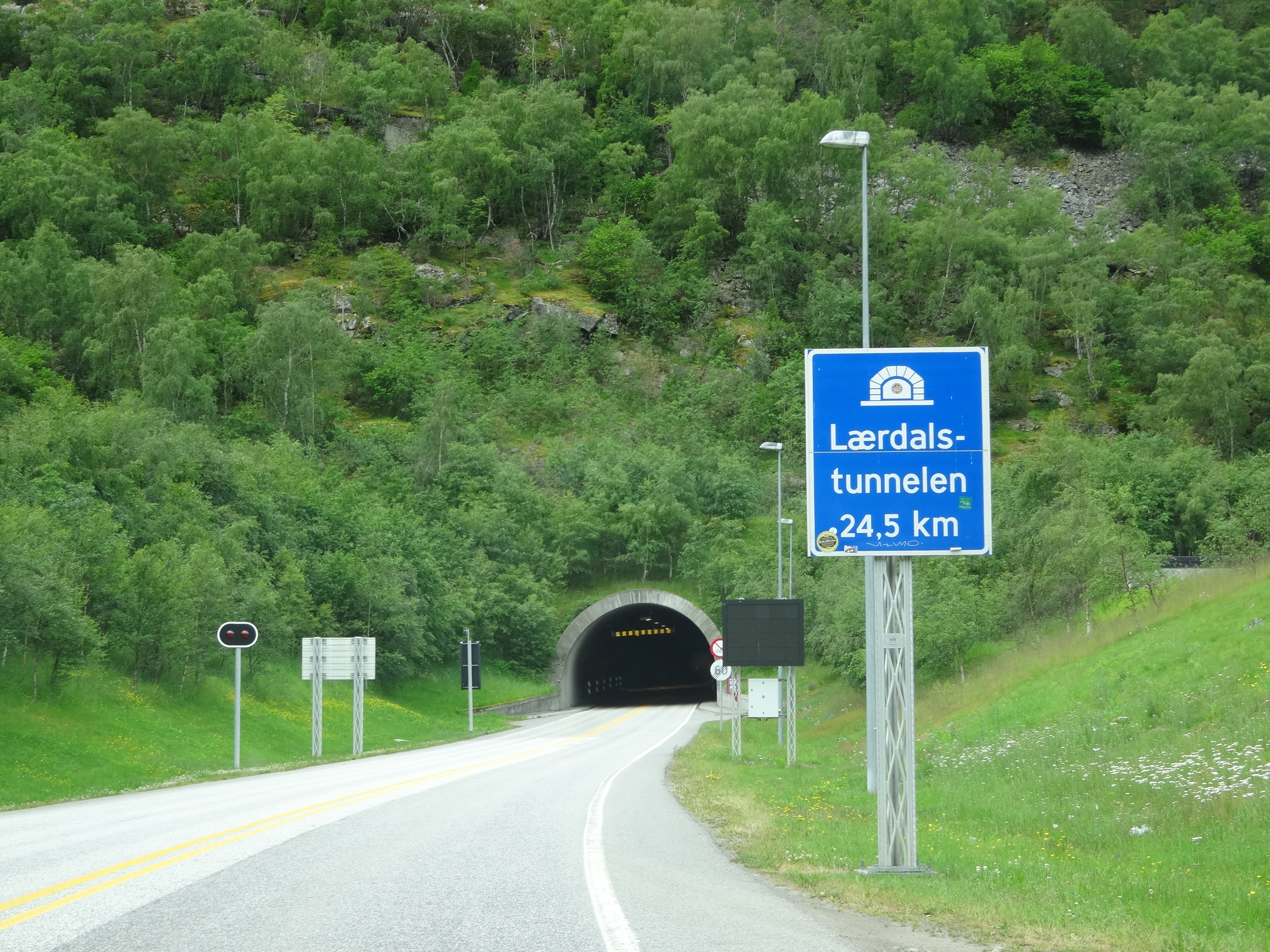
Lærdalstunnelen – Einfahrt zum längsten Straßentunnel
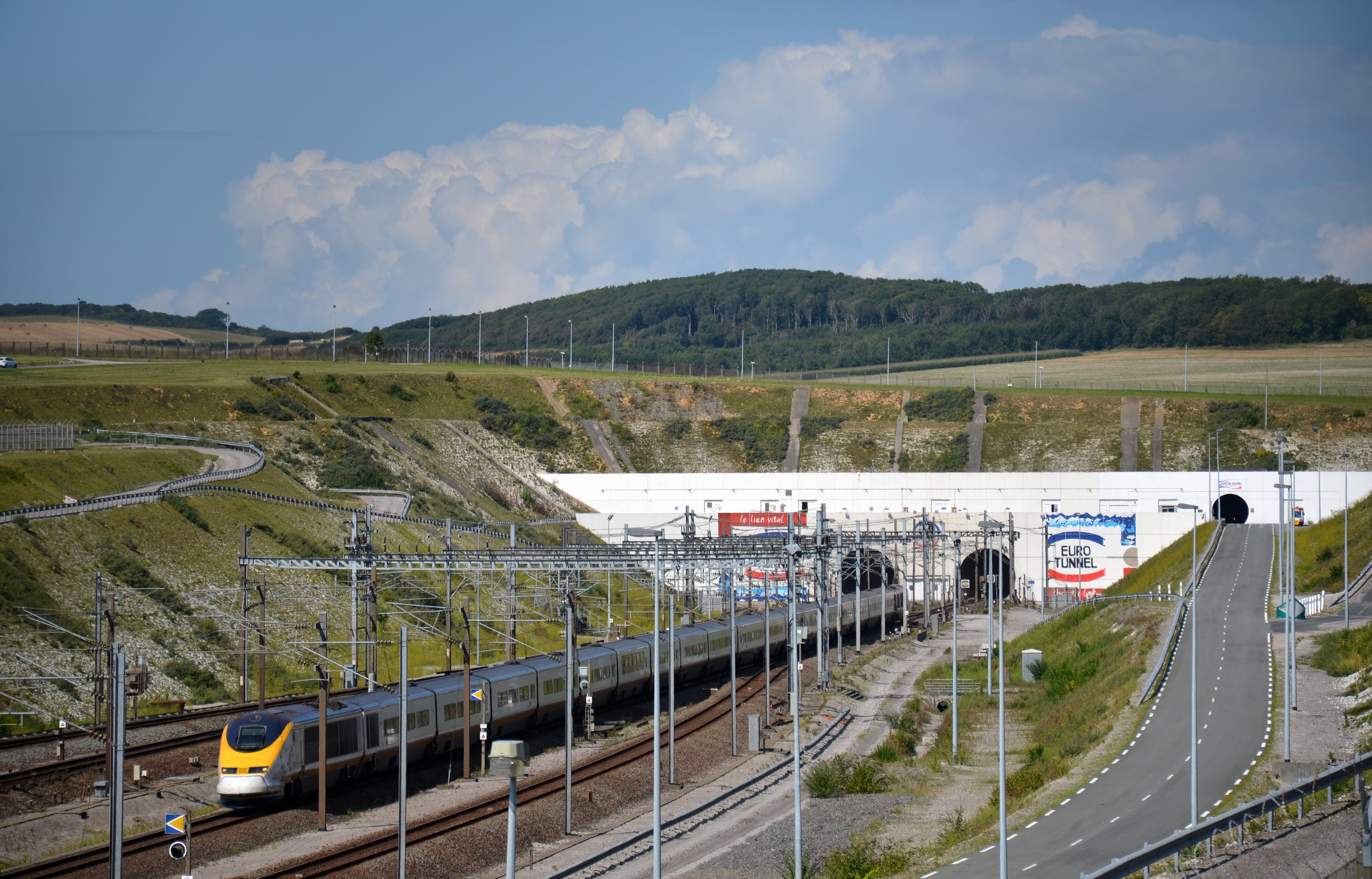
Eurotunnel südliche Zufahrt
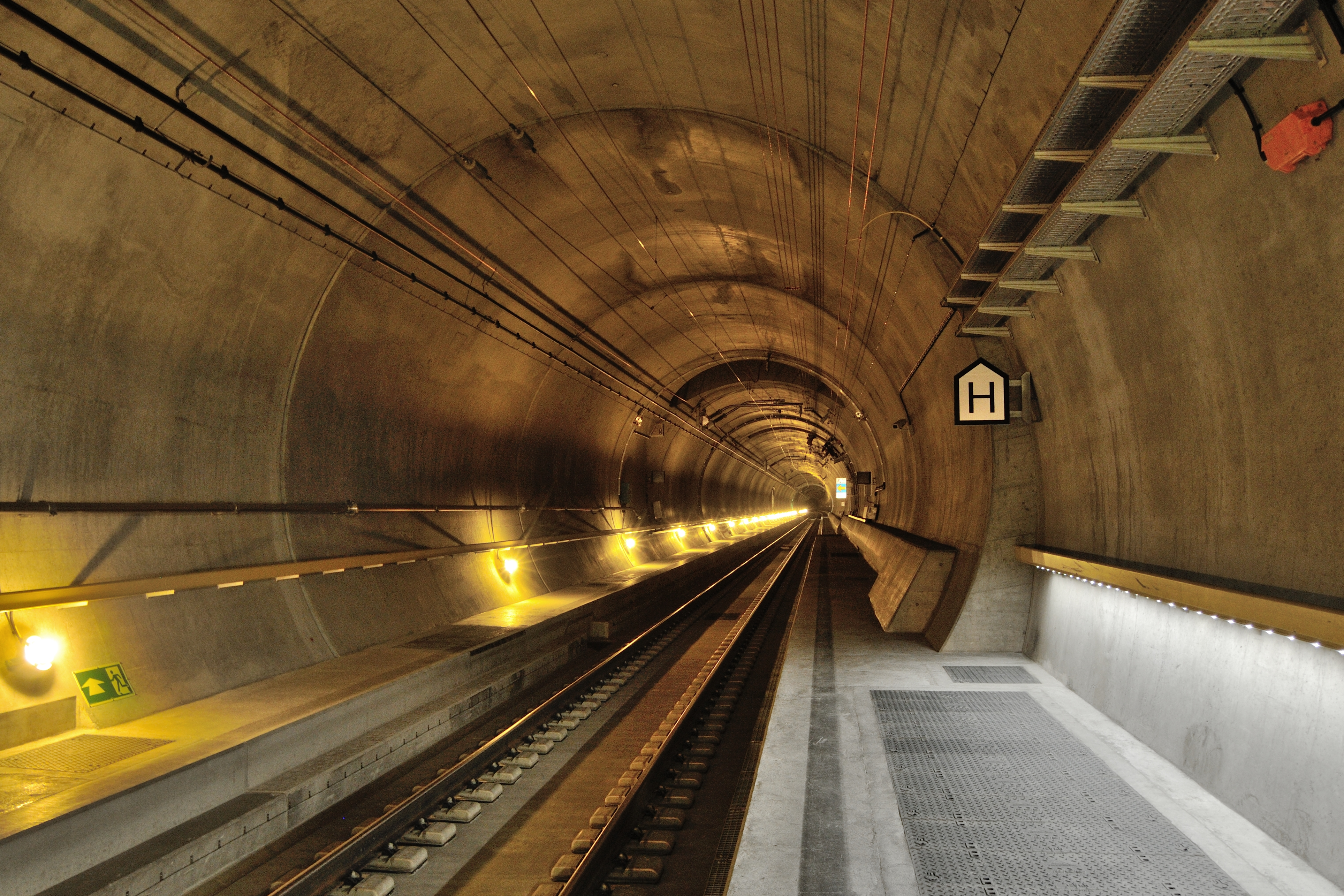
Gotthard-Basistunnel Multifunktionsstelle Sedrun
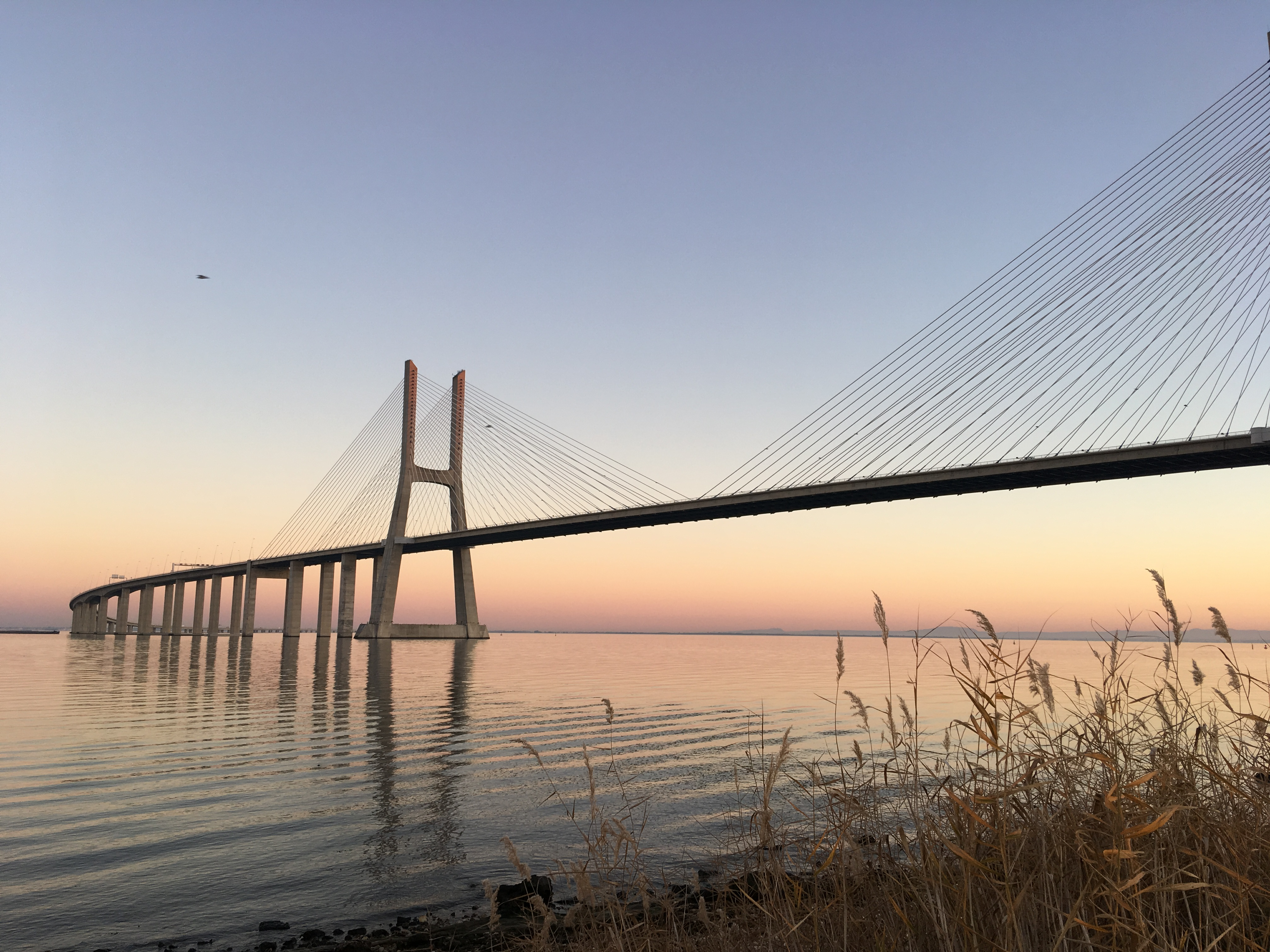
Ponte Vasco da Gama, längste Brücke Europas
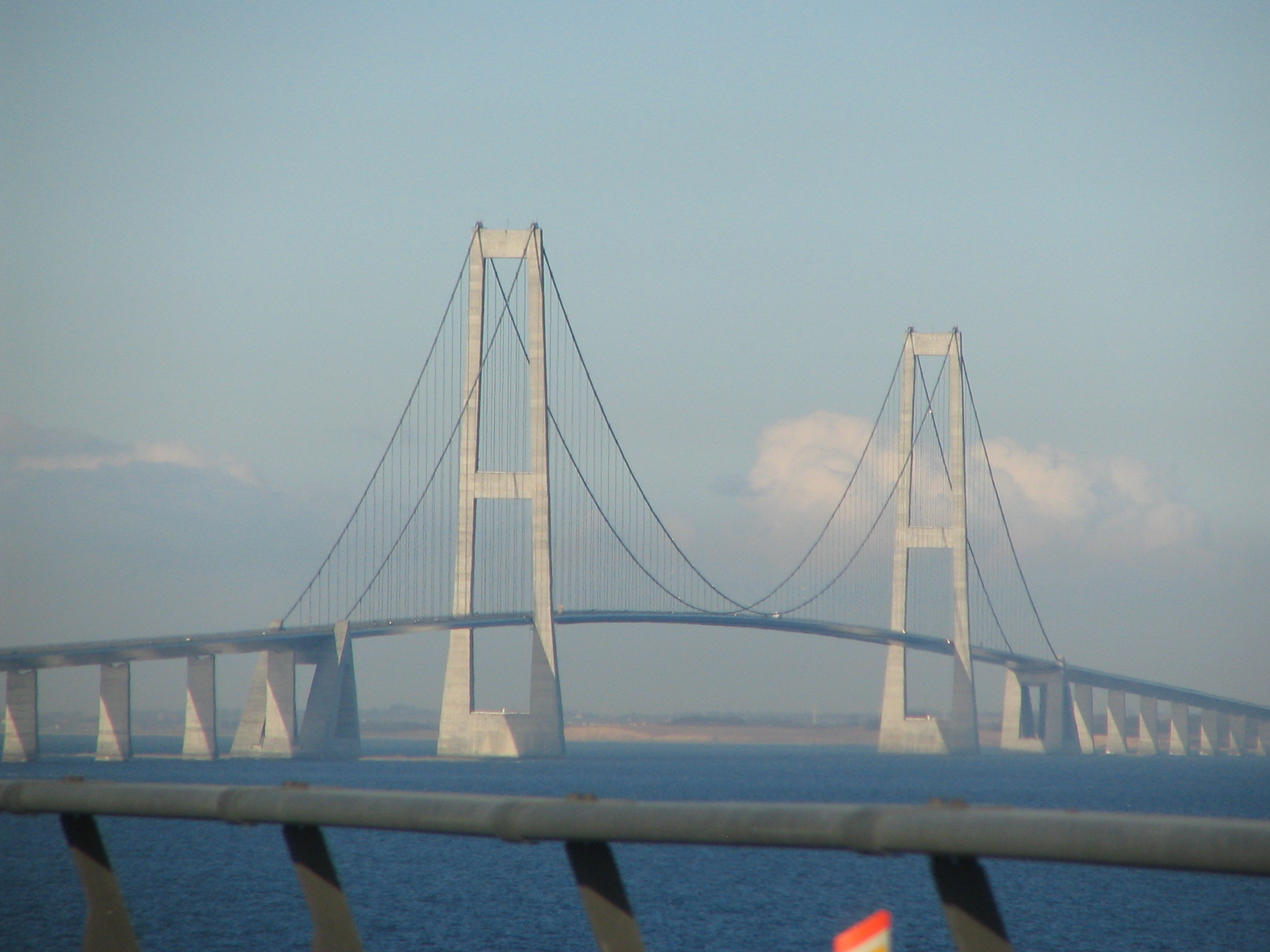
Großer-Belt-Brücke, die längste Hängebrücke Europas
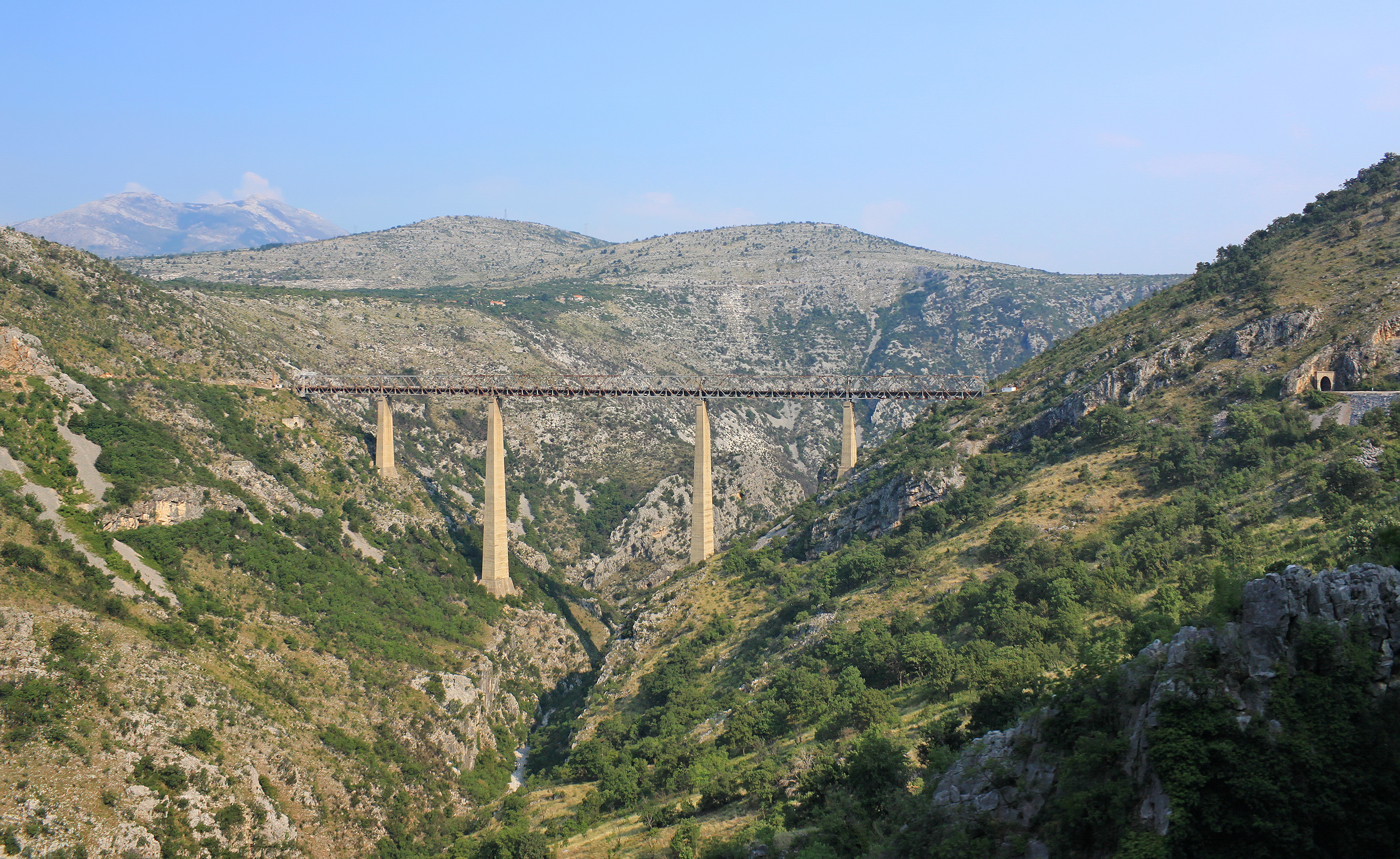
Mala-Rijeka-Viadukt, die höchste Eisenbahnbrücke Europas
Längste Schrägseilbrücke der Welt
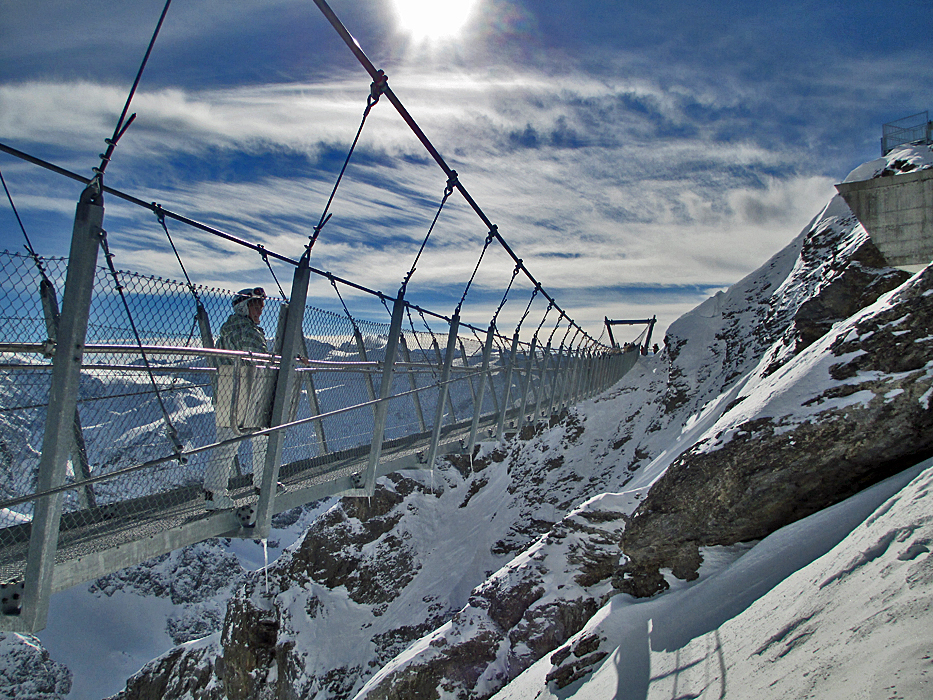
Titlis Cliff Walk, höchste Hängebrücke
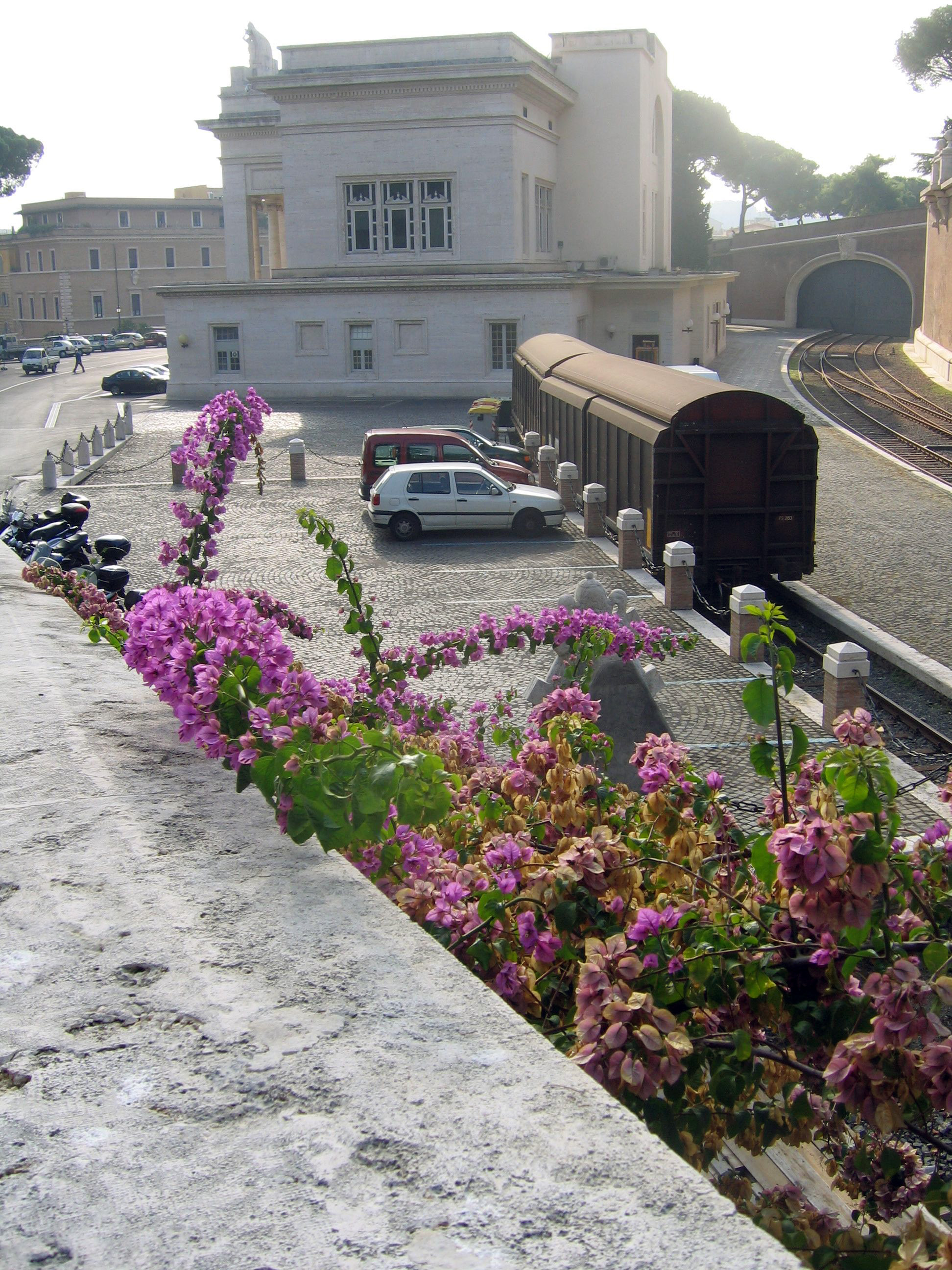
Zufahrt zum Bahnhof Vatikan
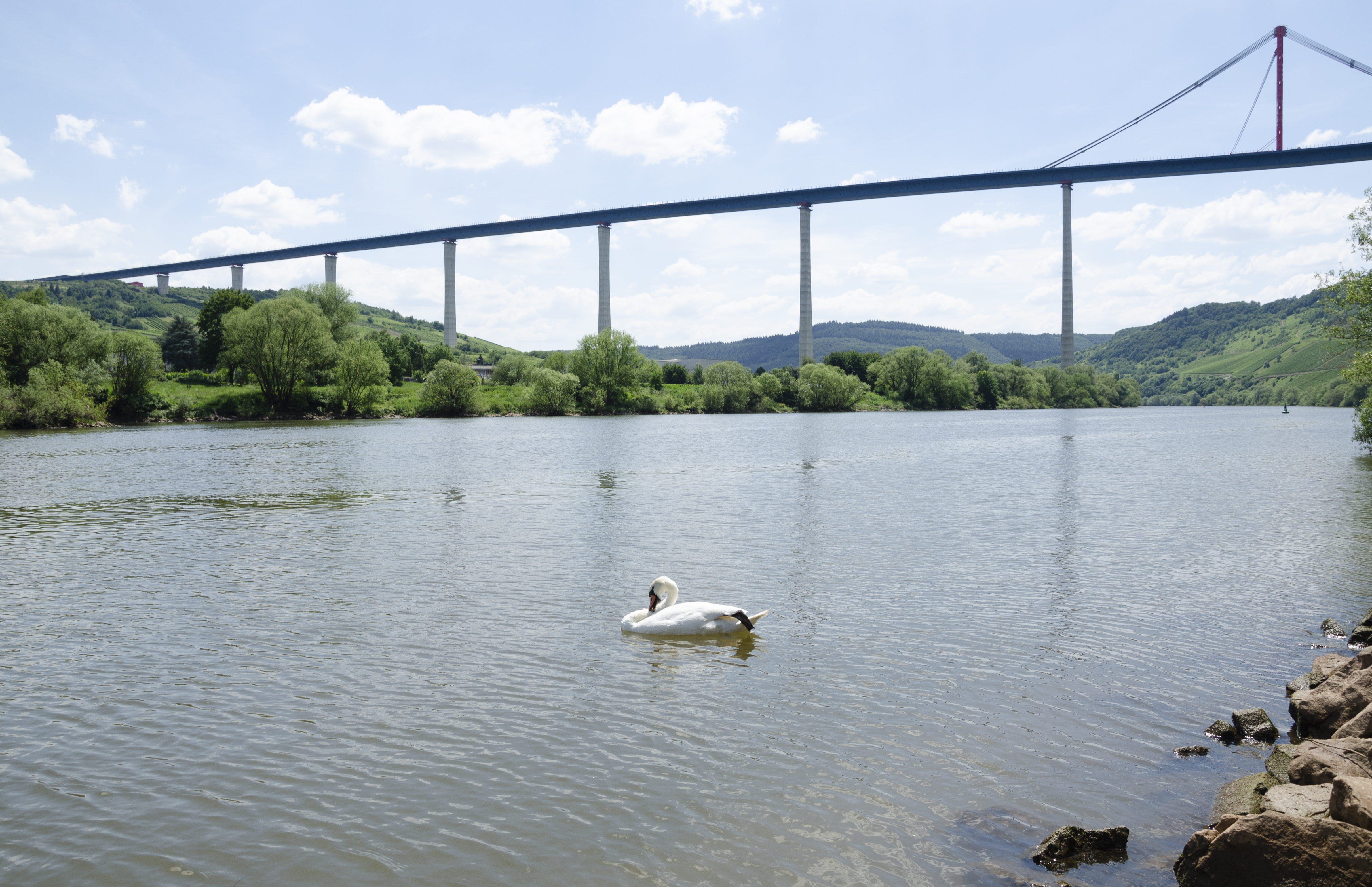
Hochmoselbrücke 2018
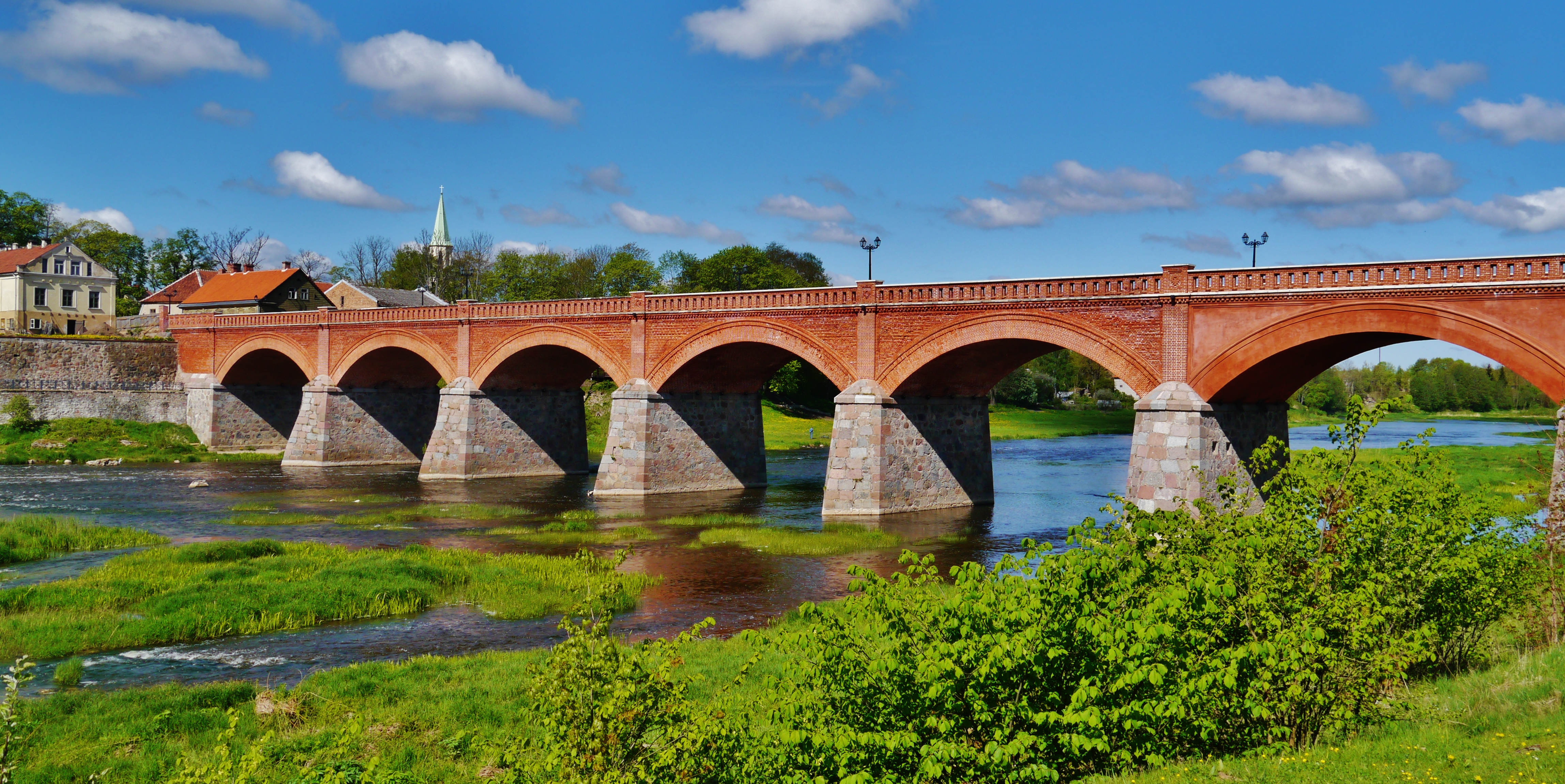
Kuldīgas tilts, längste befahrbare Backsteinbrücke

### Landschaft
- Die größte Binneninsel Europas liegt im Ladogasee, Karelien, Nordwestrussland: Walaam ( russisch Валаам, finnisch Valamo). Die Hauptinsel misst 27,8 km².[19]
- Die vermutlich kleinste Hochseeinsel regiert Island: Kolbeinsøy. Es ist nur ein 0,009 ha großer Felsen im Meer, den Island jedoch auch gegen Naturgewalten verteidigt, um das Hoheitsgebiet zu wahren, z. B. wegen der Fischereirechte.
- Kap Enniberg ist das Kap am nördlichsten Punkt der Färöer auf der Insel Viðoy, zu Dänemark. Mit 754 Metern die höchste, fast senkrechte  Meeresklippe in einem politisch zu Europa gehörendem Ort. Nur der recht steil zum Fjord abfallende Hang des Berges Hornelen auf der Insel Bremangerlandet in Norwegen ist mit 860 m noch höher.
- Trollveggen  (deutsch: Die Trollwand) bei ist Europas höchste Steilwand und ragt ca. 1700 Meter über die Talsohle. Der lotrechte Teil der Wand ist bis zu 1000 m hoch und hängt bis zu 50 Meter über.[20]
- Mit seiner Höhe von 380 Metern und einer Neigung bis zu 68° gilt der Bremmer Calmont  als der steilste Weinberg Europas. In geschützter Lage an einem Schieferhang in Bremm an der Mosel gedeiht vorzüglicher Riesling.[21]
- Die Dune du Pilat  an der Atlantikküste bei Arcachon (Frankreich) ist die größte Wanderdüne Europas.[22] Sie ist bis zu 110 Meter hoch, 500 Meter breit, etwa 2,7 Kilometer lang (und hat ein geschätztes Volumen 60 Millionen Kubikmeter)
- Der Ätna  in der Nähe von Catania und Messina, Sizilien ist rund 3323 m hoch (variiert) und damit in Europa der höchste noch aktive Vulkan.

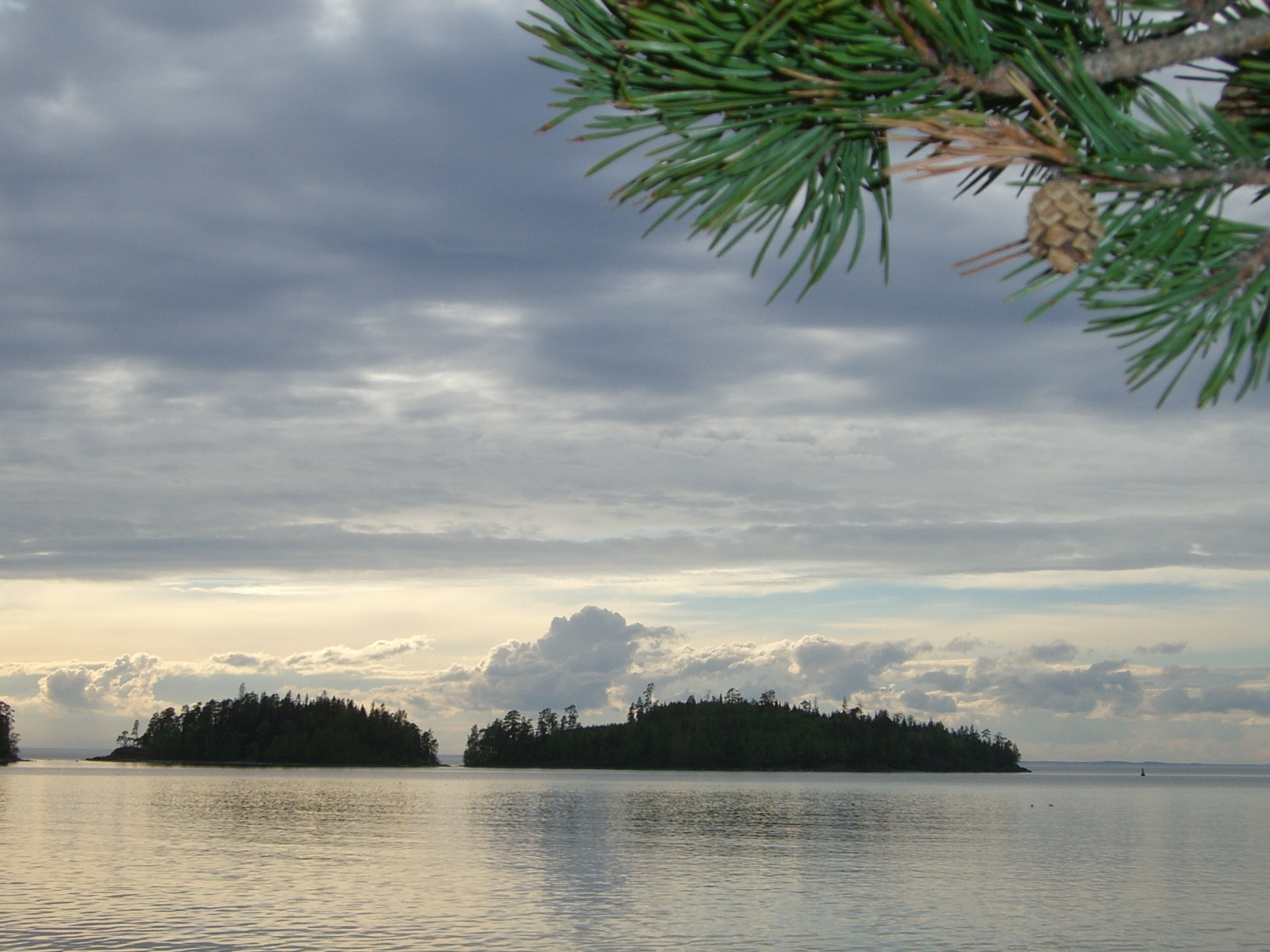
Walaam-Archipel im Ladogasee
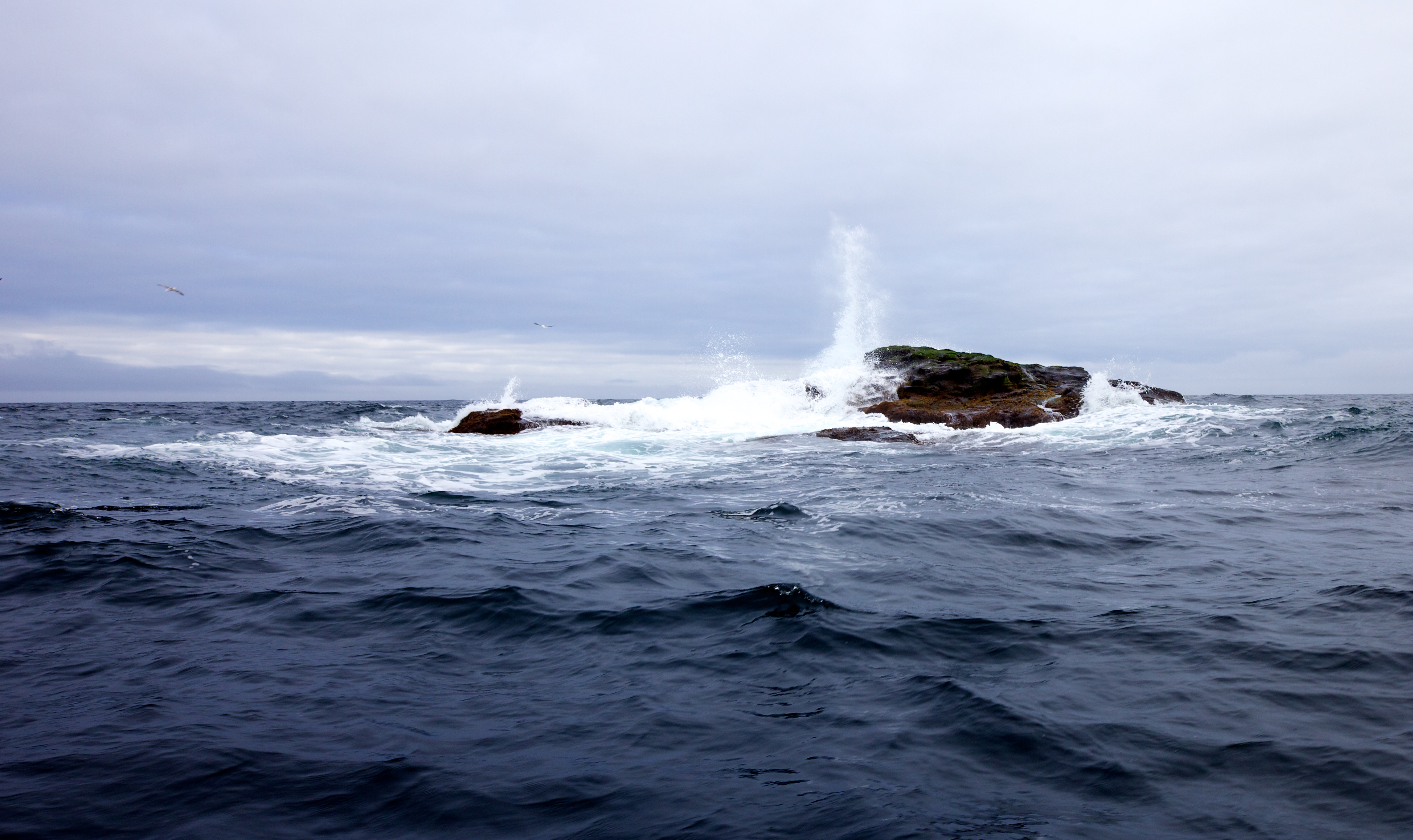
Kolbeinsøy: Kleinste Insel Islands
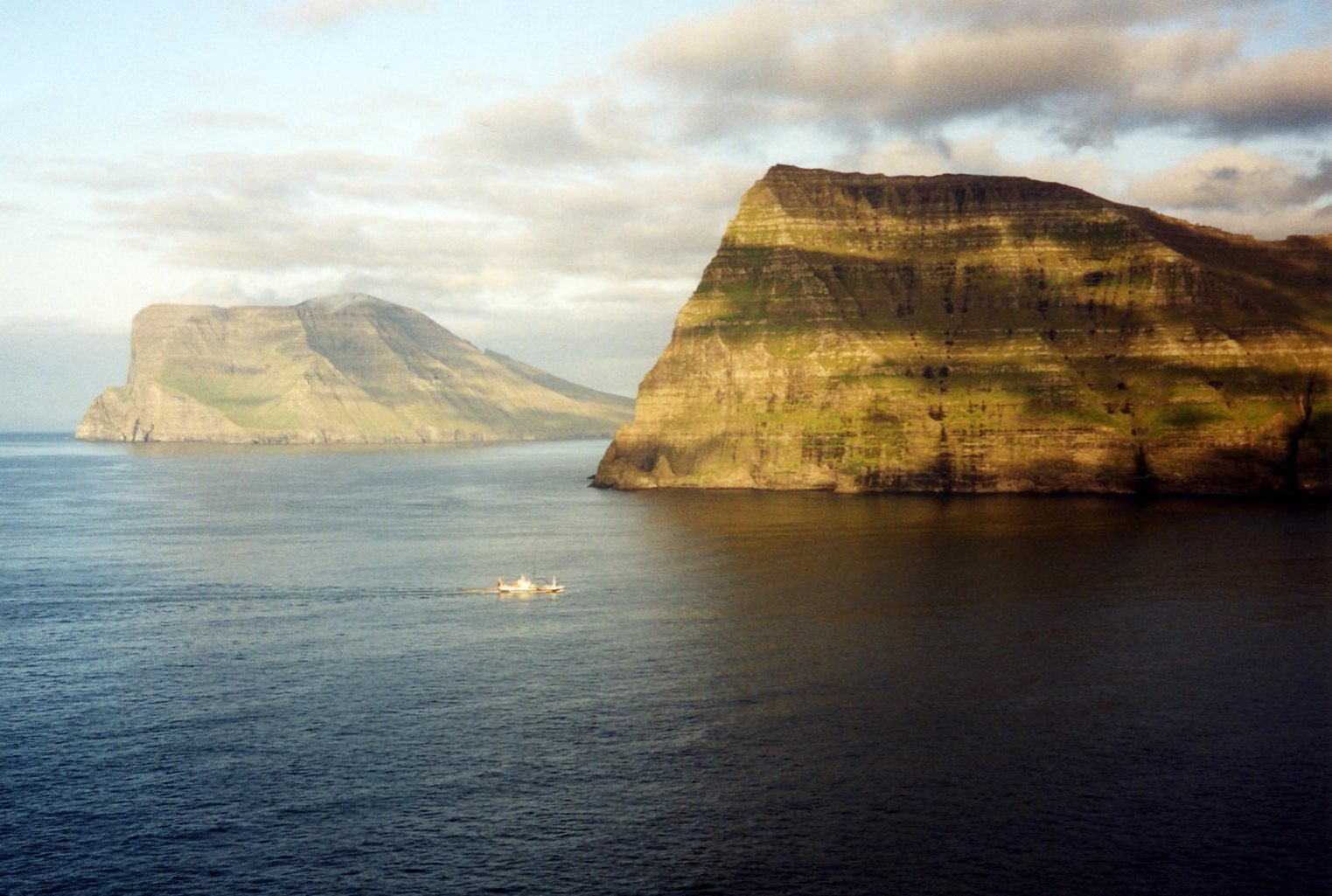
Meereskliff am Kap Enniberg (links)
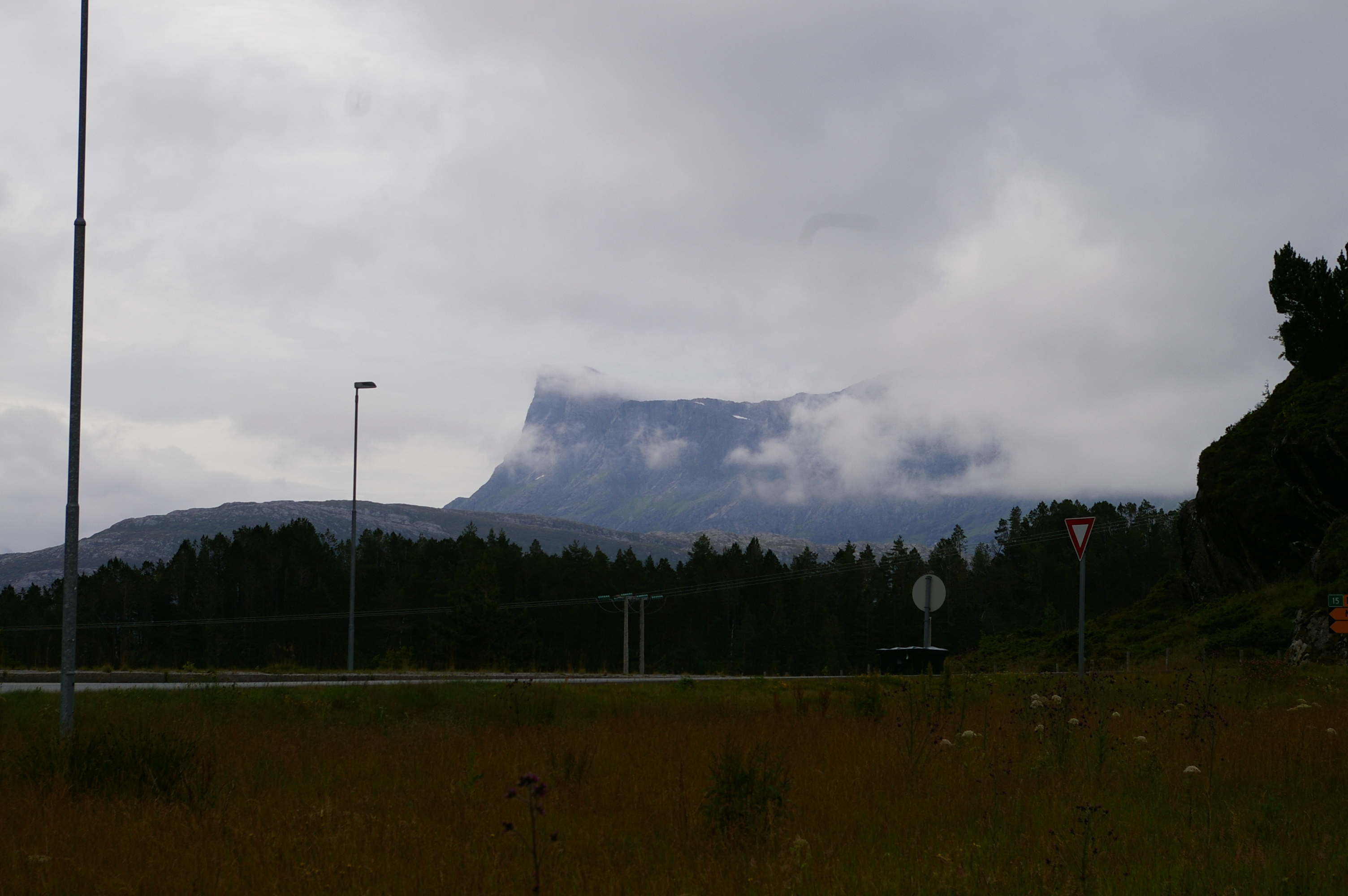
Hornelen als höchstes Kliff
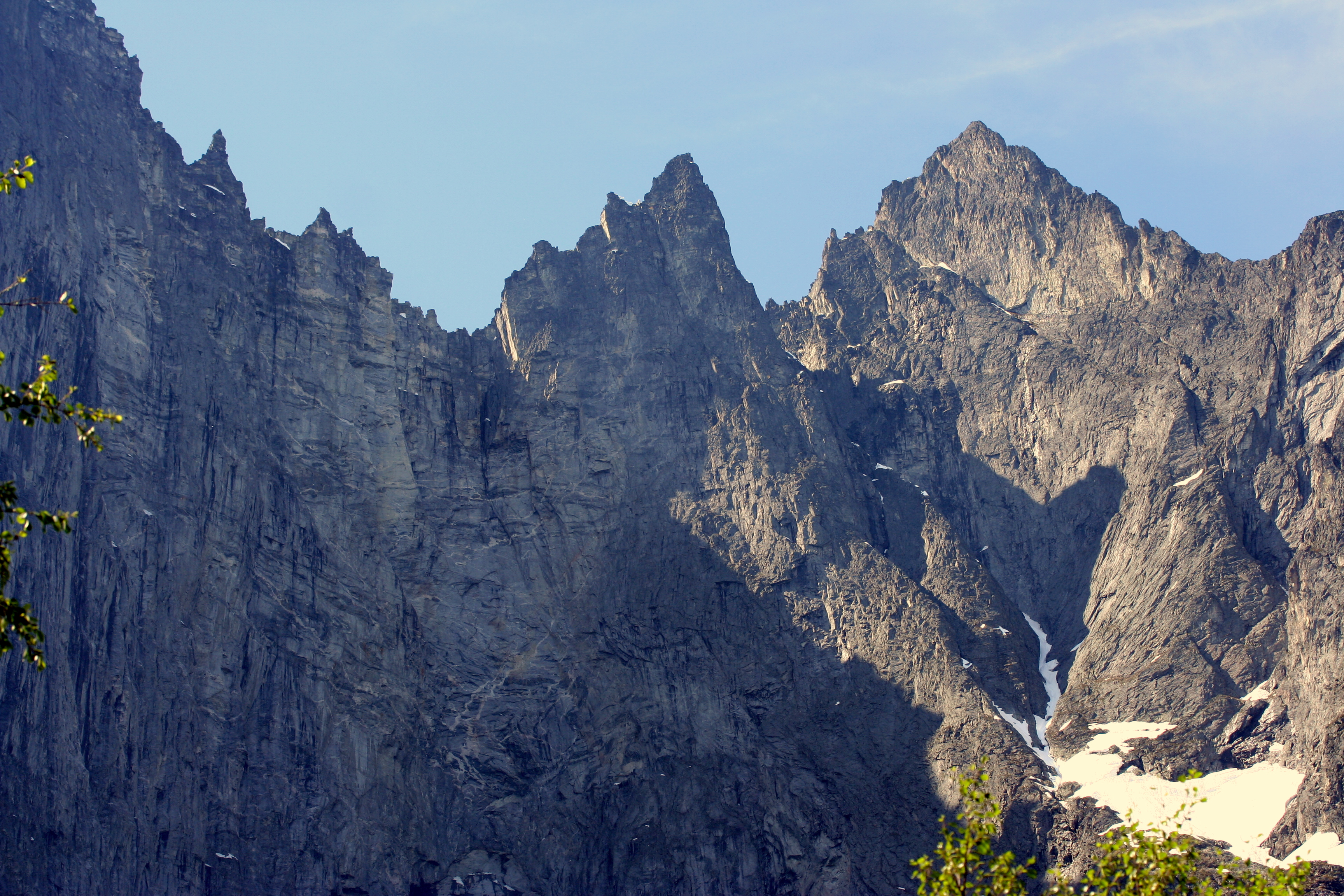
Trollberg, höchste Steilwand
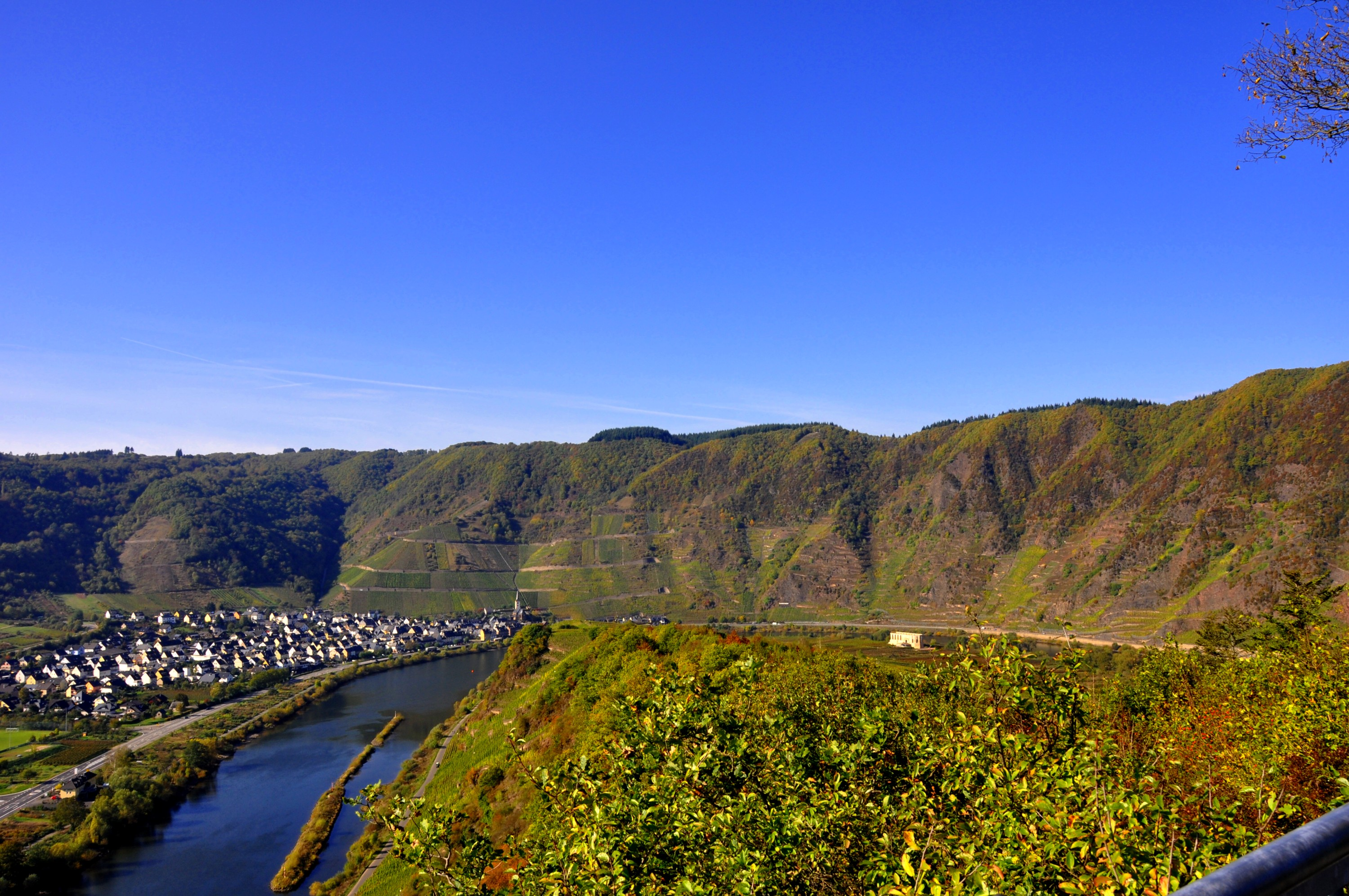
Bremm und die steilste Weinlage Calmont
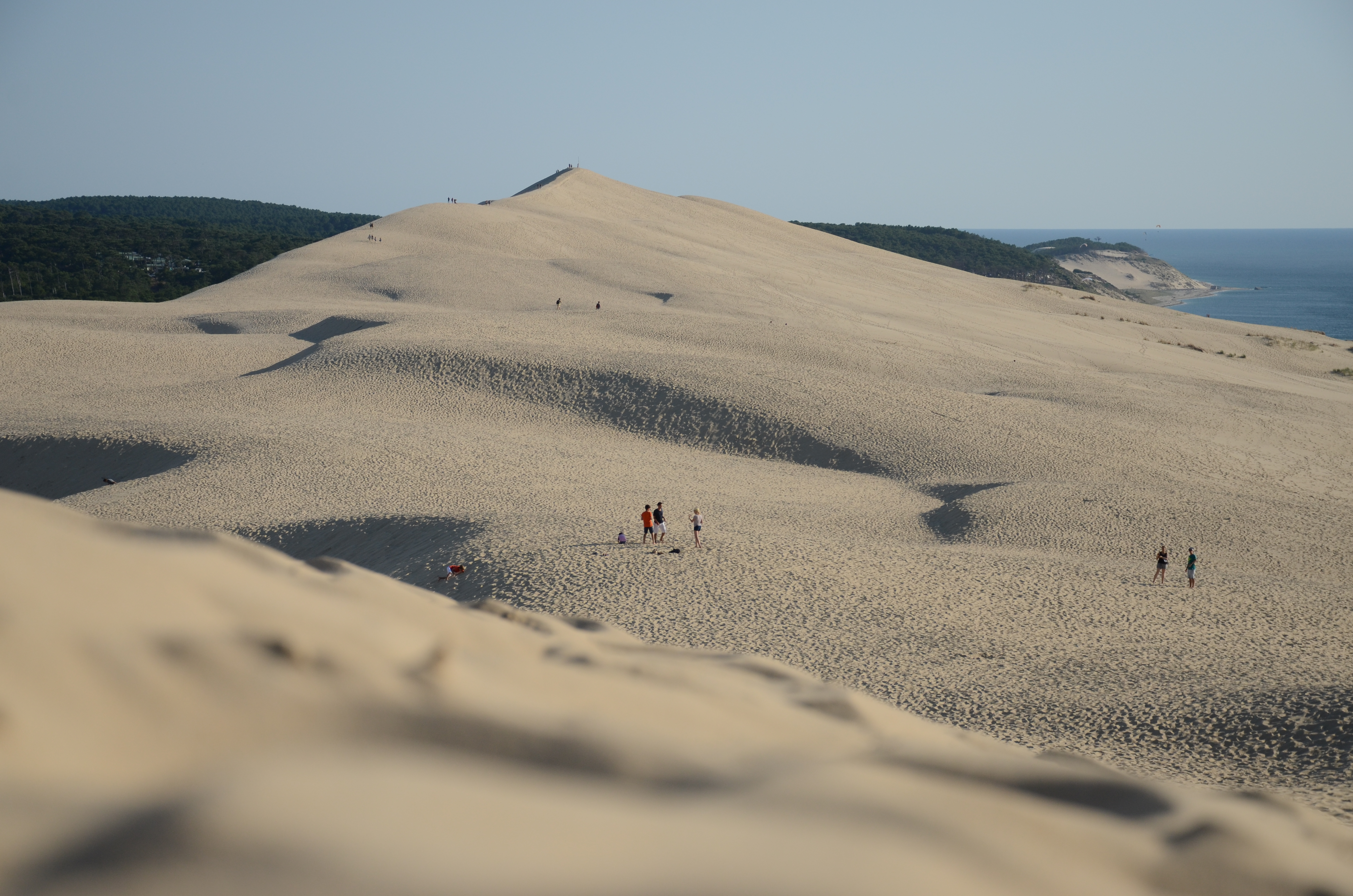
Größte Düne Europas
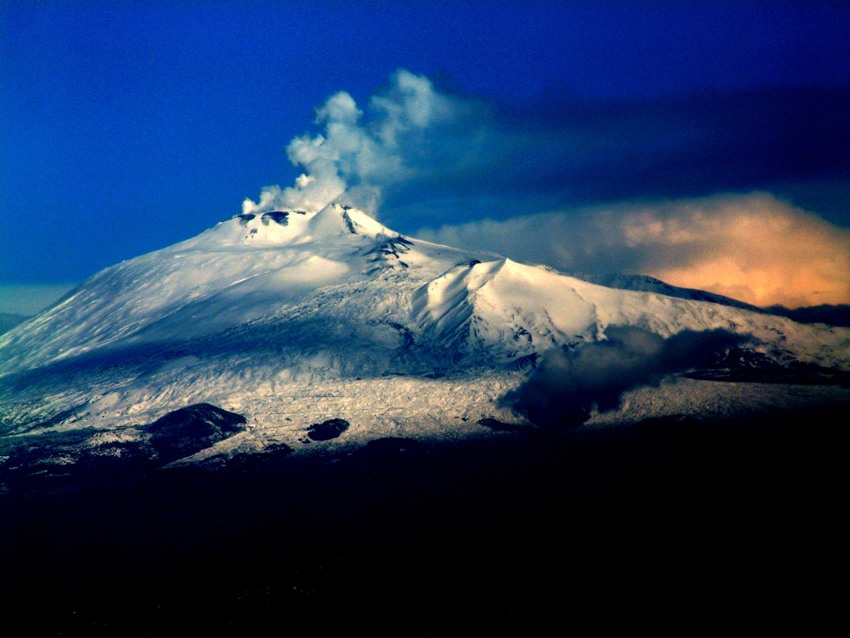
Höchster Vulkan: Ätna

### Sonstiges und Kurioses
- Bad Wildungen hat mit einer Fläche von 50 Hektar den größten Kurpark  Europas.[23]
- Die kleinste Stadt Europas und der Welt: Hum in Kroatien mit 30 Einwohnern (2011)[24]
- Europas höchstgelegene Toilette  befindet sich auf 4260 Meter Höhe am Mont Blanc.[25]
- Das höchste Bauwerk Europas ist der Fernsehturm Ostankino ( russisch Останкинская телебашня) in Moskau. Die Aussichtsplattform ist bei 340 m und wird von der des Oko Tower 1 , auch in Moskau, mit 353,6 m übertroffen.
- Das längste Gebäude ist die ehemalige KdF-Ferienanlage Prora  in Binz auf Rügen. Der „Koloss von Prora“ bestand aus ursprünglich acht auf einer Länge von 4,5 Kilometern entlang der Prorer Wiek aneinandergereihten baugleichen Blöcken. Nach dem Krieg verblieben fünf zusammenhängende Blöcke auf einer Länge von etwa 2,5 Kilometern.
- Der längste Wohnblock  steht in Luzk, Wolyn, Ukraine. 3,265 km wurden zusammenhängend gebaut. Von den äußersten Punkten misst der Gebäudekomplex 1,75 km
- Das größte Stadion von Europa ist das Camp Nou  in Barcelona, Spanien. Es hat Platz für knapp 100.000 Zuschauer und wird 2024 um 5.000 Plätze erweitert[26].
- Der höchste Kirchturm der Welt ziert mit 161,53 Meter das Ulmer Münster .
- Der kleinste Staat Europas ist der Vatikan (0,44 km², ca. 1000 Einwohner). Der größte Staat, der komplett in Europa liegt, ist die Ukraine (603.700 km²). Der europäische Teil Russlands (3.952.550 km²),[27] der nur 23 Prozent der Landfläche ausmacht aber rund 75 Prozent der Bevölkerung beherbergt, ist allerdings größer.
- Das weltweit größte Gebäude (Nutzfläche) ist der „Palast des Volkes“ , den sich der rumänische Diktator Ceausescu in Bukarest bauen ließ. Mehr als 6000 prunkvoll bis protzig ausgestattete Räume verteilen sich auf 360.000 Quadratmetern Fläche.[28]
- Den tiefsten Freizeitpark der Welt findet man im  Salzbergwerk Turda  in Turda (deutsch: Thorenburg), Siebenbürgen, Rumänien – 120 Meter unter Tage.[29]
- Die Strafvollzugsanstalten Silivri ( türkisch Silivri Ceza İnfaz Kurumları) sind mit über 11.000 Plätzen das mit Abstand größte Gefängnis in Europa. Sie wurde auch wegen vieler prominenter Insassen bekannt. Derzeit gibt es Planungen zum Bau weiterer 100.000 Haftplätze in Vollzugsanstalten mit bis zu 20.000 Plätzen.[30] Zum Vergleich: In Deutschland sind die größten Gefängnisse die JVA Bielefeld-Senne mit 1.676 Insassen und die JVA München („Stadelheim“) mit bis zu 2.100 Insassen.
- Mit durchschnittlich 30 Metern wohnt man in den Niederlanden am tiefsten in Europa.
- Norwegen hat mit 25.148 km die längste Küste Europas
- Die gefährlichste Insel Deutschlands ist Riems,  und liegt im Greifswalder Bodden. In der ältesten virologischen Forschungsstätte der Welt werden gefährliche Erreger (Viren und Bakterien) gezüchtet.[31] Die Insel ist für die Öffentlichkeit total gesperrt.
- Die ganzjährig bewohnte Dauersiedlung Juf , eine Fraktion der Schweizer Talgemeinde Avers im Kanton Graubünden liegt auf 2126 m ü. M. und damit oberhalb der Baumgrenze. Juf gilt als die höchstgelegene, ganzjährig bewohnte Dauersiedlung Europas. Wenn, gemäß der geographischen Definition, der Kaukasushauptkamm als Grenze zwischen Europa und Asien angesehen wird, gilt Kurusch  in Dagestan als höchstgelegenes Dorf Europas. Es liegt auf 2560 m ü. M. und ist zudem der südlichste besiedelte Ort Russlands.
- Am niedrigsten Festlandpunkt in einem europäischen Wohngebiet mit 7,1 m unter dem Meeresspiegel steht das Denkmal „De Vergeten Plek“  (der vergessene Ort) in der Gemeinde Waddinxveen/Südholland. Es markiert den niedrigsten Polderwasserspiegel in den Niederlanden.[32]
- Den kompliziertesten Grenzverlauf zwischen zwei Staaten erlebt man in  /  . Teile von Belgien liegen in den Niederlanden und zerstückeln den Ort. Befestigte Grenzen sieht man aber nicht. Der Grenzverlauf ist so kompliziert, dass die Staatsgrenze auch durch einige Häuser führt. Es gab eine Zeit, in der nach niederländischen Gesetzen Restaurants früher schließen mussten als die belgischen. Für einige Restaurants auf der Grenze hieß dies, dass die Kunden nur den Tisch wechseln mussten und schon konnte die Feier weiter gehen.
- Die weltweit kleinste Insel (22,566 ha) mit einer Staatsgrenze liegt in der Ostsee und heißt Märket.
- Der einzige europäische Ort mit einem Ausrufezeichen im Ortsnamen ist der Badeort „Westward Ho!“ an der Küste von Devon/Südwestengland.
- Einen der europaweit kürzesten Ortsnamen hat Å auf den Lofoten. Es ist jedoch nicht alleine der kürzestes Ortsname der Welt. Weitere Orte namens Å gibt es in Dänemark und Schweden. Dänemark hat noch einen weiteren einbuchstabigen Ortsnamen, Ø („Insel“). In Frankreich findet man den Ort Y.
- Den längsten Ortsnamen findet man in Wales. Das Dorf heißt Marienkirche in einer Mulde weißer Haseln in der Nähe des schnellen Wirbels und der Thysiliokirche bei der roten Höhle oder ganz einfach  Llanfairpwllgwyngyllgogerychwyrndrobwllllantysiliogogogoch, Anglesey

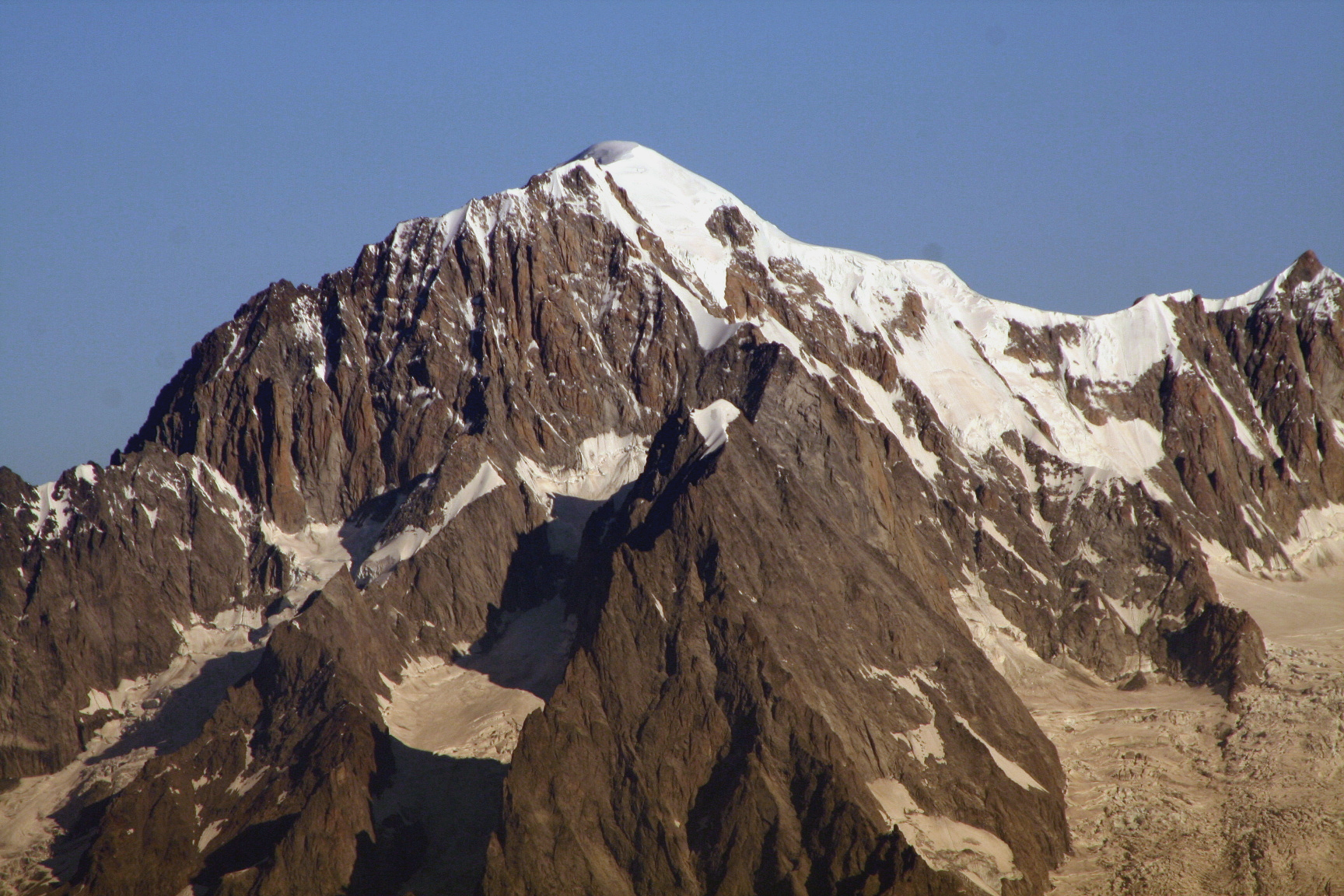
Höchste Toilette Europas am Montblanc-Gipfel
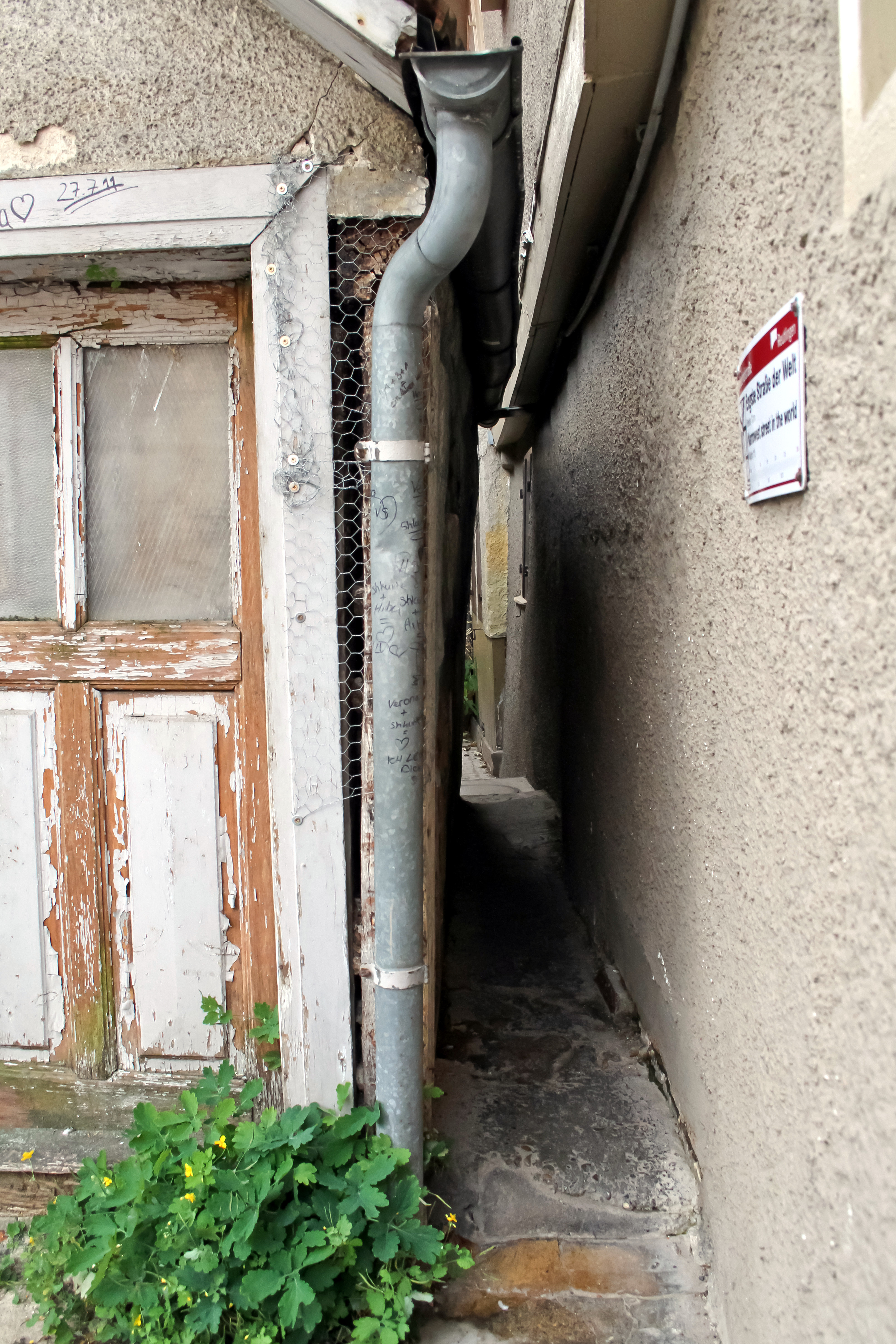
Reutlingen, engste Straße der Welt
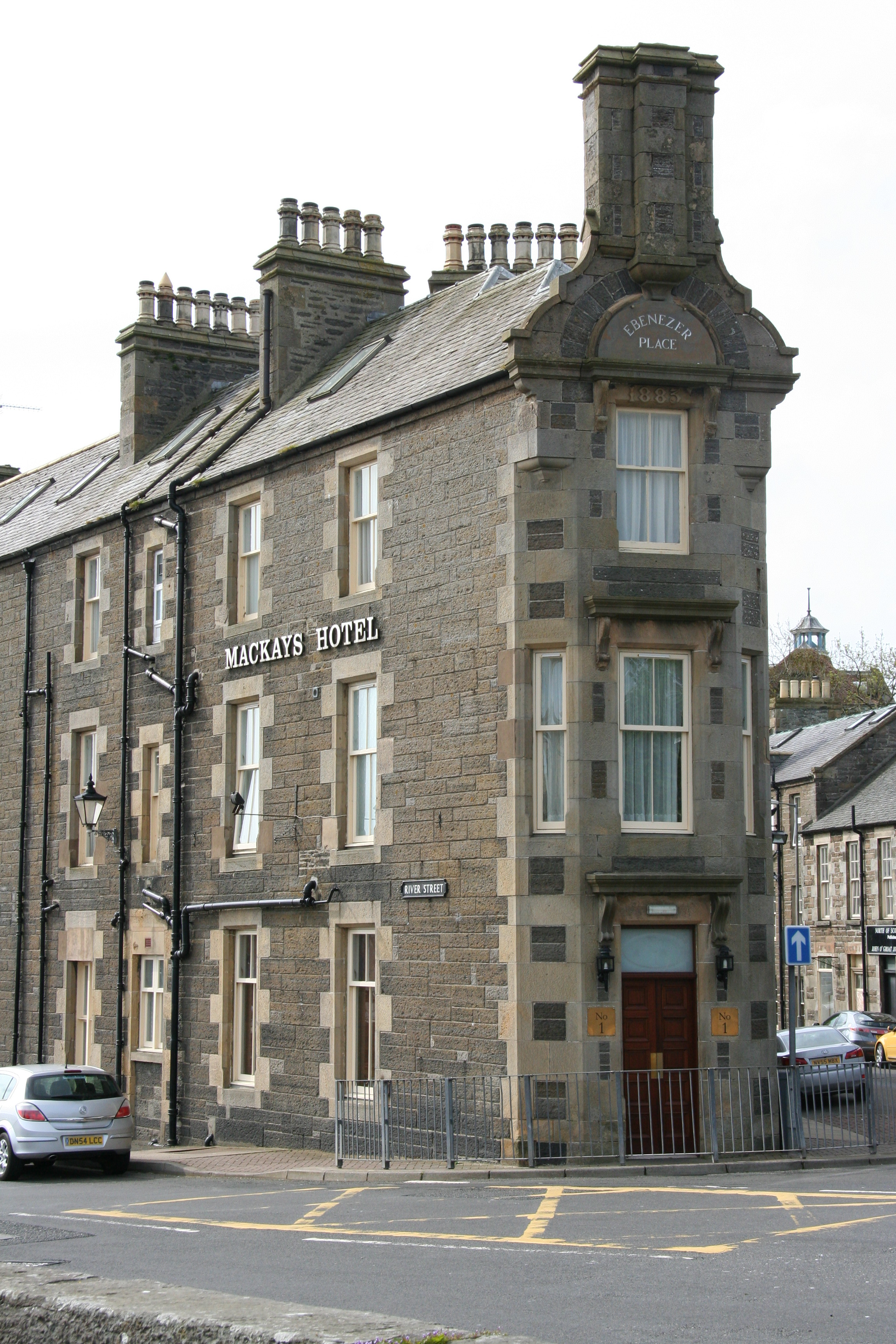
Ebenezer Place „No. 1 Bistro“
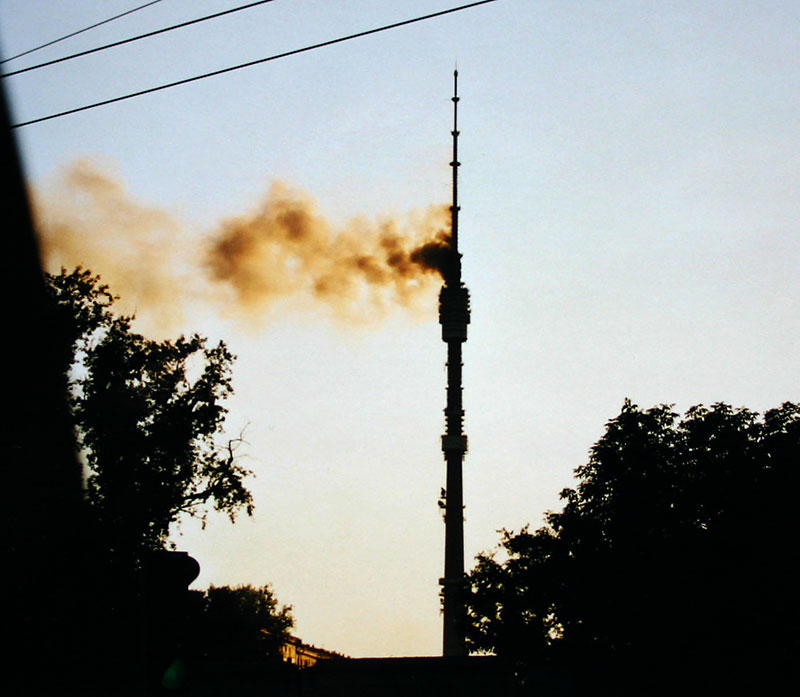
Feuer im Ostankino-Turm August 2000
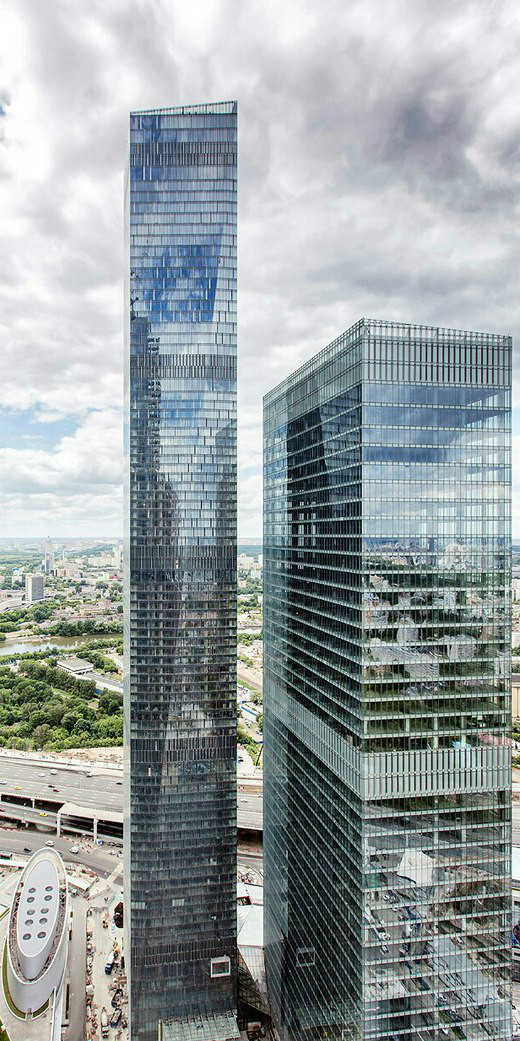
OKO Towers
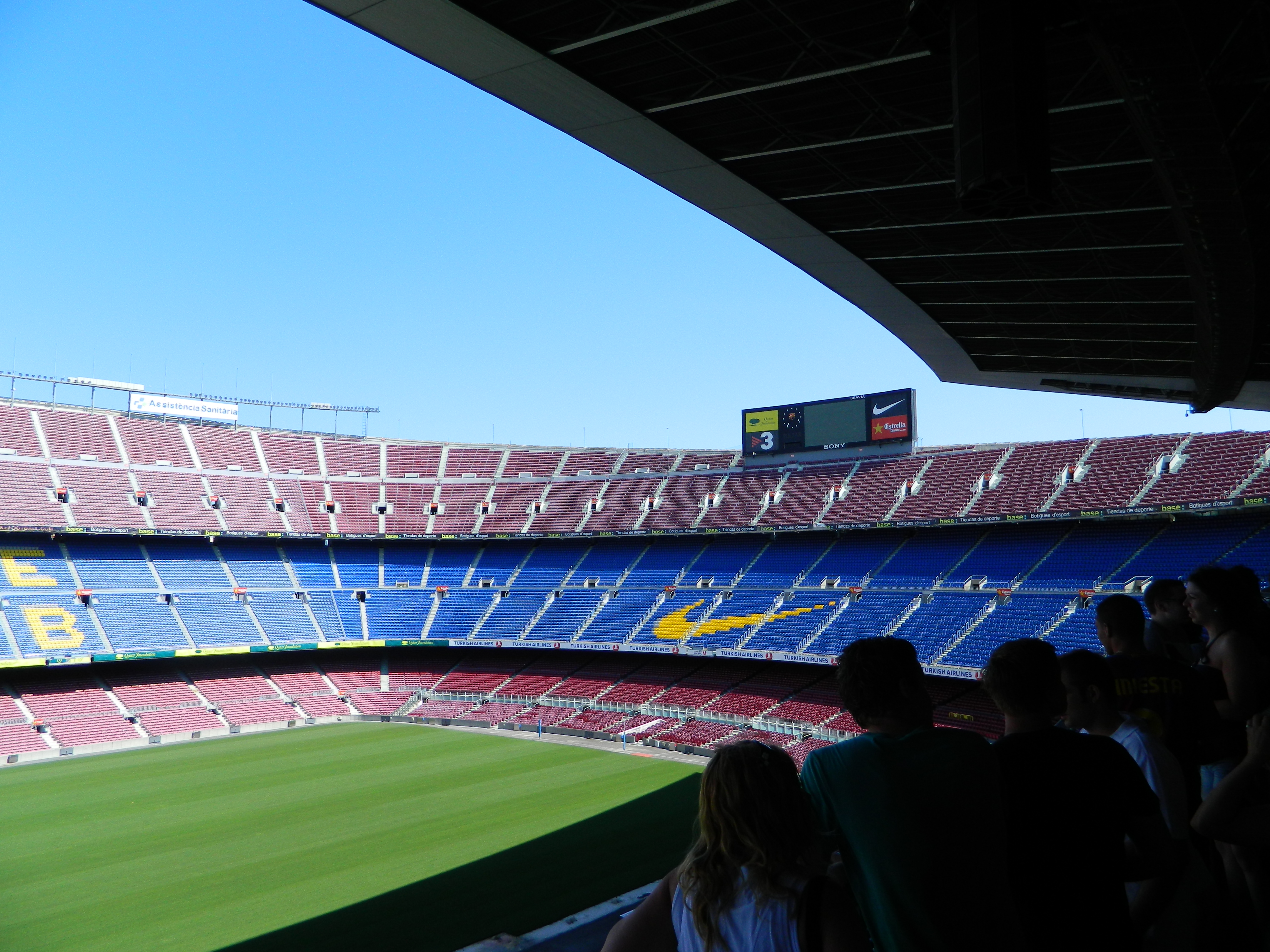
Größtes Stadion: Camp Nou in Barcelona
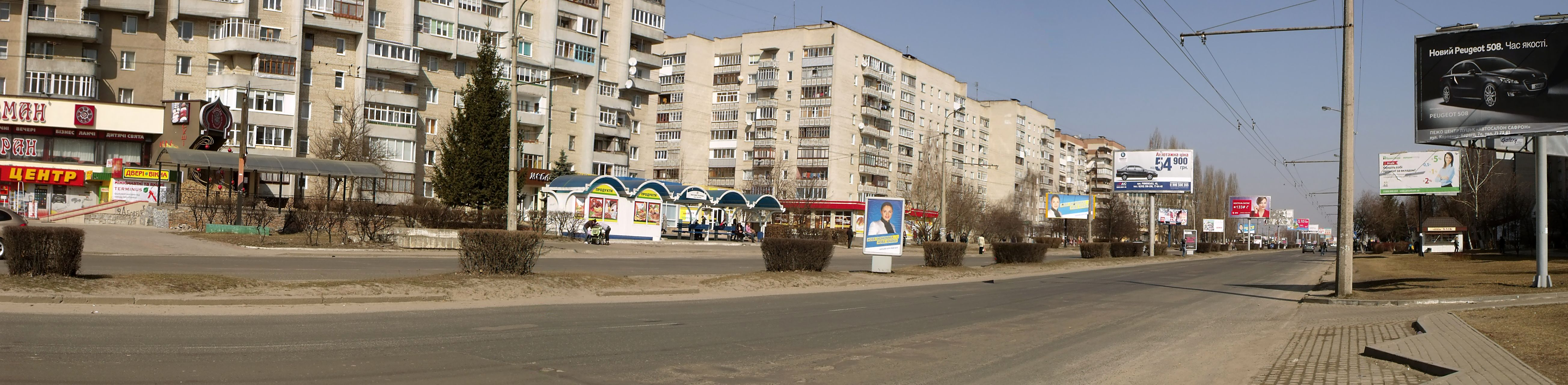
Teilansicht längster Wohnblock (Luzk, Ukraine)
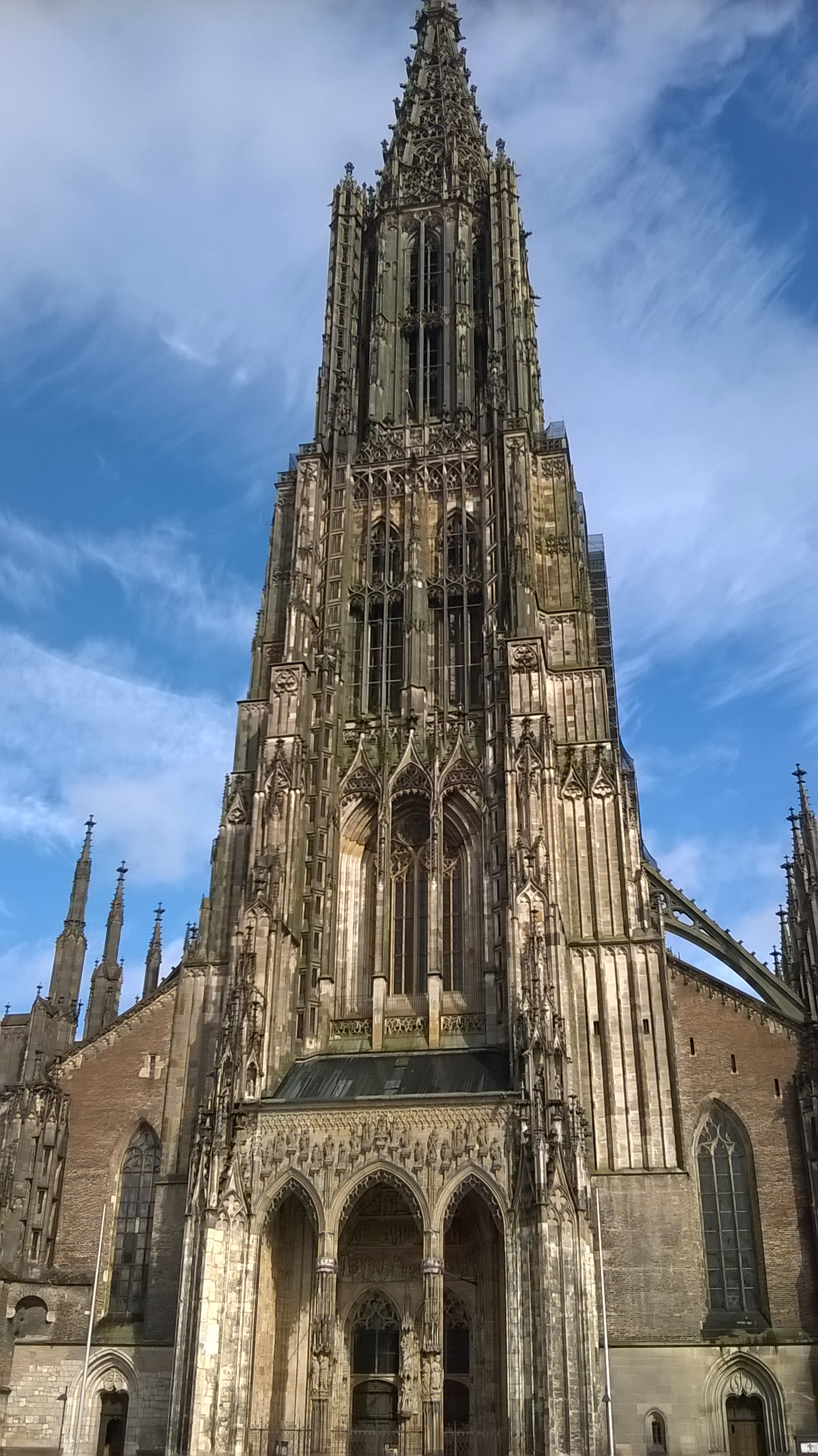
Weltweit höchster Kirchturm in Ulm
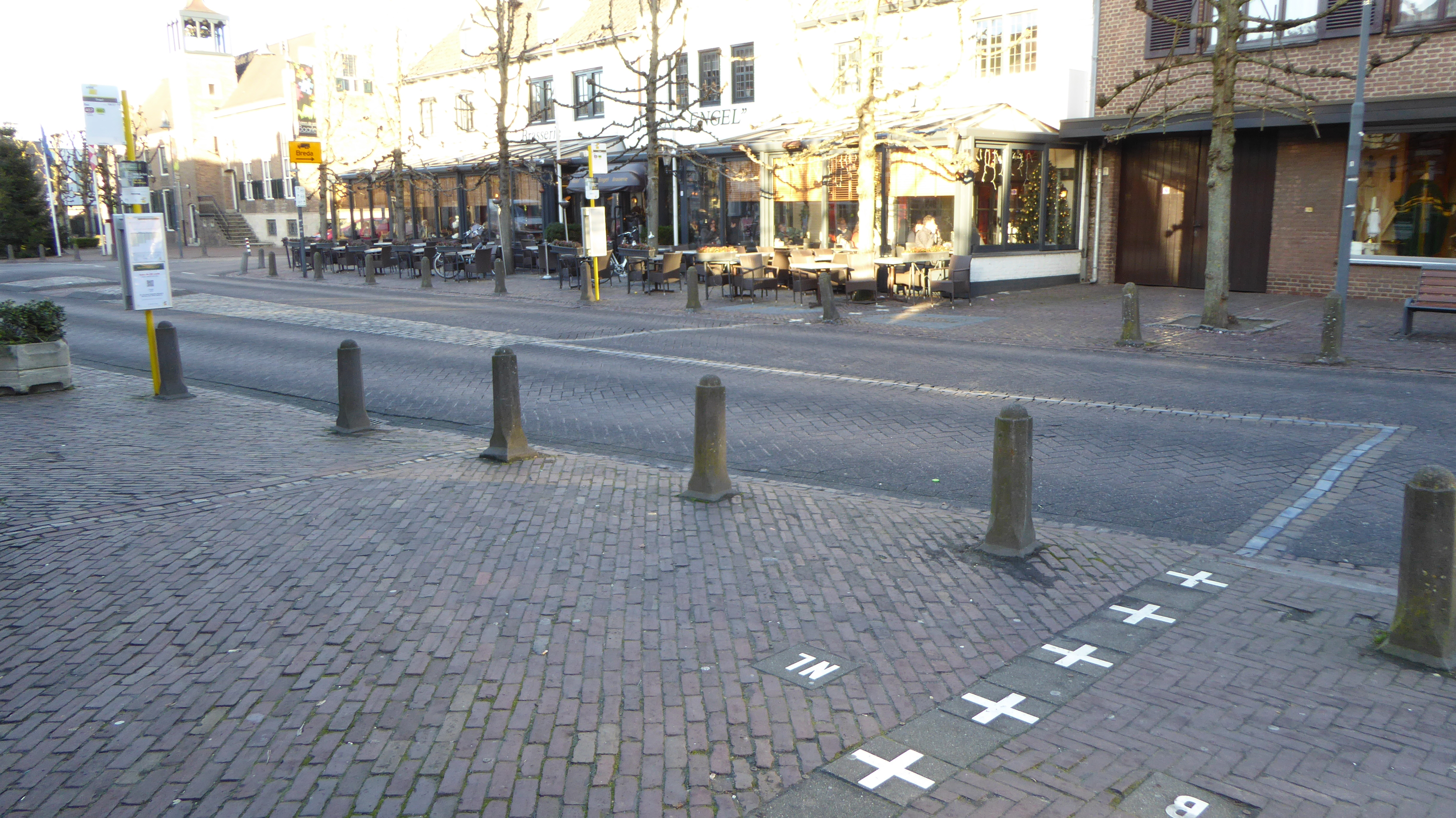
Grenzlinie zwischen Baarle-Nassau und Baarle-Hertog
Grenze Niederlande/Belgien in Baarle
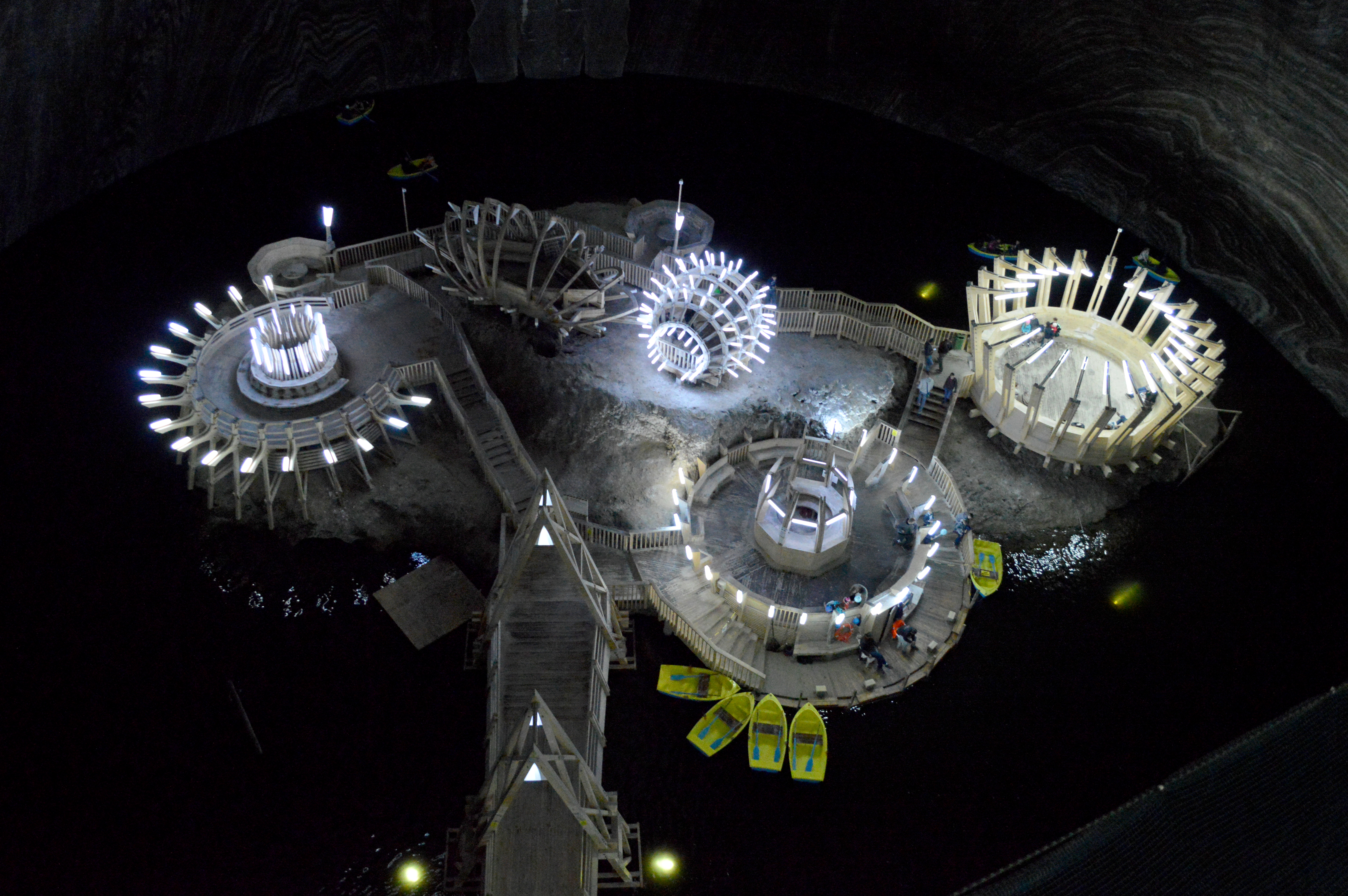
Tiefster Freizeitpark in Turda
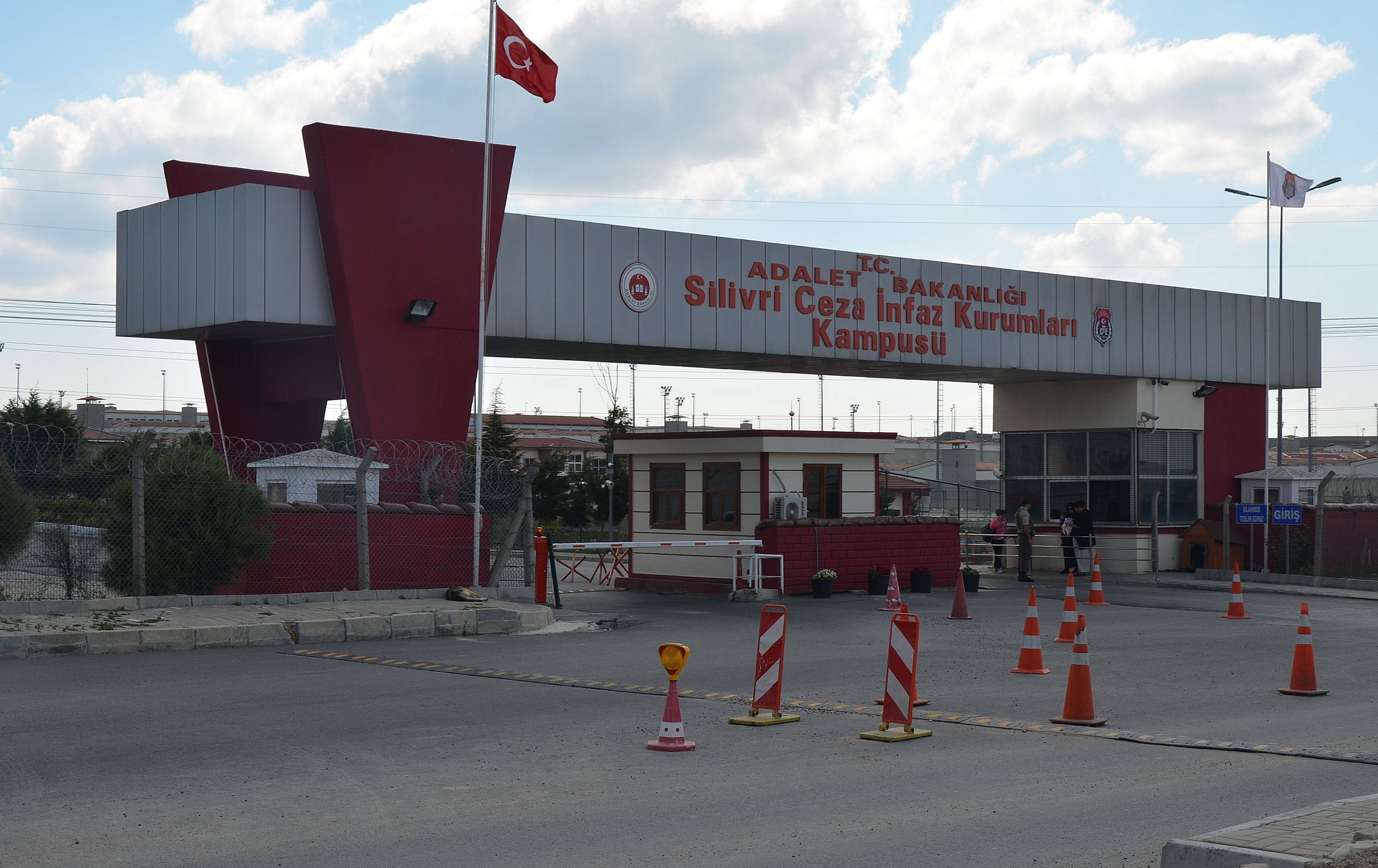
Gefängnis Silivri, Türkei, das größte Europas
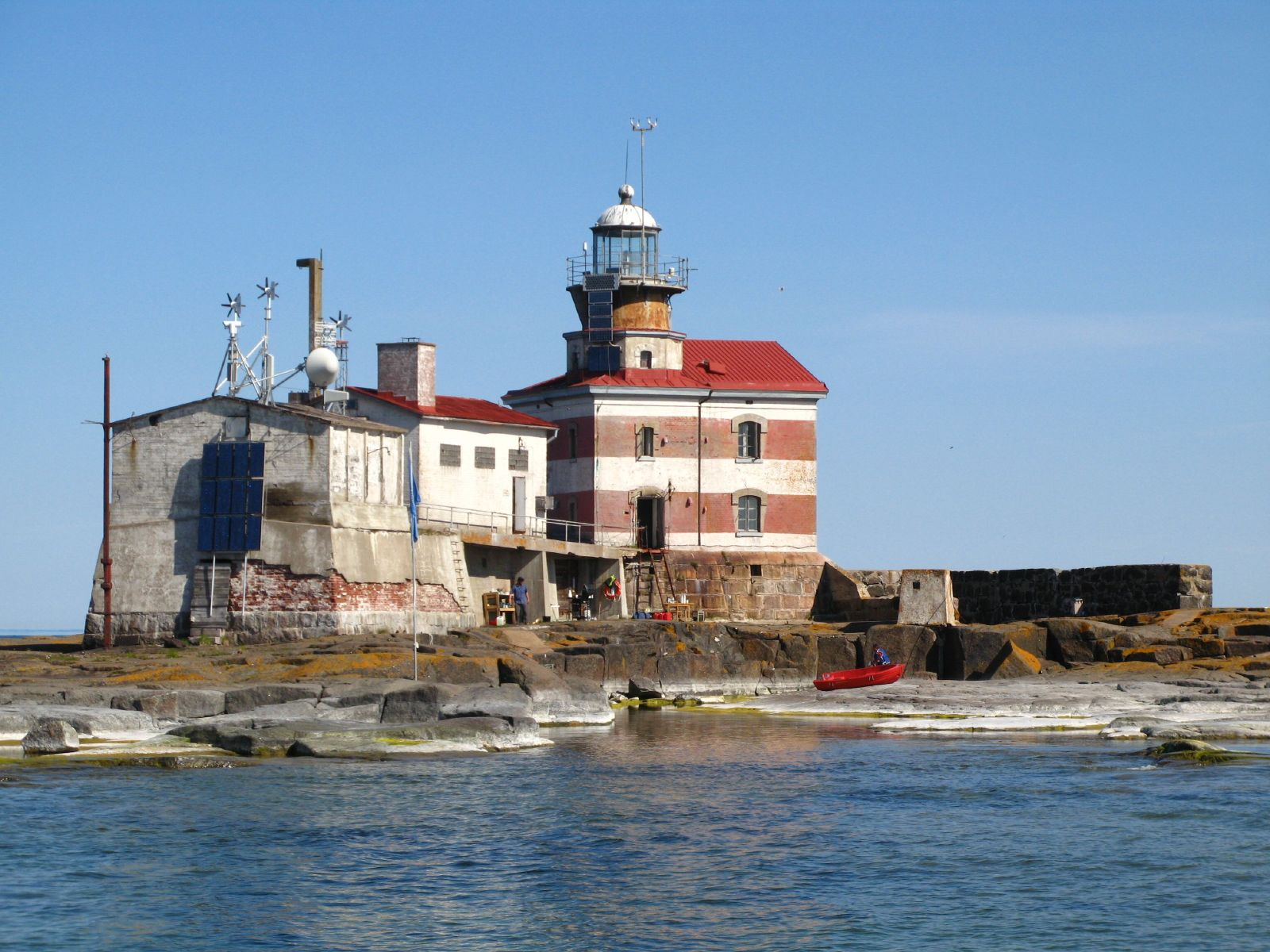
Kleinste zweistaatliche Insel
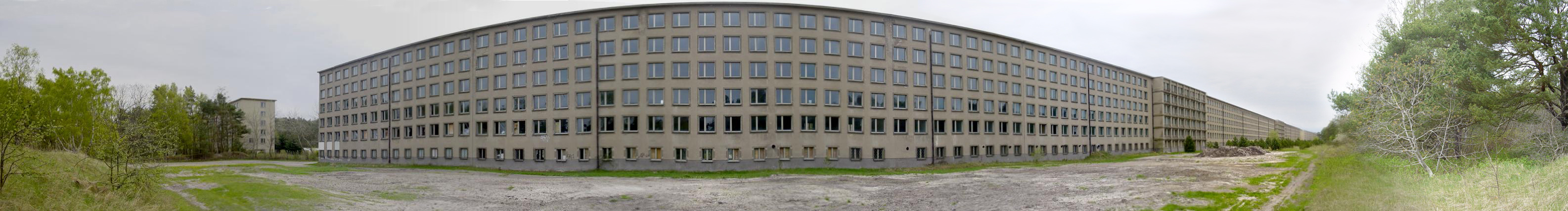
Panorama „Koloss von Prora“
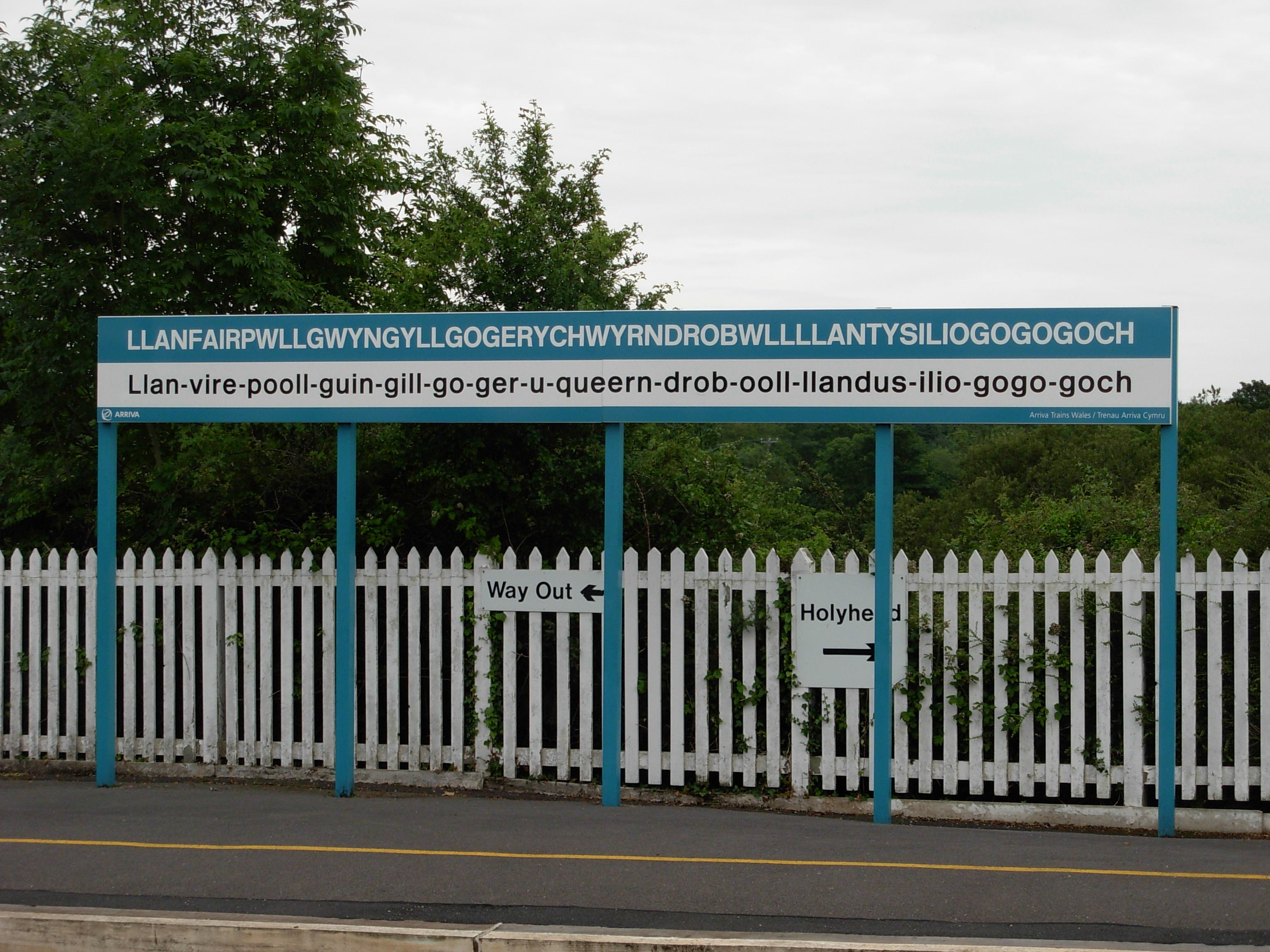
Bahnhof Llanfairpwllgwyngyllgogerychwyrndrobwllllantysiliogogogoch
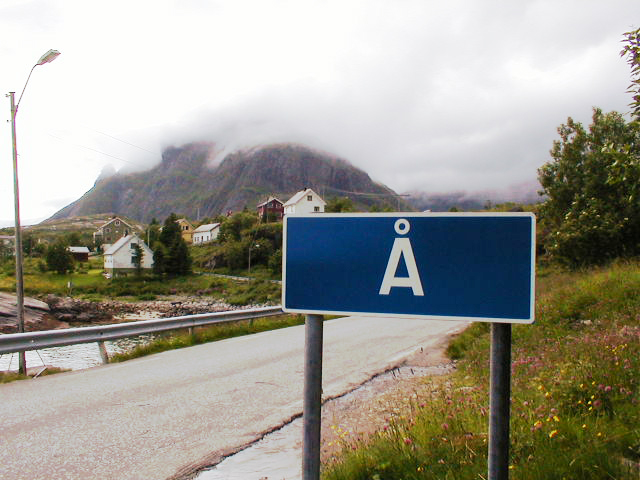
Ortsschild Å